# Dodo
El dodo (Raphus cucullatus, anomenat Didus ineptus per Linnaeus) és un ocell extint no volador que era endèmic de l'illa de Maurici, que es troba a l'est de Madagascar, a l'oceà Índic.
El parent genètic més proper del dodo era el solitari de l'illa de Rodrigues (Pezophaps solitaria), també extingit. Els dos van formar la subfamília Raphinae, un clade d'ocells extingits no voladors que formaven part de la família, incloent els colúmbids. El parent viu més proper del dodo és el colom de Nicobar (Caloenas nicobarica). Es creu que l'origen evolutiu el tenien en els coloms que migraven entre l'Àfrica i el sud-est asiàtic, per això es tractava d'un peculiar colúmbid relativament àpter, ja que la manca de depredadors va fer que aquest ocell no desenvolupés el seu sistema muscular per al vol.
Abans es pensava que un dodo blanc existia a la propera illa de la Reunió, però ara es creu que aquesta suposició era només una confusió basada en l'ibis de la Reunió (Threskiornis solitarius) també extingit i les pintures de dodos blancs.
Les restes subfòssils mostren que el dodo feia aproximadament 1 metre d'alçada i podria haver pesat entre 10,6 i 17,5 kg en estat salvatge. L'aparició del dodos vius només s'evidencia amb dibuixos, pintures i relats escrits del segle xvii. Com que aquests retrats varien considerablement, i com que només se sap que algunes de les il·lustracions han estat extretes d'exemplars vius, l'aparició exacta dels dodos a la vida continua sense resoldre's i se sap poc sobre el seu comportament. S'ha representat amb plomatge gris marronós, peus grocs, un floc de plomes a la cua, un cap gris i nu, i un bec negre, groc i verd. Va utilitzar gastrolits per ajudar a digerir el seu menjar, que es creu que incloïa fruites, i es creu que el seu hàbitat principal van ser els boscos de les zones costaneres més seques de Maurici. Un relat afirma que la seva posta consistia en un sol ou. Se suposa que el dodo es va tornar incapaç de volar a causa de la disponibilitat de fonts d'aliment abundants i una relativa absència de depredadors a Maurici. Tot i que històricament s'ha representat el dodo com a gros i maldestre, ara es creu que estava ben adaptat al seu ecosistema.
La primera menció registrada del dodo va ser per part de mariners neerlandesos l'any 1598. Les primeres notícies que a Europa es van tenir de l'ocell semblen datar de l'any 1674; l'any 1681 un conquistador espanyol en portà un exemplar a Europa. Es creu que els descobridors portuguesos anomenaren dodo (de doudo, forma arcaica de doido, «estúpid», en el parlar col·loquial portuguès) l'ocell per la seva poca traça i la facilitat amb què podia ser caçat. En alguns idiomes s'anomena també «dront» o «dronte», possiblement un nom nadiu.
En els anys següents, l'ocell va ser caçat per mariners i espècies invasores, mentre el seu hàbitat estava sent destruït; l'arribada de l'home va portar la propagació de noves espècies per l'illa, com el porc i les rates, l'aparició de noves malalties i la destrucció del bosc, del qual depenia la subsistència del dodo. L'últim albirament d'un dodo àmpliament acceptat va ser l'any 1662. La seva extinció no es va notar immediatament i alguns van considerar que era un mite. Al segle xix es va investigar una petita quantitat de restes de quatre exemplars que havien estat portats a Europa a principis del segle xvii. Entre aquests hi ha un cap sec, l'únic teixit tou del dodo que es conserva actualment. Des de llavors, s'ha recollit una gran quantitat de material subfòssil a Maurici, principalment del pantà de Mare aux Songes. L'extinció del dodo en menys d'un segle després del seu descobriment va cridar l'atenció sobre el problema fins ara no reconegut de la implicació humana en la desaparició d'espècies senceres.
El dodo va aconseguir un reconeixement generalitzat pel seu paper a la història d'Alícia al País de les Meravelles, i des de llavors s'ha convertit en un element habitual de la cultura popular, sovint com a símbol d'extinció i obsolescència.

## Taxonomia
El dodo va ser declarat pels primers científics de diverses maneres com un petit estruç, un ràl·lid, un albatros o un voltor.
El 1842, el zoòleg danès Johannes Theodor Reinhardt va proposar que els dodos eren coloms de terra, basant-se en estudis d'un crani de dodo que havia descobert a la col·lecció del Museu Zoològic de Copenhaguen. Aquest punt de vista va ser rebut amb ridícul, però més tard va obtenir el suport dels naturalistes anglesos Hugh Edwin Strickland i Alexander Gordon Melville en la seva monografia de 1848 The Dodo and Its Kindred, que intentava separar el mite de la realitat.  Després de disseccionar el cap i els peus conservats de l'exemplar al Museu d'Història Natural de la Universitat d'Oxford i comparar-lo amb les poques restes disponibles aleshores del solitari de l'illa de Rodrigues (Pezophaps solitaria), van concloure que els dos estaven estretament relacionats. Strickland va afirmar que, tot i que no són idèntics, aquests ocells compartien molts trets distintius dels ossos de les cames, que d'altra banda només es coneixien en coloms.

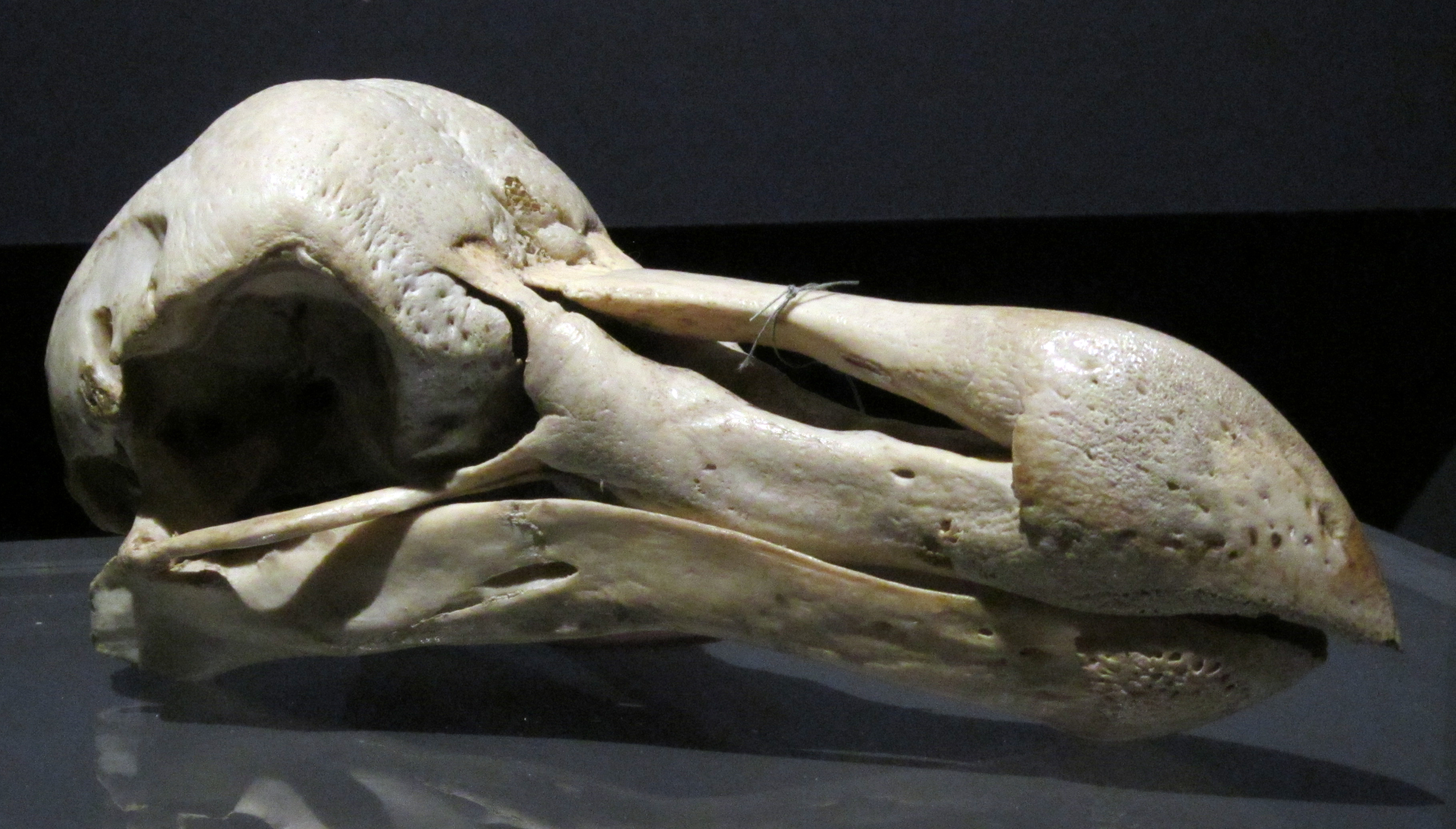
Crani al Museu Zoològic de Copenhaguen, l'examen del qual va fer que el dodo fos classificat com a colom el 1842

Strickland i Melville van establir que el dodo era anatòmicament similar als coloms en moltes característiques. Assenyalaven la porció queratinosa molt curta del bec, amb la seva part basal llarga, esvelta i nua. Altres coloms també tenen la pell nua al voltant dels ulls, gairebé arribant al bec, com en els dodos. El front era alt en relació amb el bec, i l'orifici nasal estava situat baix al mig del bec i envoltat de pell, una combinació de trets compartits només amb els coloms. Les potes del dodo eren generalment més semblants a les dels coloms terrestres que a les d'altres ocells, tant en les seves escates com en les seves característiques esquelètiques. Les representacions del gran pap deixaven entreveure una relació amb els coloms, en què aquesta característica està més desenvolupada que en altres ocells. Els coloms generalment tenen niuades molt petites i es diu que el dodo només ponia un sol ou. Com els coloms, el dodo no tenia el vòmer i el septe de les fosses nasals, i compartia detalls a la mandíbula, l'os zigomàtic, el paladar i l'hàl·lux. El dodo es diferenciava dels altres coloms principalment per la petita mida de les ales i la gran mida del bec en proporció a la resta del crani.

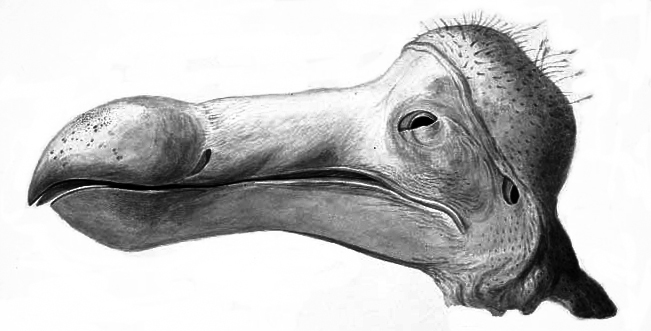
Esbós del cap de l'espècimen d'Oxford fet abans de ser dissecat el 1848
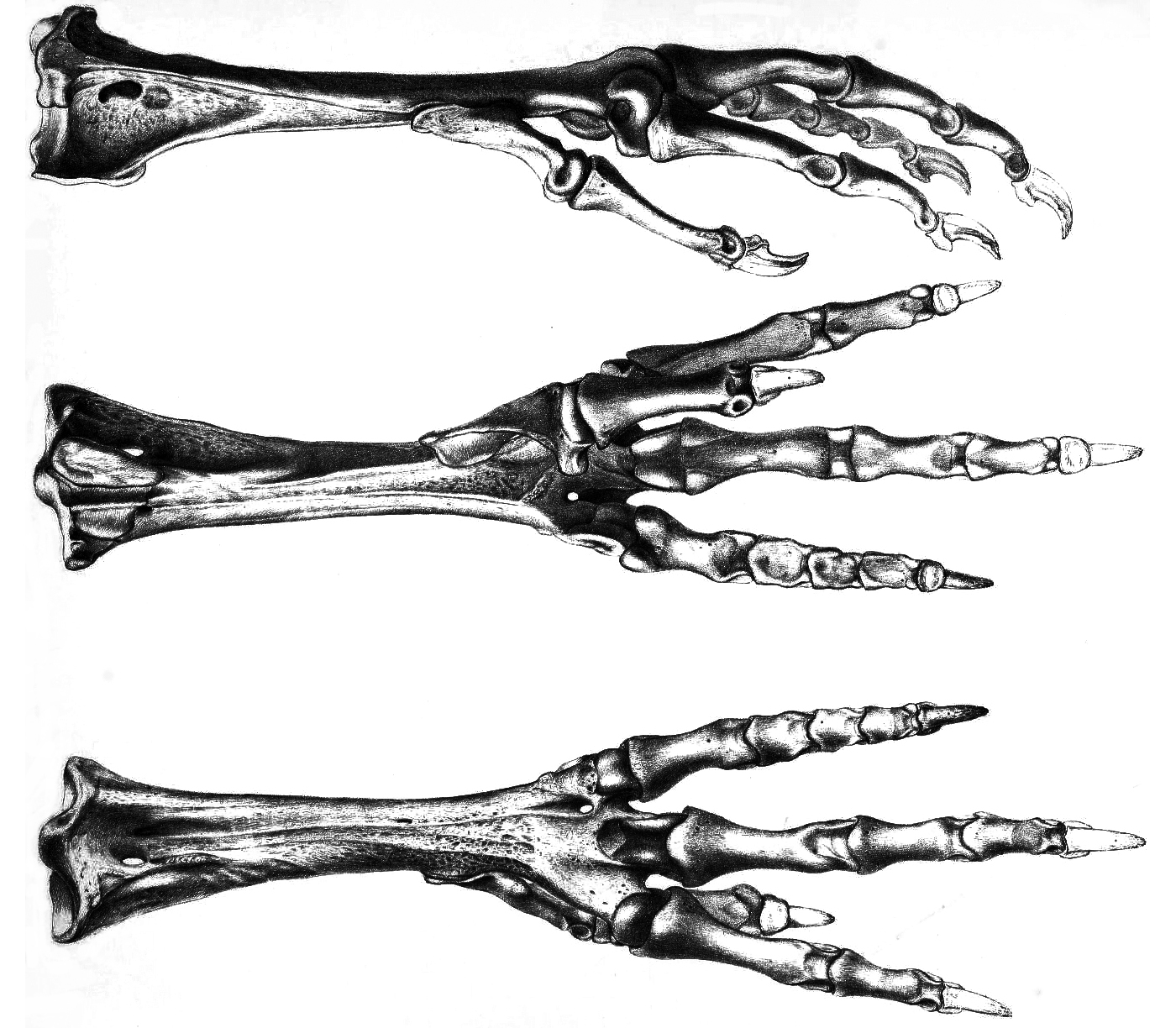
Litografia de 1848 del peu de l'exemplar d'Oxford, del qual s'ha obtingut mostres d'ADN

Al llarg del segle xix, es van classificar diverses espècies com a congènites amb el dodo, incloent el solitari de l'illa de Rodrigues i l'ibis de La Reunió, com a Didus solitarius i Raphus solitarius, respectivament (Didus i Raphus són els noms del gènere dodo utilitzats per diferents autors de l'època). Una descripció atípica del segle xvii d'un dodo i d'ossos trobats a Rodrigues, ara se sap que pertanyien al solitari de l'illa de Rodrigues, va portar Abraham Dee Bartlett a anomenar una nova espècie, Didus nazarenus, el 1852. Basant-se en restes del solitari, ara és un sinònim d'aquesta espècie. Els esbosos del rascló rogenc (Aphanapteryx bonasia) de Maurici també van ser malinterpretats com a espècies de dodo; Didus broeckii i Didus herberti.
Durant molts anys, el dodo i el solitari de l'illa de Rodrigues van ser col·locats en una família pròpia, els Raphidae (abans Dididae), perquè les seves relacions exactes amb altres coloms estaven sense resoldre. Cadascun també es va situar en la seva pròpia família monotípica (Raphidae i Pezophapidae, respectivament), ja que es pensava que havien evolucionat les seves semblances de manera independent.  Des d'aleshores, l'anàlisi osteològica i d'ADN ha portat a la dissolució de la família Raphidae, i el dodo i el solitari de l'illa de Rodrigues ara es troben a la seva pròpia subfamília, Raphinae, dins de la família Columbidae.

### Evolució
L'any 2002, la genetista estatunidenca Beth Shapiro i els seus col·legues van analitzar per primera vegada l'ADN del dodo i del solitari de l'illa de Rodrigues. La comparació de seqüències mitocondrials del citocrom b i d'ARNr 12S aïllades del fèmur d'un solitari de l'illa de Rodrigues i el tars d'un dodo va confirmar la seva estreta relació i la seva col·locació dins dels Columbidae. Es va interpretar que l'evidència genètica mostrava que el colom de Nicobar (Caloenas nicobarica) del sud-est asiàtic era el seu parent viu més proper, seguit de les goura coronades (Goura cristata) de Nova Guinea i el colom becut (Didunculus strigirostris) (de forma superficial semblant a un dodo), de Samoa. Aquest clade està format per coloms endèmics de les illes que habiten generalment a terra.
El cladograma següent mostra les relacions més properes del dodo i el solitari de l'illa de Rodrigues dins de Columbidae, basat en [Shapiro et al. 2002]:
|  | Caloenas nicobarica (Colom de Nicobar)                                                                   |
|  | |
|  | \| \| Pezophaps solitaria (Solitari de Rodrigues) \| \| \| \| \| \| Raphus cucullatus (Dodo) \| \| \| \| |
|  | |
|  | Pezophaps solitaria (Solitari de Rodrigues)                                                              |
|  | |
|  | Raphus cucullatus (Dodo)                                                                                 |
|  | |

|  | Pezophaps solitaria (Solitari de Rodrigues) |
|  |                                             |
|  | Raphus cucullatus (Dodo)                    |
|  |                                             |

|  | Caloenas nicobarica (Colom de Nicobar)                                                                   |
|  | |
|  | \| \| Pezophaps solitaria (Solitari de Rodrigues) \| \| \| \| \| \| Raphus cucullatus (Dodo) \| \| \| \| |
|  | |
|  | Pezophaps solitaria (Solitari de Rodrigues)                                                              |
|  | |
|  | Raphus cucullatus (Dodo)                                                                                 |
|  | |

|  | Pezophaps solitaria (Solitari de Rodrigues) |
|  |                                             |
|  | Raphus cucullatus (Dodo)                    |
|  |                                             |

|  | Caloenas nicobarica (Colom de Nicobar)                                                                   |
|  | |
|  | \| \| Pezophaps solitaria (Solitari de Rodrigues) \| \| \| \| \| \| Raphus cucullatus (Dodo) \| \| \| \| |
|  | |
|  | Pezophaps solitaria (Solitari de Rodrigues)                                                              |
|  | |
|  | Raphus cucullatus (Dodo)                                                                                 |
|  | |

|  | Pezophaps solitaria (Solitari de Rodrigues) |
|  |                                             |
|  | Raphus cucullatus (Dodo)                    |
|  |                                             |

|  | Caloenas nicobarica (Colom de Nicobar)                                                                   |
|  | |
|  | \| \| Pezophaps solitaria (Solitari de Rodrigues) \| \| \| \| \| \| Raphus cucullatus (Dodo) \| \| \| \| |
|  | |
|  | Pezophaps solitaria (Solitari de Rodrigues)                                                              |
|  | |
|  | Raphus cucullatus (Dodo)                                                                                 |
|  | |

|  | Pezophaps solitaria (Solitari de Rodrigues) |
|  |                                             |
|  | Raphus cucullatus (Dodo)                    |
|  |                                             |

|  | Caloenas nicobarica (Colom de Nicobar)                                                                   |
|  | |
|  | \| \| Pezophaps solitaria (Solitari de Rodrigues) \| \| \| \| \| \| Raphus cucullatus (Dodo) \| \| \| \| |
|  | |
|  | Pezophaps solitaria (Solitari de Rodrigues)                                                              |
|  | |
|  | Raphus cucullatus (Dodo)                                                                                 |
|  | |

|  | Pezophaps solitaria (Solitari de Rodrigues) |
|  |                                             |
|  | Raphus cucullatus (Dodo)                    |
|  |                                             |

|  | Caloenas nicobarica (Colom de Nicobar)                                                                   |
|  | |
|  | \| \| Pezophaps solitaria (Solitari de Rodrigues) \| \| \| \| \| \| Raphus cucullatus (Dodo) \| \| \| \| |
|  | |
|  | Pezophaps solitaria (Solitari de Rodrigues)                                                              |
|  | |
|  | Raphus cucullatus (Dodo)                                                                                 |
|  | |

|  | Pezophaps solitaria (Solitari de Rodrigues) |
|  |                                             |
|  | Raphus cucullatus (Dodo)                    |
|  |                                             |

|  | Caloenas nicobarica (Colom de Nicobar)                                                                   |
|  | |
|  | \| \| Pezophaps solitaria (Solitari de Rodrigues) \| \| \| \| \| \| Raphus cucullatus (Dodo) \| \| \| \| |
|  | |
|  | Pezophaps solitaria (Solitari de Rodrigues)                                                              |
|  | |
|  | Raphus cucullatus (Dodo)                                                                                 |
|  | |

|  | Pezophaps solitaria (Solitari de Rodrigues) |
|  |                                             |
|  | Raphus cucullatus (Dodo)                    |
|  |                                             |

|  | Caloenas nicobarica (Colom de Nicobar)                                                                   |
|  | |
|  | \| \| Pezophaps solitaria (Solitari de Rodrigues) \| \| \| \| \| \| Raphus cucullatus (Dodo) \| \| \| \| |
|  | |
|  | Pezophaps solitaria (Solitari de Rodrigues)                                                              |
|  | |
|  | Raphus cucullatus (Dodo)                                                                                 |
|  | |

|  | Pezophaps solitaria (Solitari de Rodrigues) |
|  |                                             |
|  | Raphus cucullatus (Dodo)                    |
|  |                                             |

|  | Caloenas nicobarica (Colom de Nicobar)                                                                   |
|  | |
|  | \| \| Pezophaps solitaria (Solitari de Rodrigues) \| \| \| \| \| \| Raphus cucullatus (Dodo) \| \| \| \| |
|  | |
|  | Pezophaps solitaria (Solitari de Rodrigues)                                                              |
|  | |
|  | Raphus cucullatus (Dodo)                                                                                 |
|  | |

|  | Pezophaps solitaria (Solitari de Rodrigues) |
|  |                                             |
|  | Raphus cucullatus (Dodo)                    |
|  |                                             |

|  | Caloenas nicobarica (Colom de Nicobar)                                                                   |
|  | |
|  | \| \| Pezophaps solitaria (Solitari de Rodrigues) \| \| \| \| \| \| Raphus cucullatus (Dodo) \| \| \| \| |
|  | |
|  | Pezophaps solitaria (Solitari de Rodrigues)                                                              |
|  | |
|  | Raphus cucullatus (Dodo)                                                                                 |
|  | |

|  | Pezophaps solitaria (Solitari de Rodrigues) |
|  |                                             |
|  | Raphus cucullatus (Dodo)                    |
|  |                                             |

|  | Caloenas nicobarica (Colom de Nicobar)                                                                   |
|  | |
|  | \| \| Pezophaps solitaria (Solitari de Rodrigues) \| \| \| \| \| \| Raphus cucullatus (Dodo) \| \| \| \| |
|  | |
|  | Pezophaps solitaria (Solitari de Rodrigues)                                                              |
|  | |
|  | Raphus cucullatus (Dodo)                                                                                 |
|  | |

|  | Pezophaps solitaria (Solitari de Rodrigues) |
|  |                                             |
|  | Raphus cucullatus (Dodo)                    |
|  |                                             |

|  | Caloenas nicobarica (Colom de Nicobar)                                                                   |
|  | |
|  | \| \| Pezophaps solitaria (Solitari de Rodrigues) \| \| \| \| \| \| Raphus cucullatus (Dodo) \| \| \| \| |
|  | |
|  | Pezophaps solitaria (Solitari de Rodrigues)                                                              |
|  | |
|  | Raphus cucullatus (Dodo)                                                                                 |
|  | |

|  | Pezophaps solitaria (Solitari de Rodrigues) |
|  |                                             |
|  | Raphus cucullatus (Dodo)                    |
|  |                                             |

|  | Caloenas nicobarica (Colom de Nicobar)                                                                   |
|  | |
|  | \| \| Pezophaps solitaria (Solitari de Rodrigues) \| \| \| \| \| \| Raphus cucullatus (Dodo) \| \| \| \| |
|  | |
|  | Pezophaps solitaria (Solitari de Rodrigues)                                                              |
|  | |
|  | Raphus cucullatus (Dodo)                                                                                 |
|  | |

|  | Pezophaps solitaria (Solitari de Rodrigues) |
|  |                                             |
|  | Raphus cucullatus (Dodo)                    |
|  |                                             |

|  | Caloenas nicobarica (Colom de Nicobar)                                                                   |
|  | |
|  | \| \| Pezophaps solitaria (Solitari de Rodrigues) \| \| \| \| \| \| Raphus cucullatus (Dodo) \| \| \| \| |
|  | |
|  | Pezophaps solitaria (Solitari de Rodrigues)                                                              |
|  | |
|  | Raphus cucullatus (Dodo)                                                                                 |
|  | |

|  | Pezophaps solitaria (Solitari de Rodrigues) |
|  |                                             |
|  | Raphus cucullatus (Dodo)                    |
|  |                                             |

|  | Caloenas nicobarica (Colom de Nicobar)                                                                   |
|  | |
|  | \| \| Pezophaps solitaria (Solitari de Rodrigues) \| \| \| \| \| \| Raphus cucullatus (Dodo) \| \| \| \| |
|  | |
|  | Pezophaps solitaria (Solitari de Rodrigues)                                                              |
|  | |
|  | Raphus cucullatus (Dodo)                                                                                 |
|  | |

|  | Pezophaps solitaria (Solitari de Rodrigues) |
|  |                                             |
|  | Raphus cucullatus (Dodo)                    |
|  |                                             |

|  | Caloenas nicobarica (Colom de Nicobar)                                                                   |
|  | |
|  | \| \| Pezophaps solitaria (Solitari de Rodrigues) \| \| \| \| \| \| Raphus cucullatus (Dodo) \| \| \| \| |
|  | |
|  | Pezophaps solitaria (Solitari de Rodrigues)                                                              |
|  | |
|  | Raphus cucullatus (Dodo)                                                                                 |
|  | |

|  | Pezophaps solitaria (Solitari de Rodrigues) |
|  |                                             |
|  | Raphus cucullatus (Dodo)                    |
|  |                                             |

El 2007 es va publicar un cladograma similar, invertint la col·locació de Goura i Didunculus i incloent el colom faisà (Otidiphaps nobilis) i el Trugon terrestris a la base del clade. L'ADN utilitzat en aquests estudis es va obtenir a partir de l'exemplar d'Oxford, i com que aquest material està degradat i no s'ha extret cap ADN utilitzable de restes subfòssils, aquestes troballes encara s'han de verificar de manera independent. A partir d'evidències de comportament i morfologia, Jolyon C. Parish va proposar que el dodo i el solitari de l'illa de Rodrigues s'haguessin de col·locar a la subfamília Gourinae juntament amb les Goura coronades i altres, d'acord amb l'evidència genètica. L'any 2014 es va analitzar l'ADN de l'únic exemplar conegut del colom de Liverpool (Caloenas maculata) recentment extint i es va trobar que era un parent proper del colom de Nicobar i, per tant, també del dodo i del solitari de l'illa de Rodrigues.

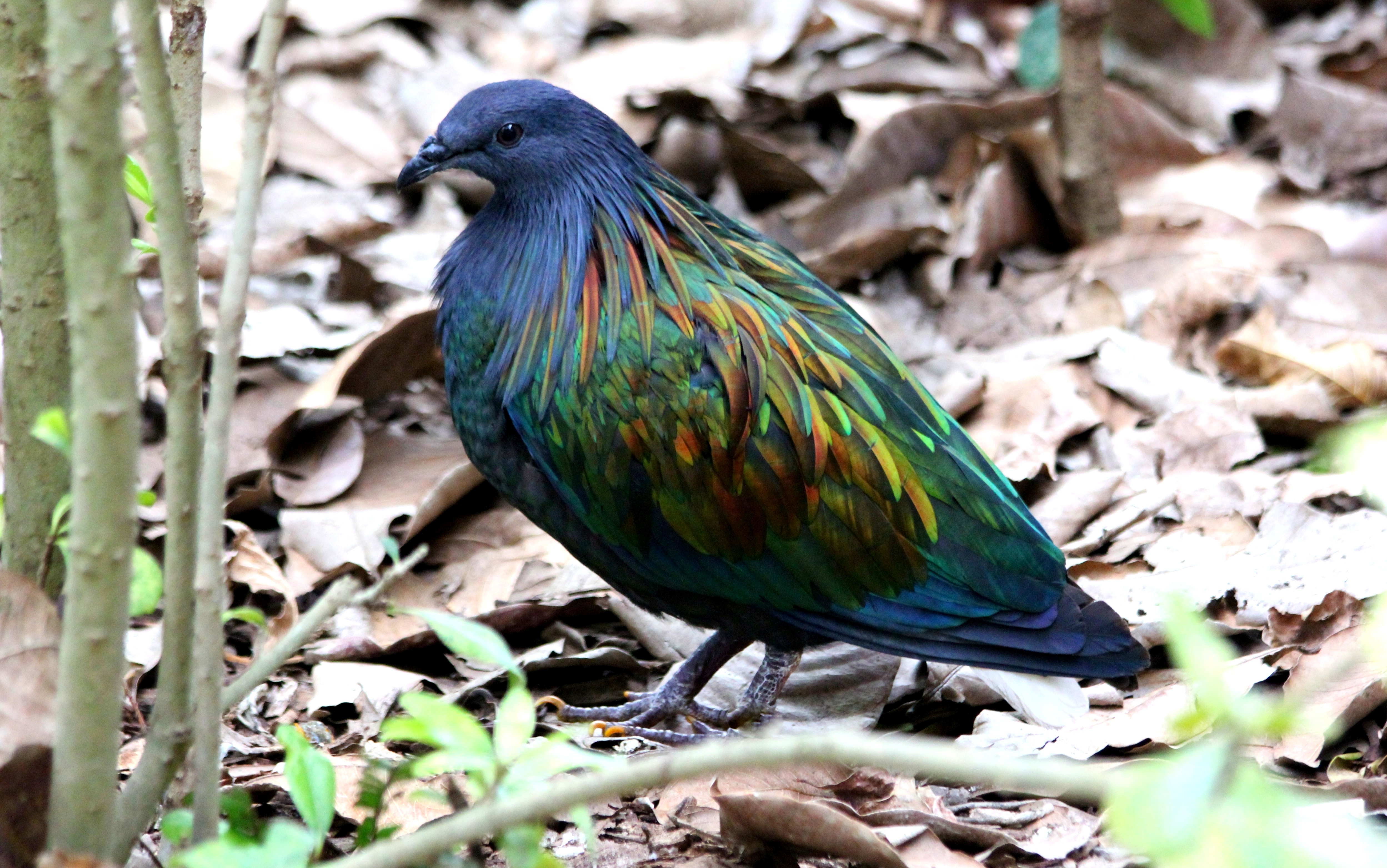
El colom de Nicobar és el parent viu més proper del dodo

L'estudi de 2002 va indicar que els avantpassats del solitari de l'illa de Rodrigues i del dodo divergien al voltant del límit Paleogen-Neogen. Les Illes Mascarenyes (Maurici, Reunió i Rodrigues), són d'origen volcànic i tenen menys de 10 milions d'anys. Per tant, els avantpassats d'ambdós ocells probablement van conservar la capacitat de volar durant un temps considerable després de la separació del seu llinatge. El colom de Nicobar i el colom de Liverpool es van col·locar a la base d'un llinatge que conduïa als Raphinae, la qual cosa indica que els rafídids no voladors tenien avantpassats que podien volar, eren semiterrestres i no habitaven a les illes. Això, al seu torn, dona suport a la hipòtesi que els avantpassats d'aquests ocells van arribar a les illes Mascarenyes fent un salt d'illa des del sud d'Àsia. La manca de mamífers herbívors que competien pels recursos en aquestes illes va permetre que el solitari i el dodo assoleixin mides molt grosses. El dodo va perdre la capacitat de volar a causa de la manca de depredadors d'aus a Maurici. Un altre colom gros i no volador, el colom gegant Viti Levu (Natunaornis gigoura), es va descriure l'any 2001 a partir de material subfòssil de Fiji. Era només una mica més petit que el solitari de l'illa de Rodrigues i el dodo, i també es creu que estava relacionat amb les goura coronades.

### Etimologia
Un dels noms originals del dodo va ser l'holandès «Walghvoghel», utilitzat per primera vegada al diari del vicealmirall neerlandès Wybrand van Warwijck, que va visitar Maurici durant la Segona expedició holandesa a Indonèsia el 1598. «Walghe» significa «insípid», «sense gust», o «malalt», i «voghel» significa «ocell». El nom va ser traduït per Jakob Friedlib a l'alemany com «Walchstök» o «Walchvögel».  L'informe original holandès titulat Waarachtige Beschryving es va perdre, però la traducció a l'anglès va sobreviure:
| «                                              | A la seva mà esquerra hi havia una petita illa que van anomenar illa Heemskirk, i la badia que ells mateixos van anomenar badia de Warwick... Aquí van passar dotze dies per aprovisionar-se, trobant en aquest lloc una gran quantitat d'ocells el doble de grans que els cignes, que anomenen Walghstocks o Wallowbirdes sent de molt bona carn. Però van trobar una abundància de coloms i popinnayes [lloros], i van menysprear menjar aquells grans ocells anomenant-los Wallowbirds, és a dir ocells desagradables o extravagants. | » |
| — [Hakluyt 2013, p. 253], [Fuller 2002, p. 51] | |   |

Un altre relat d'aquell viatge, potser el primer que esmenta el dodo, afirma que els portuguesos es referien a ells com a «pingüins». El significat pot no haver-se derivat de pingüí (els portuguesos es referien a aquells ocells com a «fotilicaios» en aquell moment), sinó de «pinion», una referència a les ales petites. La tripulació del vaixell neerlandès Gelderland es va referir a l'ocell com «Dronte» (que significa «inflat») l'any 1602, nom que encara s'utilitza en alguns idiomes. Aquesta tripulació també els va anomenar «griff-eendt» i «kermisgans», en referència a les aus engreixades per al festival Kermesse d'Amsterdam, que es va celebrar l'endemà que fondessin a Maurici.

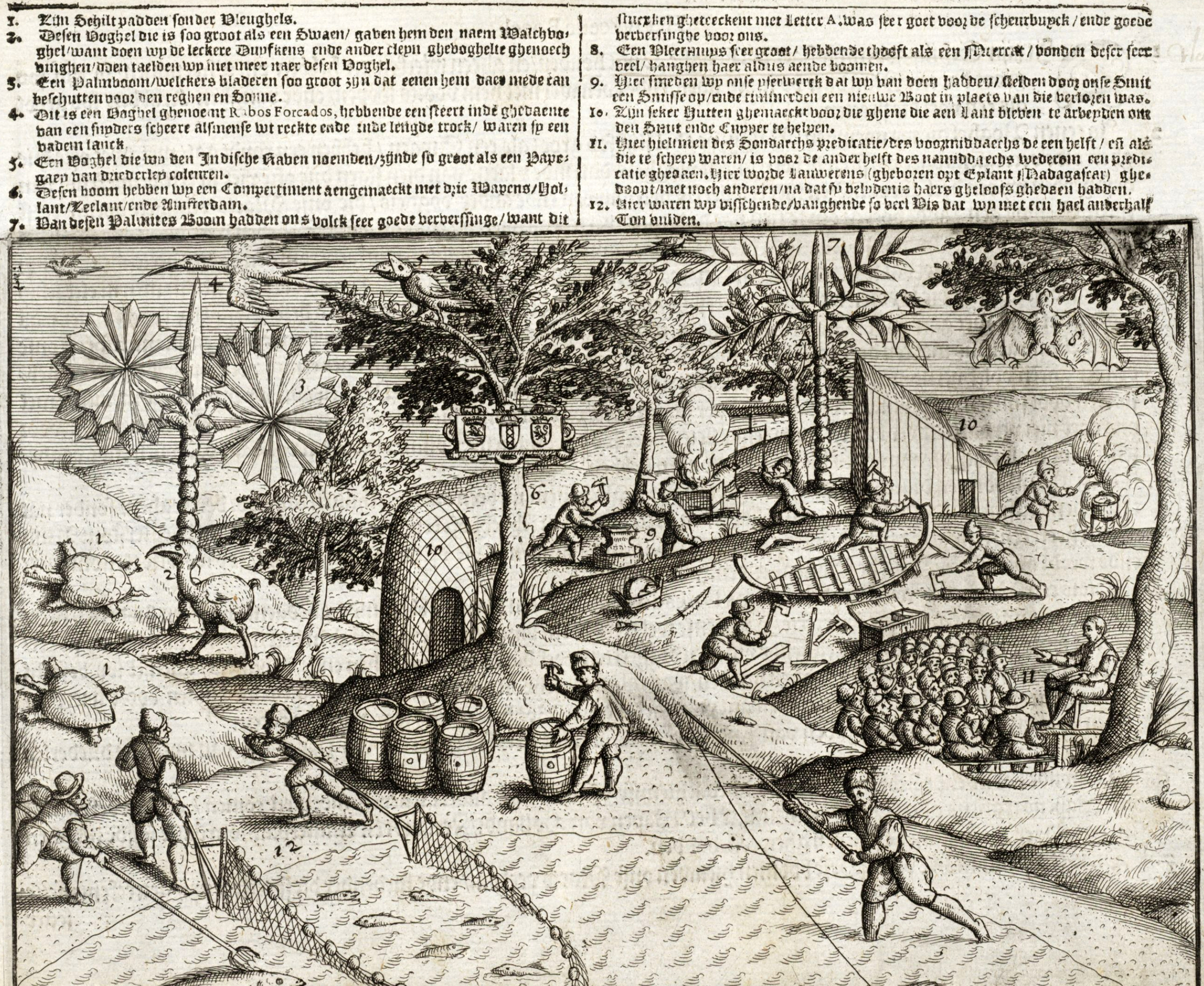
Gravat de 1601 que mostra activitats neerlandeses a la costa de Maurici i la primera representació publicada d'un dodo a l'esquerra (2, anomenat Walchvoghel)
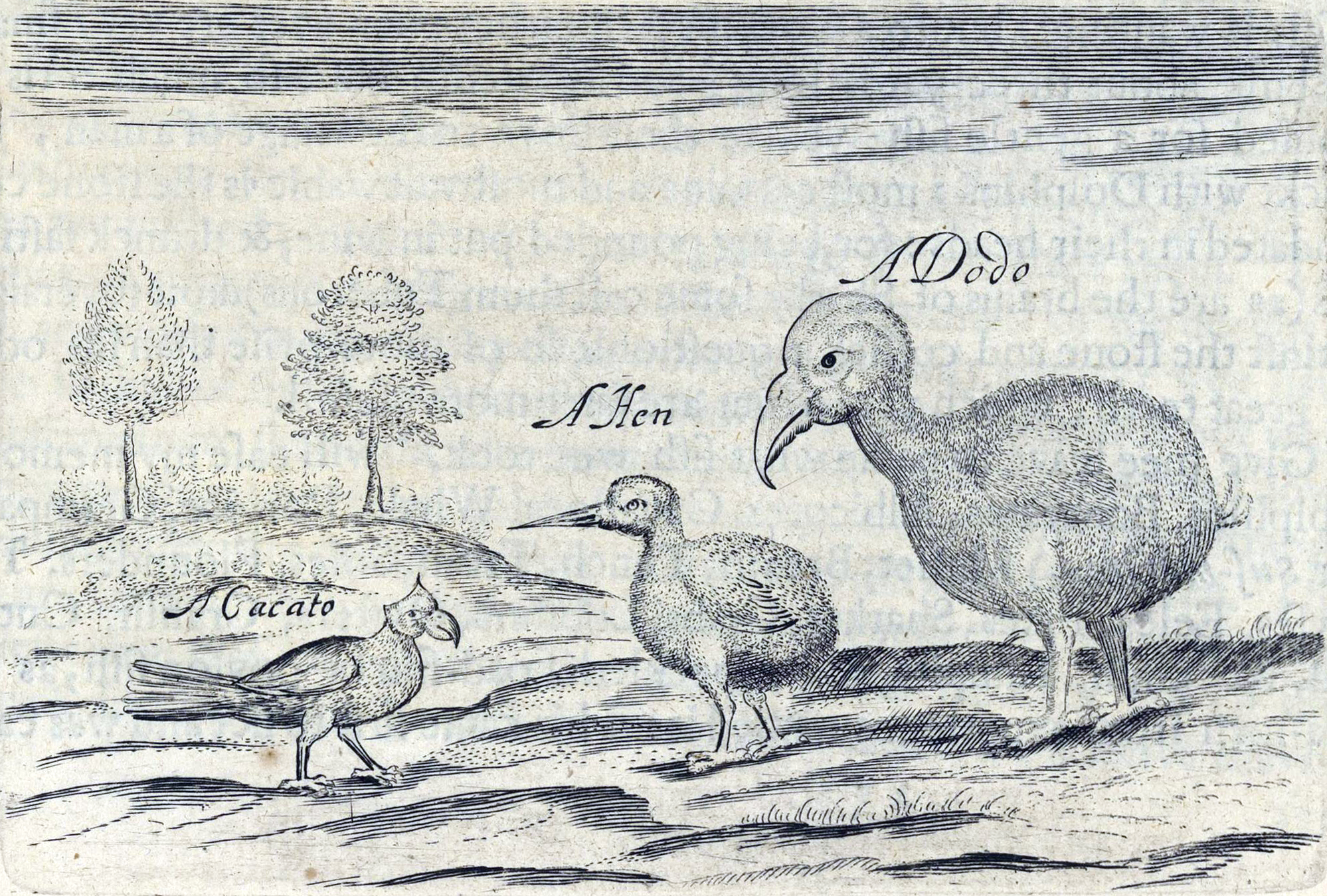
Esbós etiquetat de 1634 de Sir Thomas Herbert, que mostra un lloro becample («Cacato»), un rascló rogenc («Hen») i un dodo

L'etimologia de la paraula «dodo» no està clara. Alguns l'adscriuen a la paraula holandesa «dodoor» que significa «gandul», però és més probable que estigui relacionada amb «Dodaars», que significa «cul gros» o «cul floc», referint-se al floc de plomes a l'extrem posterior. El primer registre de la paraula «Dodaars» es troba al diari del capità Willem Van West-Zanen l'any 1602.  L'escriptor anglès Sir Thomas Herbert va ser el primer a utilitzar la paraula «dodo» impresa en el seu diari de viatge de 1634 afirmant que els portuguesos l'anomenaven així quan ell va visitar Maurici el 1507. Un altre anglès, Emmanuel Altham, havia utilitzat la paraula en una carta de 1628 en què també afirmava que el seu origen era portuguès. El nom «dodar» es va introduir a l'anglès al mateix temps que «dodo», però només es va utilitzar fins al segle xviii. Pel que se sap, els portuguesos mai van esmentar l'ocell. No obstant això, algunes fonts encara afirmen que la paraula dodo deriva de la paraula portuguesa «doudo» (actualment «doido»), que significa «boig». També s'ha suggerit que dodo era una aproximació onomatopeica de la crida de l'ocell, un so de dues notes semblant a un colom que s'assemblava a «du-du».
El nom llatí «cucullatus» (encaputxat) va ser utilitzat per primera vegada per Juan Eusebio Nieremberg l'any 1635 com a Cygnus cucullatus, en referència a la representació d'un dodo de Carolus Clusius de 1605. A la seva obra clàssica del segle xviii Systema Naturae, Carl Linnaeus va utilitzar «cucullatus» com a nom específic, però el va combinar amb el nom del gènere «Struthio» (estruç). Mathurin Jacques Brisson va encunyar el nom del gènere «Raphus» (en referència als Otídids) el 1760, donant lloc al nom actual de Raphus cucullatus. El 1766, Linné va encunyar el nou binomial Didus ineptus (que significa «dodo inepte»). Això s'ha convertit en un sinònim del nom anterior a causa de la prioritat nomenclatural.

## Descripció
Com que no existeixen exemplars complets de dodo, el seu aspecte extern, com el plomatge i la coloració, és difícil de determinar. Les il·lustracions i els relats escrits de les trobades amb el dodo entre el seu descobriment i la seva extinció (1598-1662) són la prova principal del seu aspecte extern. Segons la majoria de representacions, el dodo tenia un plomatge grisenc o marronós, amb plomes primàries més clares i un floc de plomes lleugeres arrissades a l'extrem posterior. El cap era gris i nu, el bec verd, negre i groc, i les potes robustes i groguenques, amb urpes negres. Un estudi de les poques plomes que quedaven al cap de l'exemplar d'Oxford va demostrar que eren pennàcies en lloc de plumàcies (plomissol) i més semblants a les d'altres coloms.

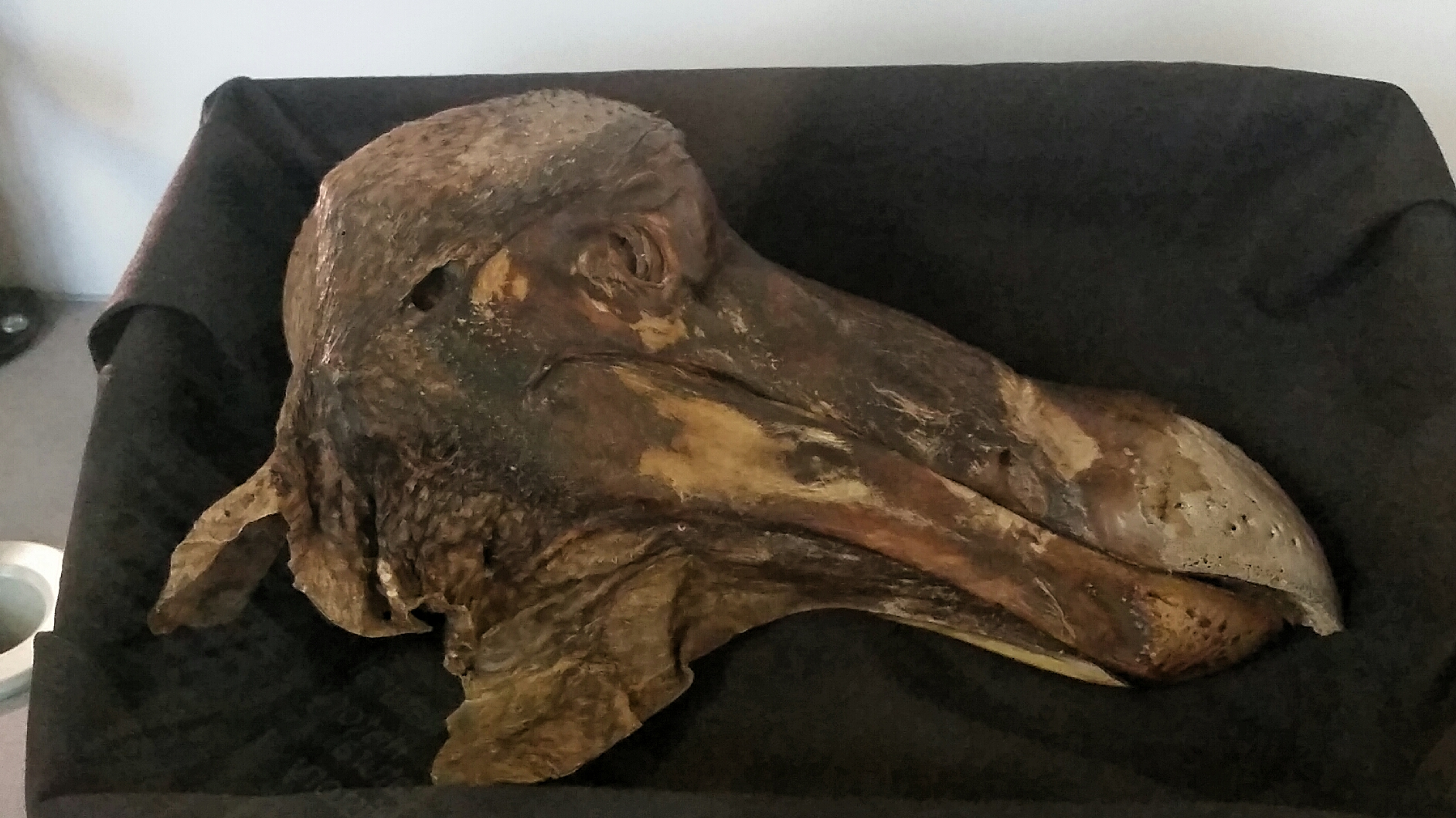
La meitat dreta del cap de l'exemplar d'Oxford (la meitat esquerra està separada) (Museu d'Oxford)
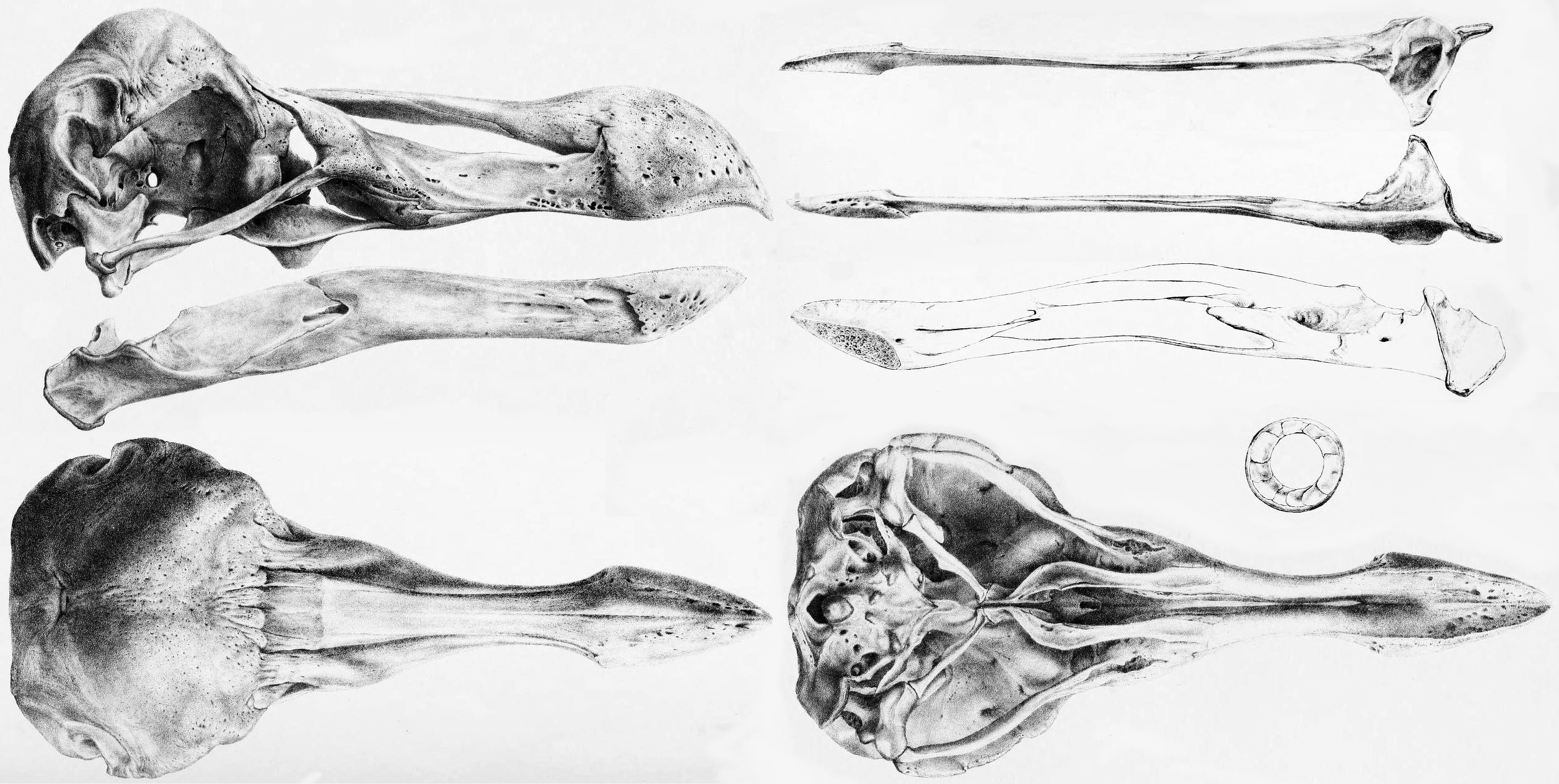
Litografia de 1848 del crani de l'exemplar d'Oxford en múltiples vistes (Museu d'Oxford)

Les restes subfòsils i les restes dels ocells que es van portar a Europa al segle xvii mostren que els dodos eren ocells molt grossos, de fins a 1 m d'alçada. L'ocell era sexualment dimòrfic; els mascles eren més grossos i tenien el bec proporcionalment més llarg. Les estimacions de pes han variat d'un estudi a un altre. El 1993, Bradley C. Livezey va proposar que els mascles haurien pesat 21 kg i les femelles 17 kg. També el 1993, Andrew C. Kitchener va atribuir una alta estimació de pes contemporània i la rodonesa dels dodos representats a Europa a que aquests ocells havien estat sobrealimentats en captivitat; es va estimar que els pesos en estat salvatge estaven en el rang de 10,6-17,5 kg i els ocells engreixats podrien haver pesat entre 21,7 i 27,8 kg. Una estimació del 2011 d'Angst i els seus col·legues donava un pes mitjà de tan sols 10,2 kg. Això també s'ha posat en dubte, i encara hi ha controvèrsia sobre les estimacions de pes. Un estudi del 2016 va estimar el pes en 10,6 a 14,3 kg, basant-se en exploracions per TC d'esquelets compostos. També s'ha suggerit que el pes depenia de l'estació i que els individus estaven grassos durant les estacions fresques, però menys durant les caloroses.

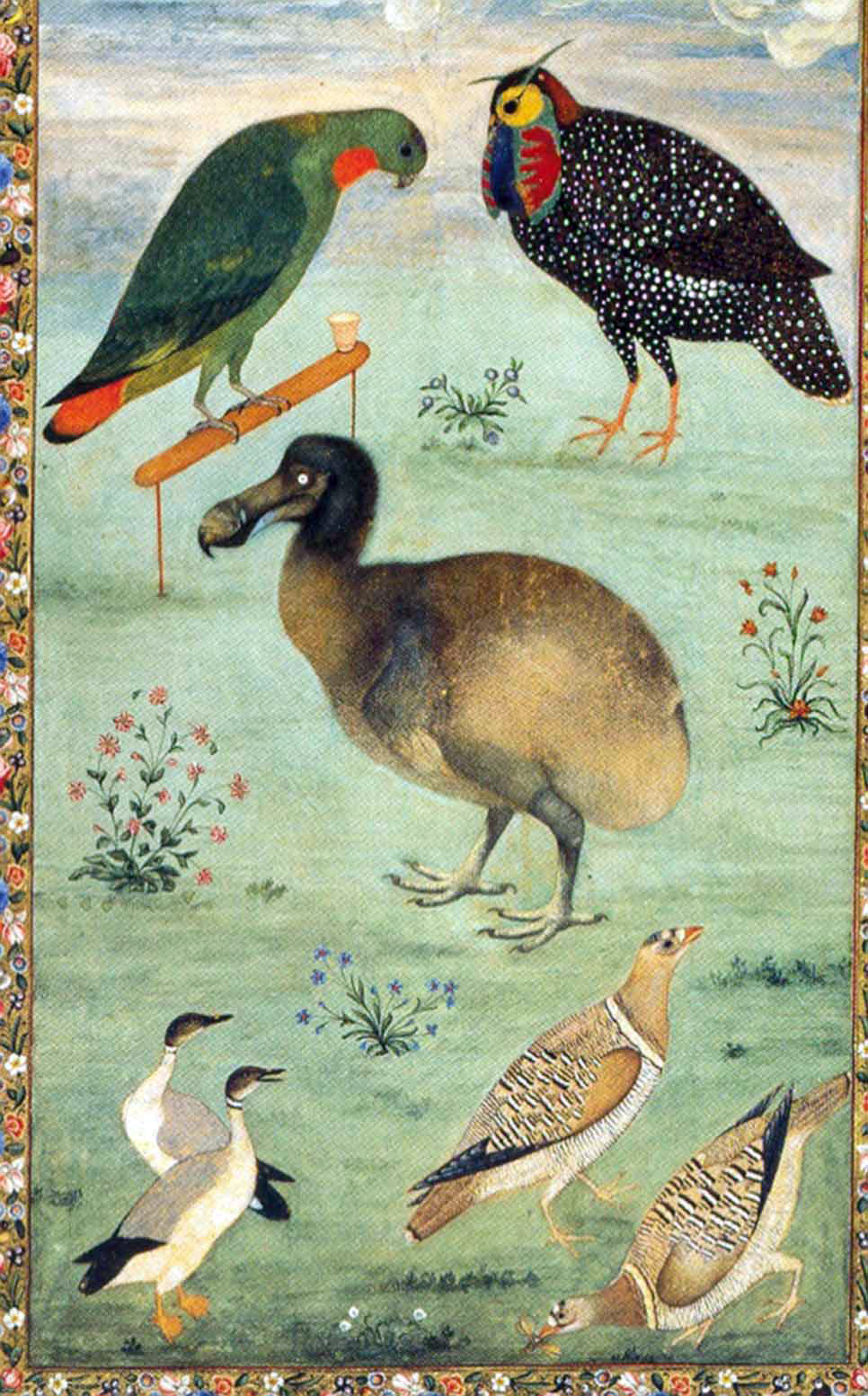
Dodo entre ocells indis, per Ustad Mansur, c. 1625; potser la representació més precisa d'un dodo viu

El crani del dodo diferia molt del d'altres coloms, sobretot pel fet de ser més robust, el bec tenia la punta en forma de garfi i el crani curt en comparació amb les mandíbules. El bec superior era gairebé el doble que el crani, que era curt en comparació amb els dels seus parents coloms més propers. Les obertures de les fosses nasals òssies eren allargades al llarg del bec i no contenien septe ossi. El crani (excloent el bec) era més ample que llarg, i l'os frontal formava una cúpula, amb el punt més alt per sobre de la part posterior de les orbites. El crani s'inclina cap avall a la part posterior. Les orbites oculars ocupaven gran part de la part posterior del crani. Els anells escleròtics a l'interior de l'ull estaven formats per onze ossicles (ossos petits), similar a la quantitat d'altres coloms. La mandíbula era lleugerament corbada, i cada meitat tenia una sola fenestra (obertura), com en els altres coloms.
El dodo tenia unes dinou vèrtebres presinsacres (les del coll i el tòrax, incloses tres fusionades en un notàrium), setze vèrtebres sinsacrals (les de la regió lumbar i del sacre), sis vèrtebres de la cua lliure (caudals) i un pigostil. El coll tenia zones ben desenvolupades per a la fixació de músculs i lligaments, probablement per suportar el pesat crani i el bec. A cada costat, tenia sis costelles, quatre de les quals articulades amb l'estèrnum a través de costelles esternals. L'estèrnum era gran, però petit en relació amb el cos en comparació amb els de coloms molt més petits que són capaços de volar. L'estèrnum era molt pneumàtic, ample i relativament gruixut en secció transversal. Els ossos de la cintura pectoral, els omòplats i els ossos de les ales es van reduir de mida en comparació amb els del colom volador i eren més gràcils en comparació amb els del solitari de l'illa de Rodrigues, però cap dels components individuals de l'esquelet havia desaparegut. El carpometacarp del dodo era més robust que el del solitari. La pelvis era més ampla que la del solitari i altres parents, però era comparable a les proporcions d'alguns coloms més petits i voladors. La majoria dels ossos de les cames eren més robusts que els dels coloms existents i el solitari, però les proporcions de longitud eren poc diferents.
Molts dels trets esquelètics que distingeixen el dodo i el solitari de l'illa de Rodrigues (el seu parent més proper), d'altres coloms s'han atribuït a la pèrdua de la capacitat de volar. Els elements pelvics eren més gruixuts que els dels coloms voladors per suportar el pes més elevat, i la regió pectoral i les ales petites eren pedomòrfiques, el que significa que estaven poc desenvolupades i conservaven les característiques juvenils. El crani, el tronc i les extremitats pèlviques eren peramòrfics, és a dir, canviaven considerablement amb l'edat. El dodo compartia altres trets amb el solitari de l'illa de Rodrigues, com ara característiques del crani, la pelvis i l'estèrnum, així com la seva gran mida. Es diferenciava en altres aspectes, com ser més robust i més curt que el solitari, tenir un crani i un bec més grans, un sostre de crani arrodonit i òrbites més petites. El coll i les cames del dodo eren proporcionalment més curts, i no posseïa un equivalent a la protuberància òssia present als canells del solitari.

### Descripcions contemporànies
La majoria de descripcions contemporànies del dodo es troben als registres i diaris de viatge dels vaixells de la Companyia Holandesa de les Índies Orientals que atracaven a Maurici quan l'Imperi holandès governava l'illa. Aquests registres es van utilitzar com a guies per a viatges futurs. Pocs relats contemporanis són fiables, ja que molts semblen basar-se en relats anteriors, i cap va ser escrit per científics.

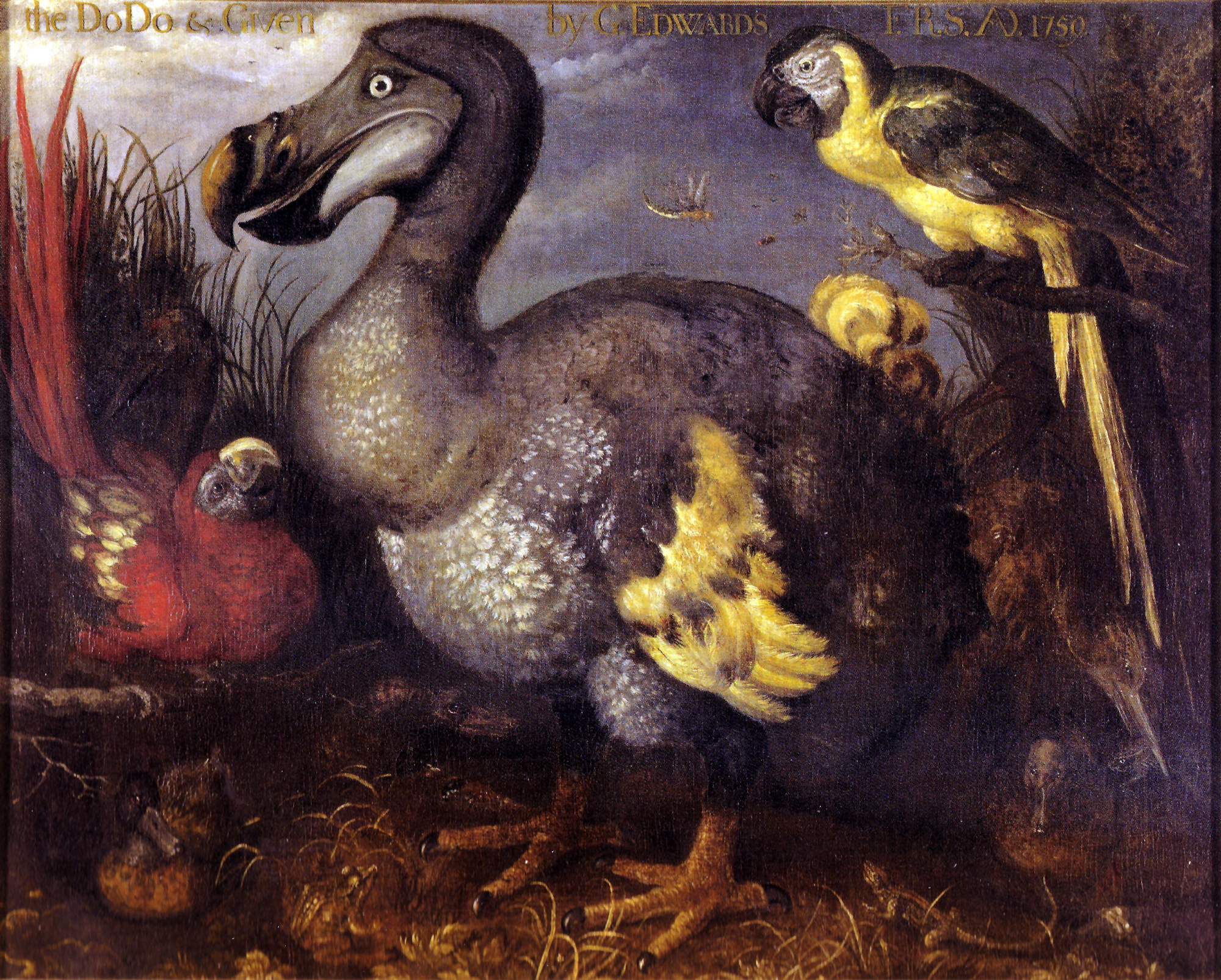
El famós dodo de Georges Edwards, pintat per Roelant Savery el 1626
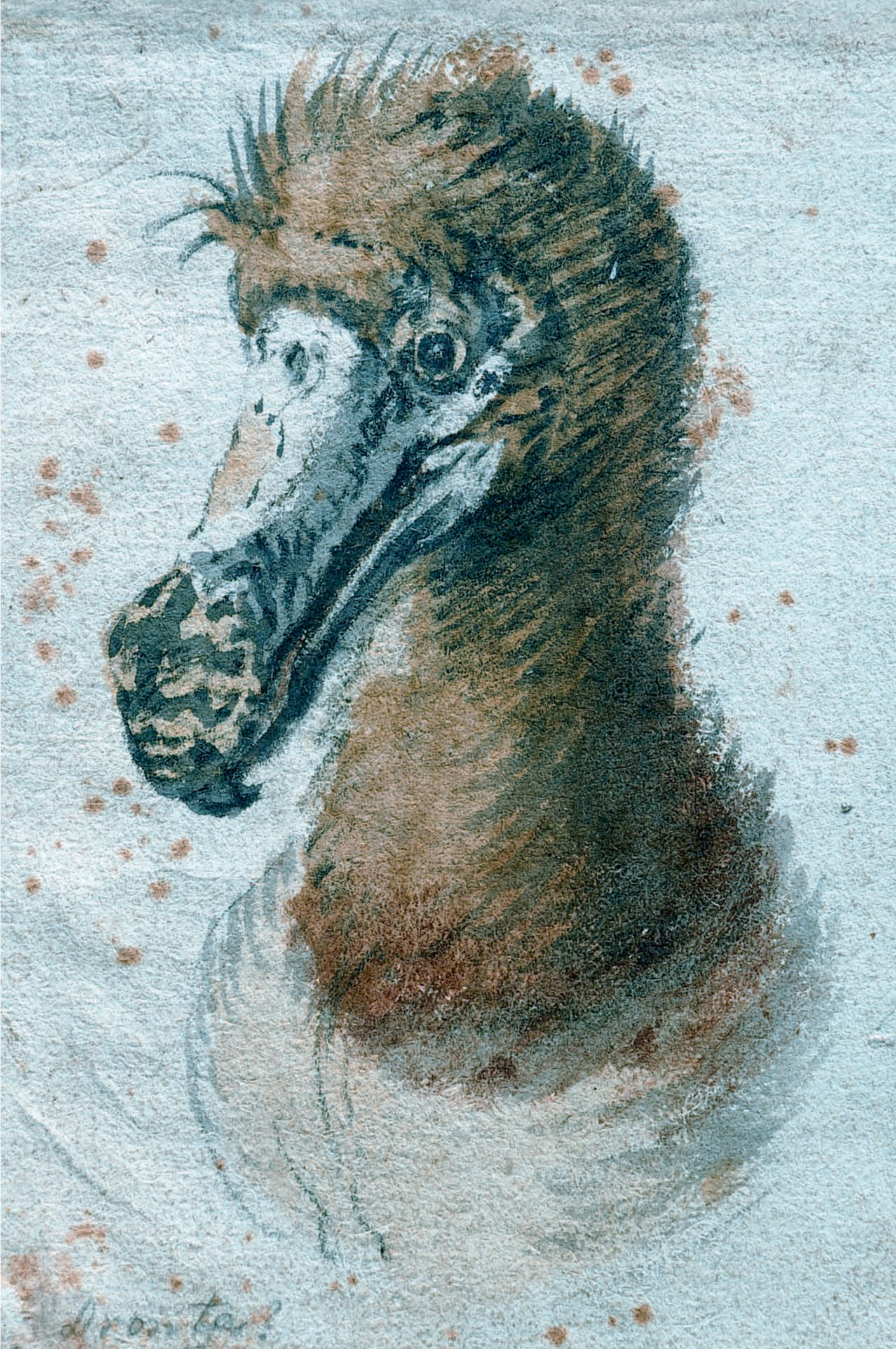
Pintura d'un cap de dodo de Cornelis Saftleven de 1638, probablement l'última representació original de l'espècie

Un dels primers relats, del diari de van Warwijck de 1598, descriu l'ocell de la següent manera:
| «                           | Els lloros blaus hi són molt nombrosos, així com altres ocells; entre els quals n'hi ha una espècie, conspícua per la seva mida, més gran que els nostres cignes, amb uns caps enormes només mig coberts de pell com vestits amb una caputxa. Aquests ocells no tenen ales, en el lloc de les quals sobresurten 3 o 4 plomes negres. La cua està formada per unes quantes plomes corbes suaus, de color cendra. Aquests els anomenàvem «Walghvogel», perquè com més temps i més sovint es cuinaven, menys suaus i més insípids es feien menjar. No obstant això, el seu ventre i el pit eren d'un sabor agradable i fàcilment masticables. | » |
| — [Rothschild 1907, p. 172] | |   |

Una de les descripcions més detallades és d'Herbert a A Relation of Some Yeares Travaille into Afrique and the Greater Asia de 1634:
| «                      | Únicament només aquí i a Dygarrois [Rodrigues] existeix el Dodo, que per forma i raresa pot antagonitzar al Fènix d'Aràbia: el seu cos és rodó i gros, pocs pesen menys de cinquanta lliures. Té fama més de meravella que d'aliment, es poden buscar pels seus estómacs greixosos, però per als delicats són ofensius i no alimenten. El seu rostre s'enfronta amb melancolia, tan sensible a la injúria de la Natura en emmarcar un cos tan gran que ha de ser guiat amb unes ales complementàries, tan petites i impotents, que només serveixen per provar la seva natura d'au. La meitat del seu cap està nu, cobert amb el que sembla un vel fi, el bec està tort cap avall, al mig hi ha la fosa nasal, des de la qual parteix fins al final un verd clar, barrejat amb tintura groc pàl·lid; els seus ulls són petits i semblants als diamants, rodons i retorçats; la seva vestimenta plomes de plomissol, les seves tres plomes petites, curtes i desproporcionades, les cames que s'adapten al seu cos, els seus salts curts, la seva gana forta i avariciosa. Digereixen pedres i ferro, quina descripció es concebrà millor en la seva representació. | » |
| — [Fuller 2002, p. 62] | |   |

### Il·lustracions contemporànies
El diari de viatge del vaixell holandès Gelderland (1601-1603), redescobert a la dècada del 1860, conté els únics esbossos coneguts d'exemplars vius o morts recentment dibuixats a Maurici. S'han atribuït a l'artista professional Joris Joostensz Laerle, que també va dibuixar altres ocells mauricians desapareguts, i a un segon artista menys refinat. A part d'aquests esbossos, es desconeix quantes de les vint il·lustracions dels dodos del segle xvii van ser extretes d'exemplars vius en vida salvatge o d'exemplars captius farcits, fet que afecta la seva fiabilitat. Com que els dodos només es coneixen a partir de restes i descripcions físiques limitades, les obres d'art contemporànies són importants per reconstruir el seu aspecte en vida. Tot i que des de mitjans del segle xix hi ha hagut un esforç per enumerar totes les il·lustracions històriques de dodos, es continuen descobrint representacions fins ara desconegudes de tant en tant.
La imatge tradicional del dodo és d'un ocell molt gros i maldestre, però aquesta visió pot ser exagerada. L'opinió general dels científics d'avui és que moltes de les antigues representacions europees es basaven en ocells en captivitat sobrealimentats o exemplars farcits. També s'ha suggerit que les imatges podrien mostrar dodos amb plomes inflades, com a part del comportament d'exhibició. El pintor barroc neerlandès Roelant Savery va ser l'il·lustrador més prolífic i influent del dodo, car en dibuixà pel cap baix dotze representacions, mostrant-lo sovint a les cantonades inferiors dels seus quadres. Una famosa pintura seva de 1626, ara anomenada Edwards's Dodo, ja que abans era propietat de l'ornitòleg George Edwards, s'ha convertit des de llavors en la imatge estàndard d'un dodo. Es troba al Museu d'Història Natural de Londres. La imatge mostra un ocell especialment gros i és la font de moltes altres il·lustracions de dodo.

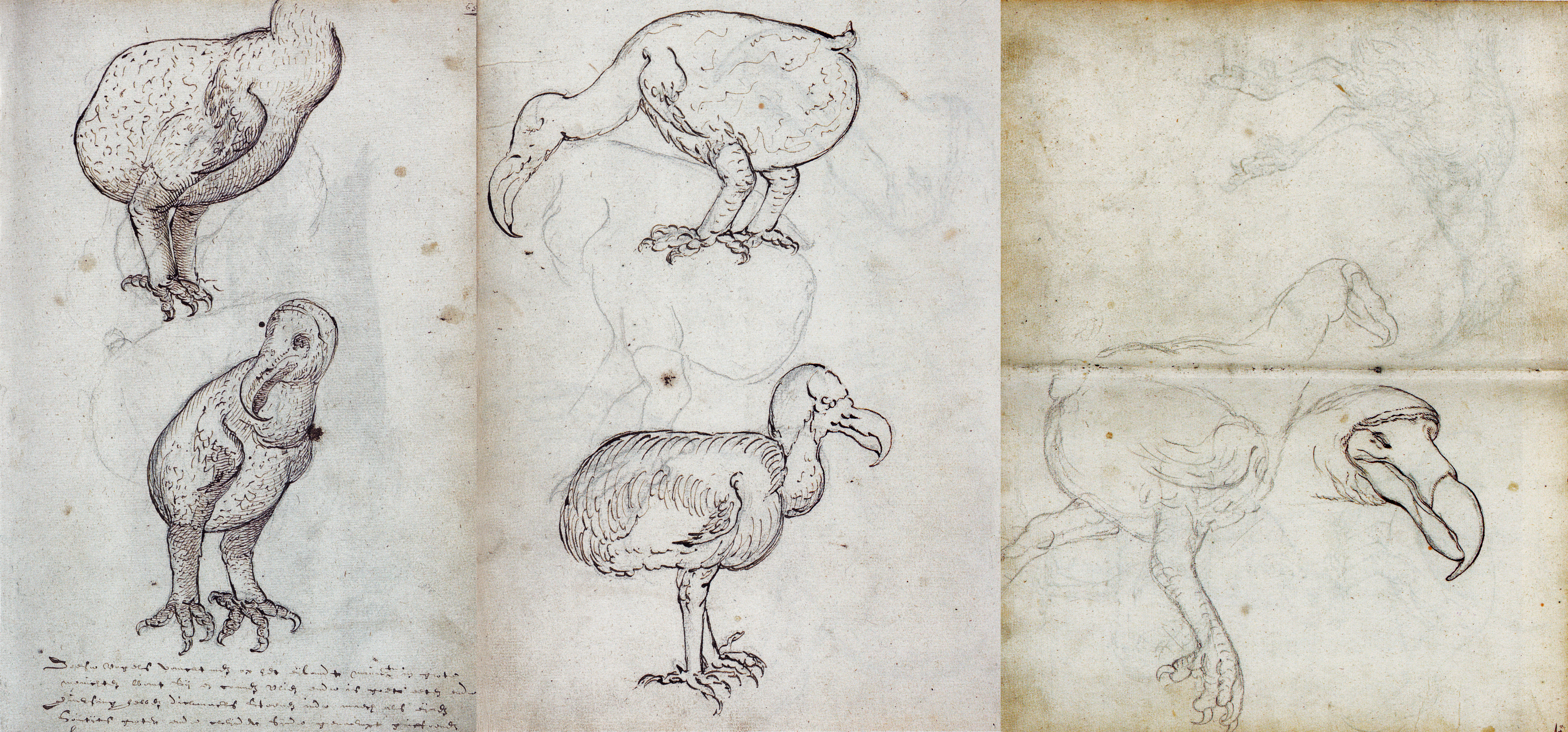
Recopilació dels esbossos del diari del vaixell de Gelderland de 1601 de dodos vius i recentment caçats, atribuïts a Joris Laerle

Una pintura mogola de l'Índia redescoberta al Museu Hermitage de Sant Petersburg (Rússia) de l'any 1955 mostra un dodo juntament amb ocells indis autòctons. Representa un ocell més prim i marronós, i el seu descobridor Aleksander Iwanow i el paleontòleg britànic Julian Hume el van considerar com una de les representacions més precises d'un dodo viu; els ocells dels voltants són clarament identificables i representats amb colors adequats. Es creu que és del segle xvii i s'ha atribuït al pintor mogol Ustad Mansur. L'ocell representat probablement vivia a la casa d'animals de l'emperador mogol Jahangir, situada a Surat, on el viatger anglès Peter Mundy també va afirmar haver vist dos dodos en algun moment entre 1628 i 1633. El 2014 es va informar d'una altra il·lustració índia d'un dodo, però es va trobar que era un derivat d'una il·lustració alemanya de 1836.
Totes les representacions posteriors a 1638 semblen estar basades en imatges anteriors, al voltant de l'època en què els informes que esmentaven els dodos es van fer més rars. Les diferències en les representacions van portar ornitòlegs com Anthonie Cornelis Oudemans i Masauji Hachisuka a especular sobre el dimorfisme sexual, els trets ontogènics, la variació estacional i fins i tot l'existència de diferents espècies, però aquestes teories no s'accepten avui dia. Com que detalls com ara les marques del bec, la forma de les plomes de la cua i la coloració varien d'un relat a un altre, és impossible determinar la morfologia exacta d'aquests trets, si indiquen l'edat o el sexe, o si fins i tot reflecteixen la realitat. Julian Hume va argumentar que les fosses nasals del dodo viu haurien estat escletxes, com es veu a les imatges de Gelderland, Cornelis Saftleven, la Galeria d'Art de Savery Crocker, i d'Ustad Mansur. Segons aquesta afirmació, les fosses nasals obertes que sovint es veuen a les pintures indiquen que es van utilitzar exemplars de taxidèrmia com a models. La majoria de representacions mostren que les ales es mantenien en una posició estesa, a diferència dels coloms voladors, però semblants als ratites com l'estruç i el kiwi.

## Comportament i hàbitat
Poc se sap del comportament del dodo, ja que la majoria de descripcions contemporànies són molt breus. A partir de les estimacions de pes, s'ha suggerit que el mascle podria arribar als 21 anys d'edat, i la femella 17 anys. Els estudis sobre la força del voladís dels ossos de les seves cames indiquen que podria córrer bastant ràpid. Les potes eren robustes i fortes per suportar el pes de l'ocell, i també el feien àgil i maniobrable en el paisatge dens prehumà. Tot i que les ales eren petites, les cicatrius musculars ben desenvolupades als ossos mostren que no eren completament vestigials, i poden haver-se utilitzat per mostrar el comportament i l'equilibri; els coloms existents també utilitzen les seves ales per a aquests propòsits. A diferència del solitari de l'illa de Rodrigues, no hi ha proves que el dodo utilitzés les seves ales en combats intraespecífics. Tot i que s'han trobat alguns ossos de dodo amb fractures curades, tenia músculs pectorals febles i ales més reduïdes en comparació. En canvi, el dodo pot haver utilitzat el seu bec gros i ganxut en disputes territorials. Com que Maurici rep més pluges i té menys variació estacional que Rodrigues, fet que hauria afectat la disponibilitat de recursos a l'illa, el dodo tindria menys motius per desenvolupar un comportament territorial agressiu. El solitari de l'illa de Rodrigues va ser, doncs, probablement el més agressiu dels dos.  El 2016 es va fer el primer endocast) en 3D a partir del cervell del dodo; la proporció cervell-massa corporal era similar a la dels coloms moderns, cosa que indica que els dodos probablement eren iguals en intel·ligència.

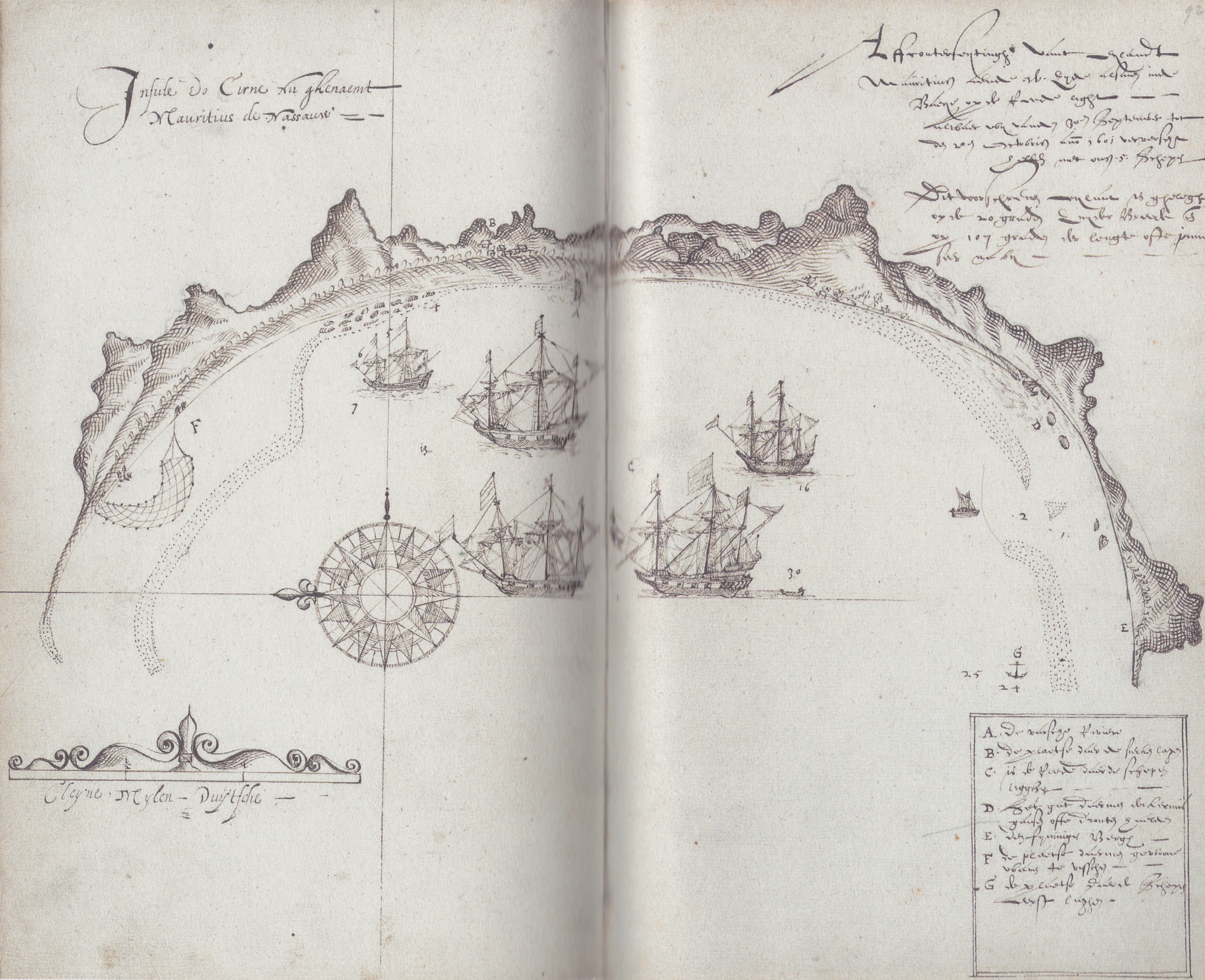
Mapa de 1601 d'una badia a Maurici; la D petita a l'extrem dret marca on es van trobar dodos
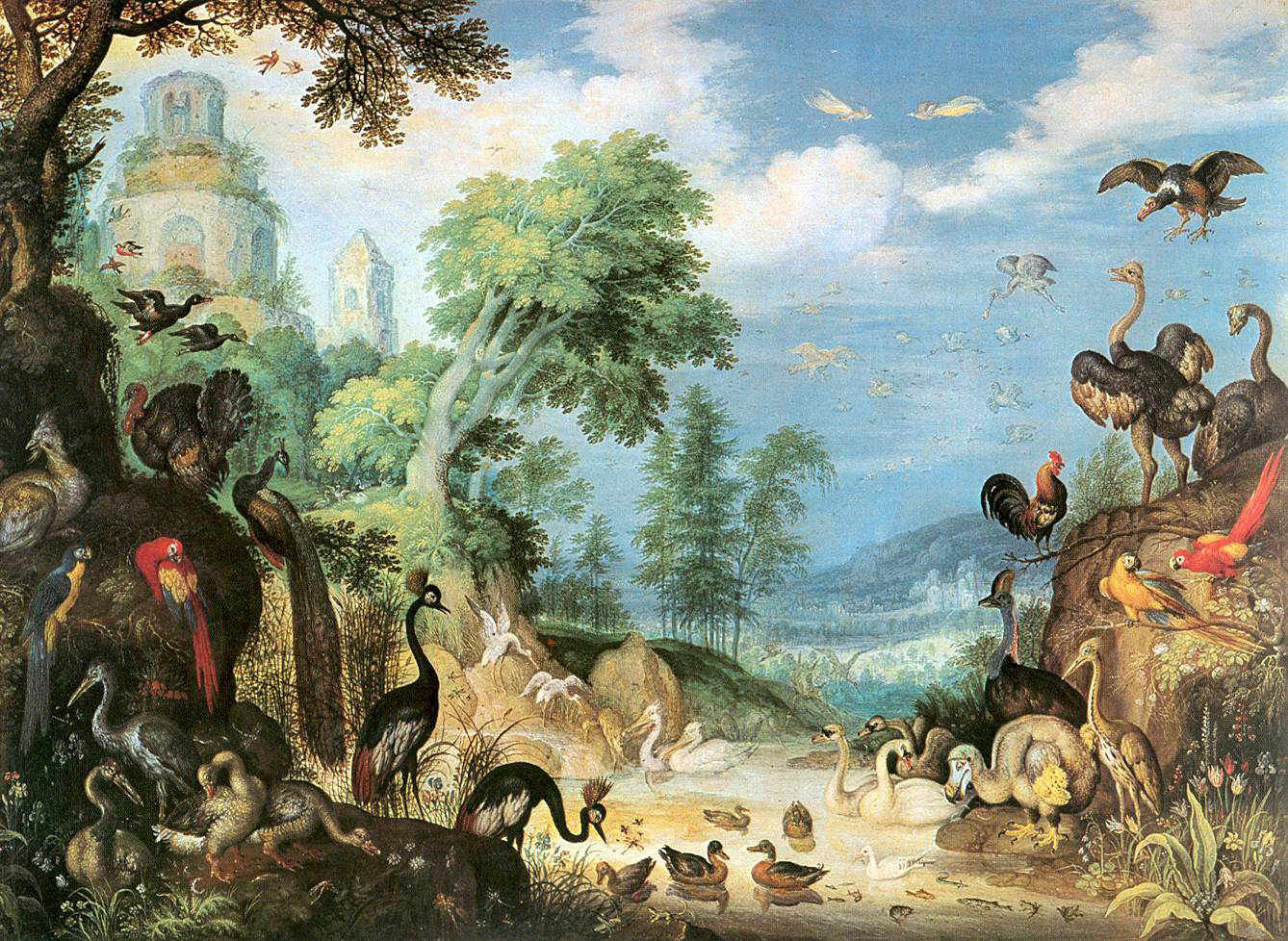
Pintura d'un bosc ple d'ocells, inclòs un dodo a la part inferior dreta. Roelant Savery, 1628
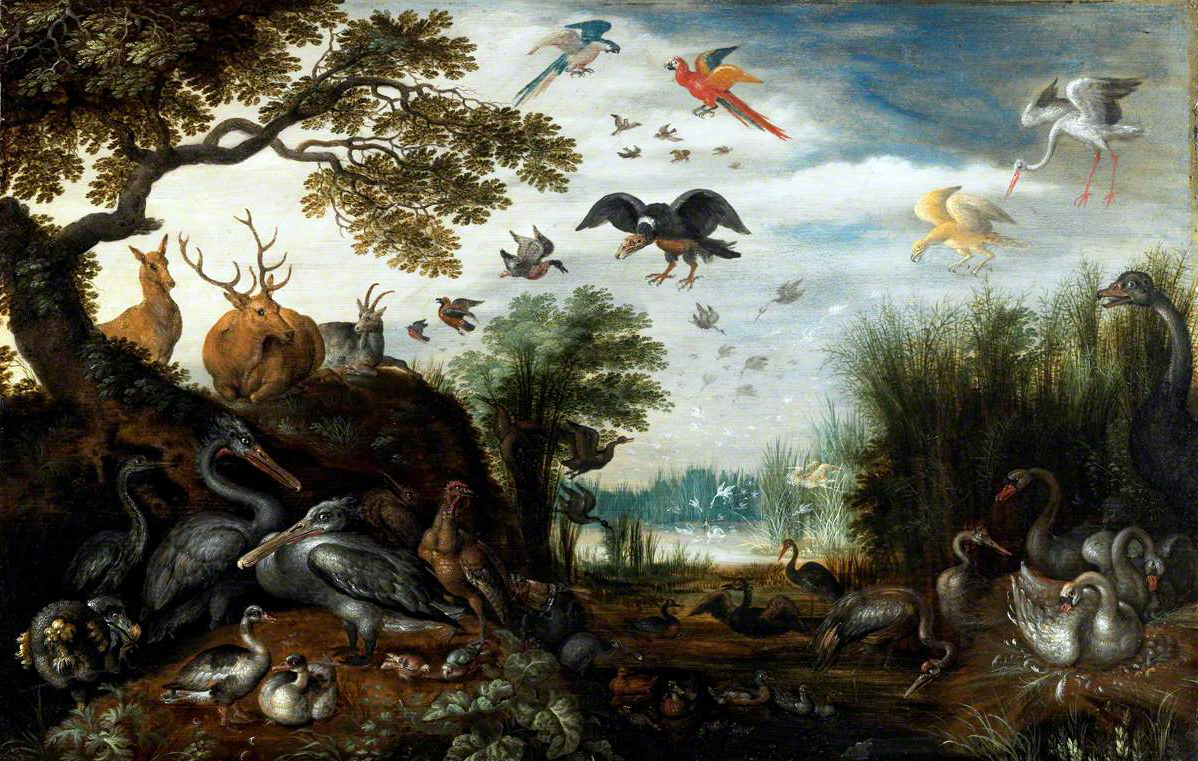
Pintura d'animals, amb un dodo netejant-se el peu a la part inferior esquerra. Roelant Savery, c. 1629

Es desconeix l'hàbitat preferit del dodo, però descripcions antigues suggereixen que va habitar els boscos de les zones costaneres més seques del sud i l'oest de Maurici. Aquesta visió està recolzada pel fet que el pantà de Mare aux Songes, on s'han excavat la majoria de restes de dodo, es troba a prop del mar al sud-est de Maurici.  Una distribució tan limitada a l'illa podria haver contribuït a la seva extinció. Un mapa de 1601 del diari de viatge del Gelderland mostra una petita illa a la costa de Maurici on es van capturar dodos. Julian Hume ha suggerit que aquesta illa era l'île aux Benitiers (a la badia de Tamarin), a la costa oest de Maurici. També s'han trobat ossos subfòssils dins de coves a zones altes, cosa que indica que alguna vegada van viure a les muntanyes. Els treballs al pantà de Mare aux Songes han demostrat que el seu hàbitat estava dominat per arbres tambalacoque (Sideroxylon grandiflorum) i Pandanus, i palmeres endèmiques. La ubicació i la humitat prop de la costa de la Mare aux Songes van donar lloc a una gran diversitat d'espècies vegetals, mentre que les zones circumdants eren més seques.

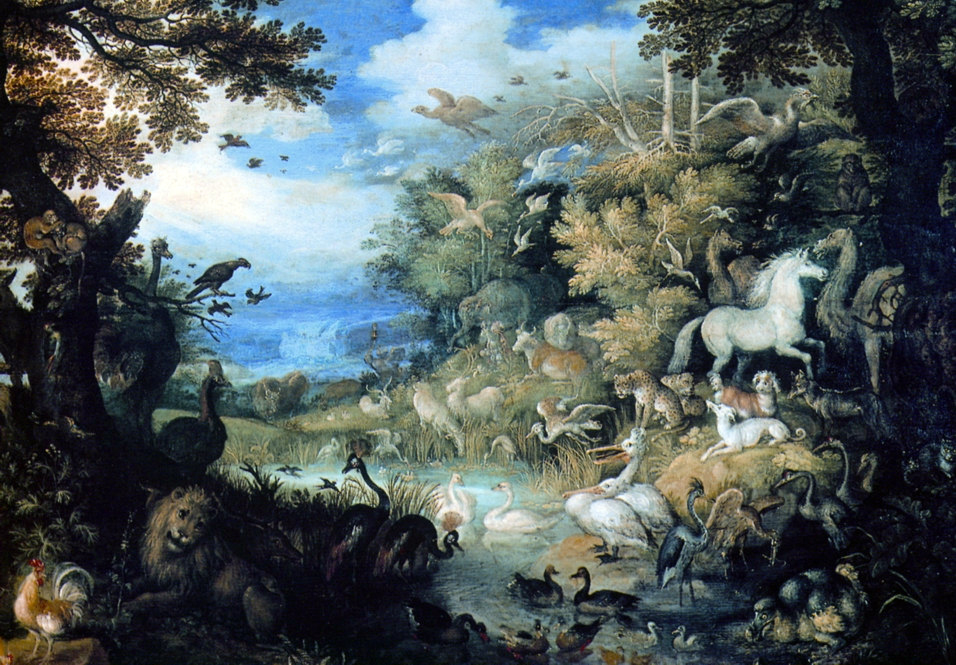
Pintura d'animals on apareix un dodo a la part inferior dreta. Musée des Beaux-Arts, Reims. Roelant Savery, 1625
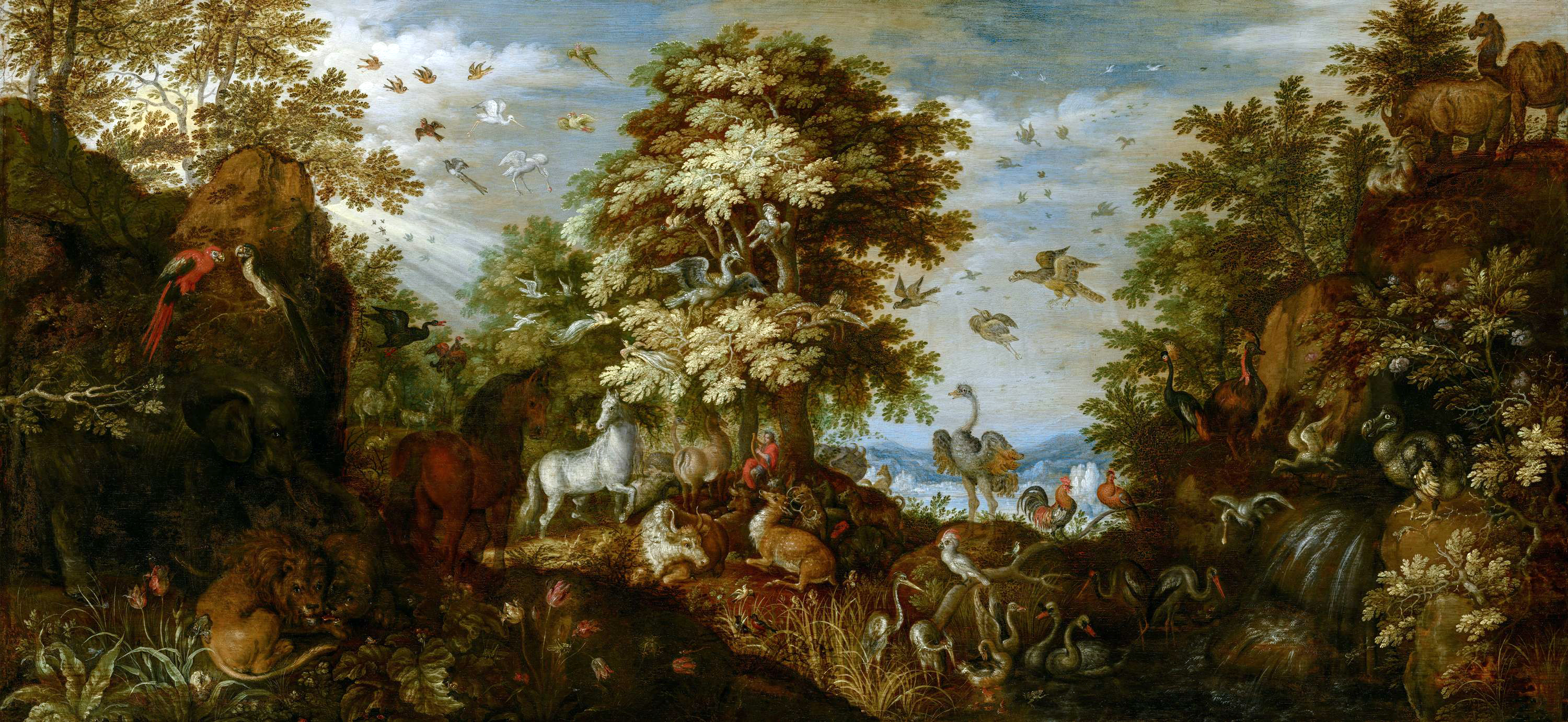
Orfeu encantant els animals amb la seva música, de Roelant Savery (1627), on apareix un dodo a la part dreta

Moltes espècies endèmiques de Maurici es van extingir després de l'arribada dels humans. Per tant, l'ecosistema de l'illa està molt malmès i difícil de reconstruir. Abans que arribessin els humans, Maurici estava completament cobert de boscos, però avui en dia en queda molt poc, a causa de la desforestació. La fauna endèmica supervivent encara està seriosament amenaçada. El dodo va viure al costat d'altres ocells mauricians recentment extingits, com el lloro becample (Lophopsittacus mauritianus), el lloro gris de l'illa de Maurici (Psittacula bensoni), el colom blau de l'illa de Maurici  (Alectroenas nitidissimus), el xot de l'illa de Maurici (Otus sauzieri), la fotja de Newton (Fulica newtonii), l'oca de l'illa de Maurici (Alopochen mauritiana), l'ànec de l'illa de Maurici (Anas theodori), i el martinet de nit de l'illa de Maurici (Nycticorax mauritianus). Els rèptils mauricians extints inclouen la tortuga gegant de l'illa de Maurici (Cylindraspis inepta), la tortuga gegant de l'illa de Maurici amb cúpula (Cylindraspis triserrata), l'escinc gegant de l'illa de Maurici (Leiolopisma mauritiana), i la boa excavadora de l'illa de Round (Bolyeria multocarinata). La petita guineu voladora de l'illa de Maurici (Pteropus subniger) i el caragol Tropidophora carinata vivien a Maurici i Reunió, però van desaparèixer d'ambdues illes. Algunes plantes, com Casearia tinifolia i l'Angraecum palmiforme, també s'han extingit.

### Dieta
Una carta neerlandesa de 1631 (fa temps que es va pensar perduda, però redescoberta el 2017) és l'únic relat de la dieta del dodo, i també esmenta que va utilitzar el bec per a la defensa. El document utilitza jocs de paraules per referir-se als animals descrits, amb dodos presumiblement com una al·legoria per als alcaldes rics:
| «                                 | Els alcaldes són superbis i orgullosos. Es presentaven amb una cara inflexible i severa i la boca ben oberta, molt alegre i audaç al caminar. No es volien moure davant nostre; la seva arma de guerra era la boca, amb la qual podien picotejar ferotgement. El seu menjar era fruita crua; no anaven molt ben vestits, però eren rics i grassos, per això n'hem portat molts a bord, per a plaer tots nosaltres. | » |
| — [Winters, Hume i Leenstra 2017] | |   |

A més dels fruits caiguts, el dodo probablement subsistia de fruits secs, llavors, bulbs i arrels. També s'ha suggerit que el dodo podria haver menjat crancs i mariscs, com els seus parents els goura de Victòria. Els seus hàbits alimentaris devien ser versàtils, ja que els exemplars captius probablement rebien una gran varietat d'aliments en els llargs viatges marítims. Oudemans va suggerir que com que Maurici està marcada per les estacions seques i humides, el dodo probablement s'engreixava amb fruits madurs al final de l'estació humida per sobreviure a l'estació seca, quan el menjar escassejava; els informes contemporanis descriuen la gana «cobdiciosa» de l'ocell. L'ornitòleg mauricià France Staub va suggerir el 1996 que s'alimentaven principalment de fruits de palmera, i va intentar correlacionar el cicle del greix del dodo amb el règim de fructificació de les palmes.

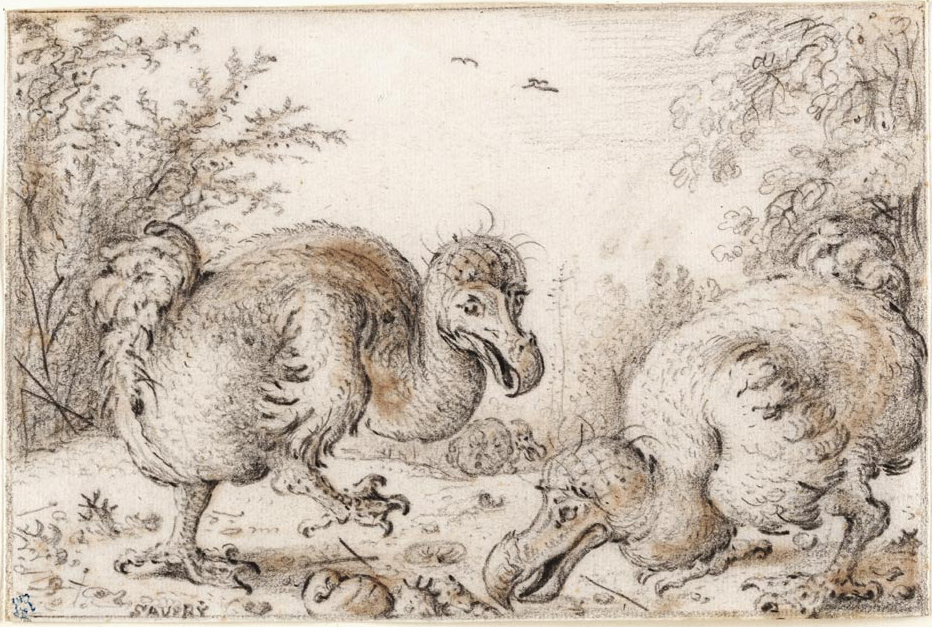
Esbós de Savery de tres dodos del c. 1626, Galeria d'art de Crocker
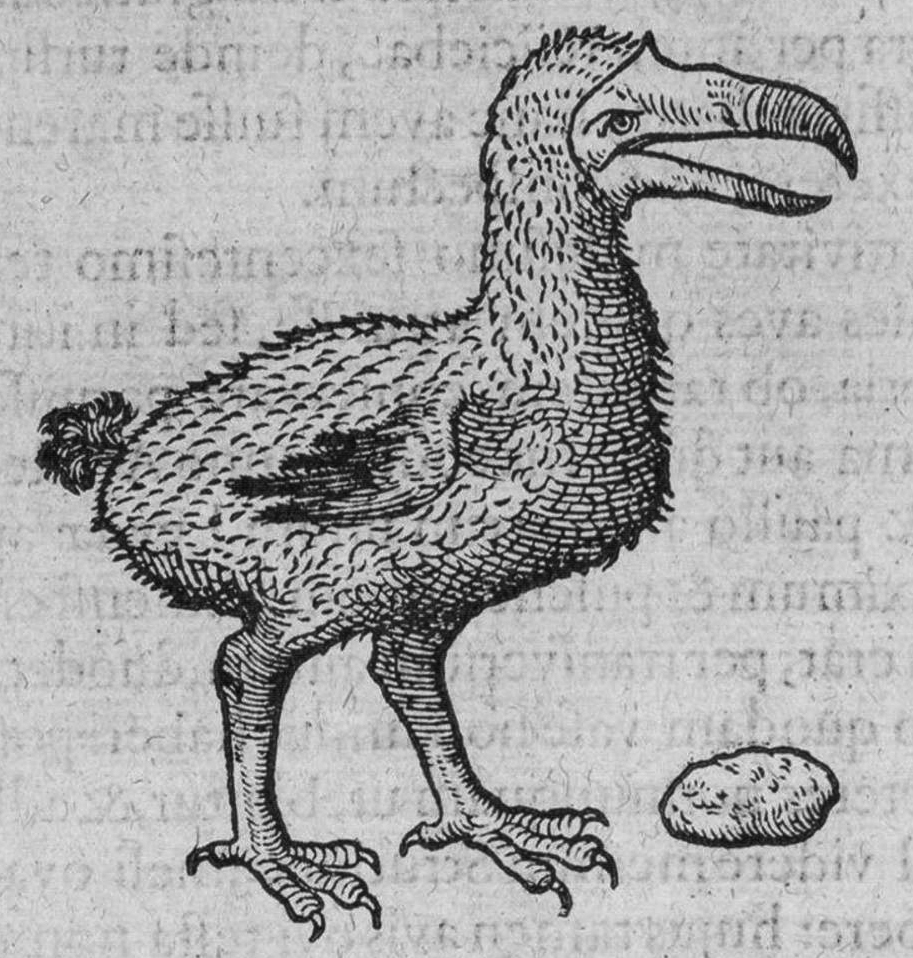
Dodo i la seva pedra de pedrer, de Carolus Clusius de 1605, copiat d'una il·lustració del diari de Jacob van Neck

Els elements esquelètics del maxil·lar superior semblen haver estat rinocinètics (mòbils entre ells), fet que devia afectar el seu comportament alimentari. En els ocells existents, com els coloms frugívors (menjadors de fruites), els premaxil·lars cinètics ajuden a consumir aliments grans. El bec també sembla haver estat capaç de suportar càrregues de força elevades, cosa que indica una dieta d'aliments durs. L'examen de l'endocast cerebral va trobar que, tot i que el cervell era similar al d'altres coloms en la majoria d'aspectes, el dodo tenia un bulb olfactori relativament gran. Això va donar al dodo un bon sentit de l'olfacte, que pot haver ajudat a localitzar fruites i preses petites.
Diverses fonts contemporànies afirmen que el dodo utilitzava gastròlits (pedres de pedrer) per ajudar a la digestió. L'escriptor anglès Sir Hamon L'Estrange va presenciar un ocell viu a Londres i el va descriure de la següent manera:
| «                      | L'any 1638, mentre caminava pels carrers de Londres, vaig veure una imatge d'un ocell d'aspecte estrany penjat d'un terrat, i jo, en companyia d'un o dos més, vaig entrar a mirar-lo. Es guardava en una cambra, i era un ocell gran, una mica més gros que un gall dindi mascle, amb potes i peus semblants, però més gruixut i més robust i de forma més recta, de color a la part davantera com el pit d'un faisà mascle jove, i a la part posterior amb un to groc grisenc. El guardià li deia dodo, i a la cambra hi havia un recipient de pedres de còdols, que en va donar diverses a l'ocell que teníem davant, algunes de grans com una nou, i el guarda ens va dir que l'ocell se les menjava (per ajuda a la digestió), i encara que no recordo si se li van demanar més detalls a la guardià, estic segur que després ho tornaria a vessar tot. | » |
| — [Fuller 2002, p. 69] | |   |

No se sap com s'alimentaven les cries, però els coloms relacionats proporcionen llet de pap. Les representacions contemporànies mostren una gran pap, que probablement s'utilitzava per afegir espai per a l'emmagatzematge d'aliments i per produir llet de pap. S'ha suggerit que la mida màxima aconseguida pel dodo i el solitari de l'illa de Rodrigues estava limitada per la quantitat de llet de pap que podien produir per a les seves cries durant el creixement primerenc.
L'any 1973 es pensava que el tambalacoque (Sideroxylon grandiflorum), també conegut com a «arbre dodo», s'estava extingint a Maurici, de la qual és endèmic. Suposadament, només quedaven 13 exemplars, tots estimats en uns 300 anys. Stanley Temple va plantejar la hipòtesi que depenia del dodo per a la seva propagació, i que les seves llavors germinarien només després de passar pel tub digestiu de l'ocell. Va afirmar que ara el tambalacoque estava gairebé coextingit a causa de la desaparició del dodo. Temple va passar per alt els informes de la dècada del 1940 que van trobar que les llavors de tambalacoque germinaven, encara que molt poques vegades, sense que s'abrassin durant la digestió. D'altres han contestat la seva hipòtesi i han suggerit que l'extincio de l'arbre va ser exagerada o que les llavors també eren distribuïdes per altres animals extints com ara les tortugues Cylindraspis, els ratpenats fruiters o el lloro becample. Segons Wendy Strahm i Anthony Cheke, dos experts en ecologia de les illes Mascarenyes, l'arbre, tot i que és rar, ha germinat des de la desaparició del dodo i n'hi ha diversos centenars, no 13 com afirma Temple, per tant, desacredita la visió de Temple del dodo com l'única relació de supervivència de l'arbre.
L'ornitòleg brasiler Carlos Yamashita va suggerir l'any 1997 que el lloro de becample podria haver depengut dels dodos i les tortugues Cylindraspis per menjar fruits de palmera i excretar les seves llavors, que es van convertir en aliment per als lloros. Els guacamais Anodorhynchus depenien de la megafauna sud-americana ara extinta de la mateixa manera, però ara depenen del bestiar domesticat per a aquest servei.

### Reproducció i desenvolupament
Com que no volava i era terrestre, i no hi havia mamífers depredadors ni altres tipus d'enemics naturals a Maurici, el dodo probablement va niar a terra.  El relat de l'explorador francès François Cauche de 1651 és l'única descripció de l'ou i dels sons que emetien:
| «                       | He vist a Maurici ocells més grossos que un cigne, sense plomes al cos, que està cobert de plomall negre; la part posterior és rodona, la gropa adornada amb plomes arrissades en proporció a l'edat de l'ocell. En lloc d'ales tenen plomes com aquestes darreres, negres i corbes, sense teixits. No tenen llengües, el bec és gran, lleugerament corbat cap avall; les seves potes són llargues, escamoses, amb només tres dits a cada peu. Tenen un crit semblant al d'una oca, i en cap cas són tan deliciosos de menjar com els flamencs i els ànecs dels quals hem parlat abans. Només posen un ou, que és blanc i de la mida d'una bossa de monedes, al costat del qual posen una pedra blanca de la mida d'un ou de gallina. S'asseuen a l'herba que han recollit i fan els seus nius al bosc; si algú mata un pollet, es troba una pedra grisa al pap. Els anomenem Ocell de Nazaret. El greix és excel·lent per relaxar els músculs i els nervis. | » |
| — François Cauche, 1651 | |   |

El relat de Cauche és problemàtic, ja que també esmenta que l'ocell que descrivia tenia tres dits dels peus i no tenia llengua, a diferència dels dodos. Això va fer que alguns creguessin que Cauche estava descrivint una nova espècie de dodo («Didus nazarenus»). Molt probablement la descripció es va barrejar amb la d'un casuari, i els escrits de Cauche tenen altres incoherències. La menció d'un «jove estruç» portat a bord d'un vaixell el 1617 és l'única altra referència a un possible dodo jove.

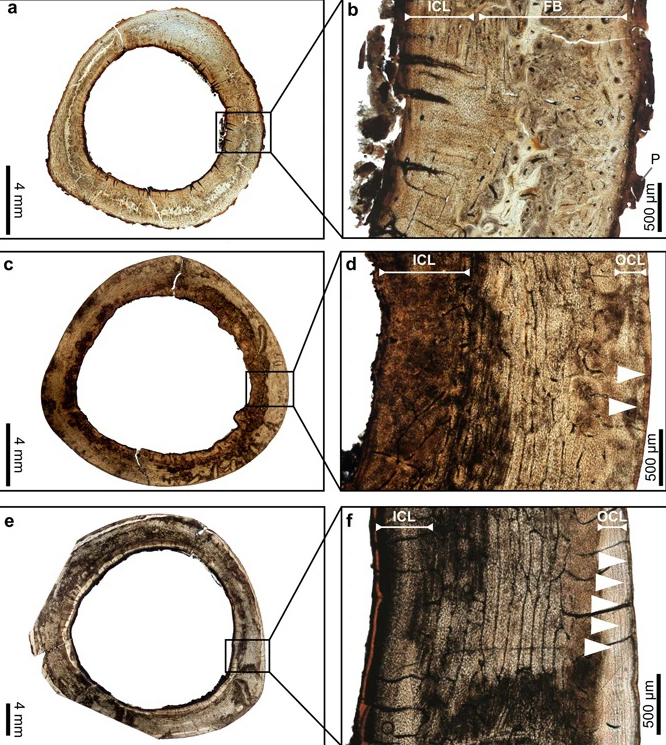
Seccions primes dels ossos de les extremitats posteriors que mostren les etapes de la sèrie de creixement
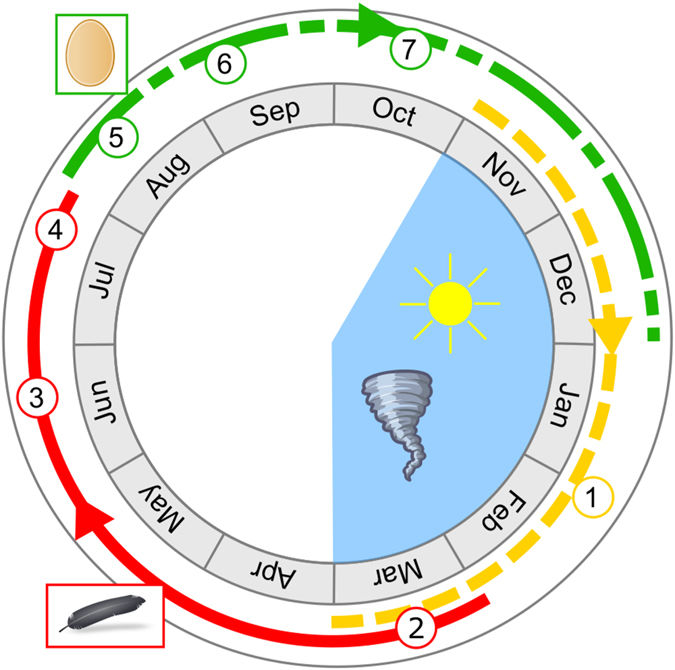
Diagrama que mostra els esdeveniments de la vida d'un dodo basat en la histologia i els relats

Un ou que es diu que és de dodo està emmagatzemat al Museu d'East London, a Sud-àfrica. Va ser donat per la conservadora del museu sud-africà Marjorie Courtenay-Latimer, la tia gran de la qual l'havia rebut d'un capità que afirmava haver-lo trobat en un pantà de Maurici. L'any 2010, el conservador del museu va proposar utilitzar estudis genètics per determinar-ne l'autenticitat.  En canvi, pot ser un ou d'estruç aberrant.

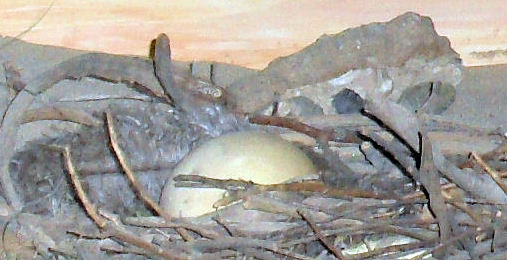
Rèplica d'un suposat ou de dodo en un niu reconstruït. Museu East London, Sud-àfrica
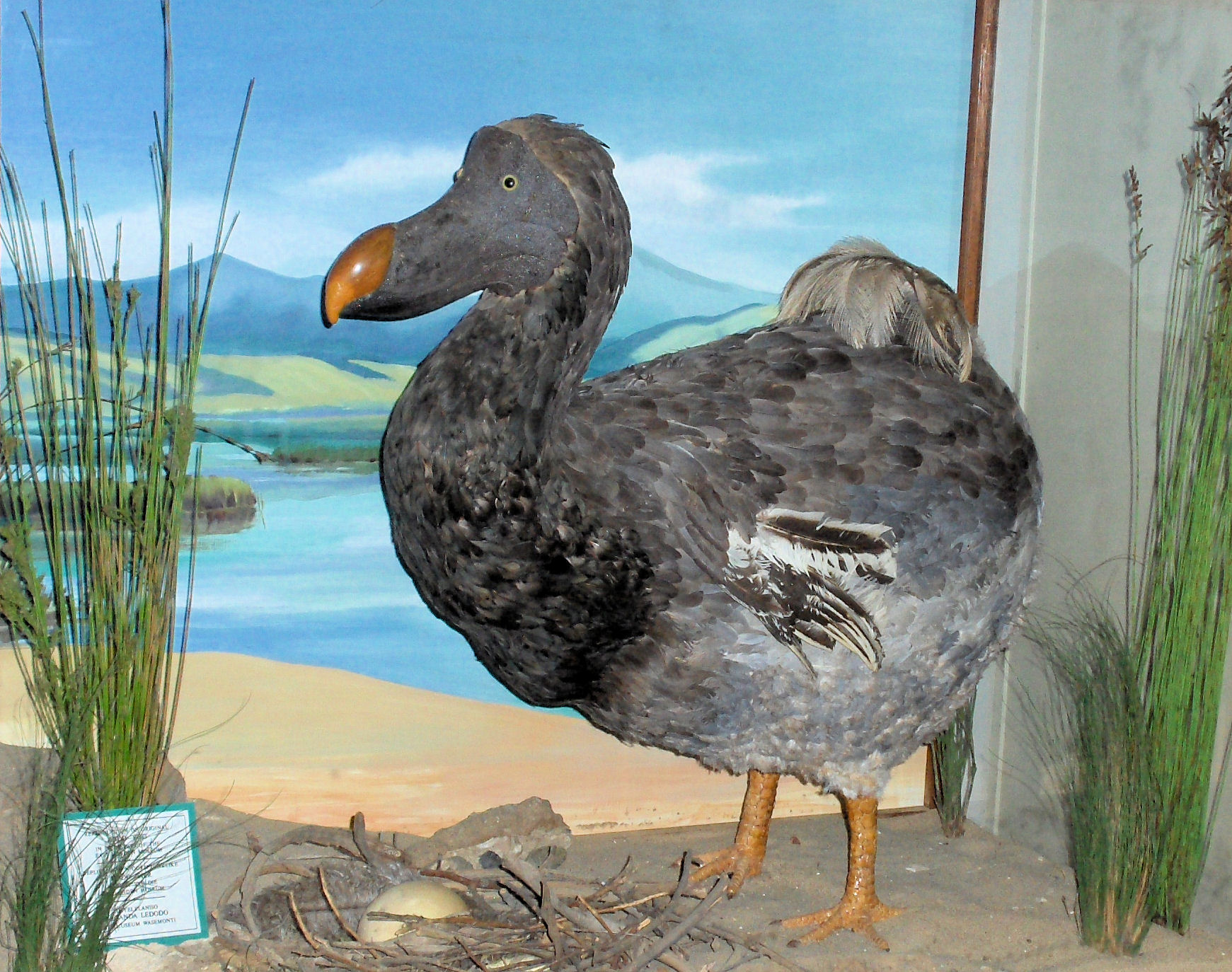
«Didie», el dodo que apareix al costat de la rèplica de l'ou (l'ou real està guardat al museu). Museu East London, Sud-àfrica

A causa de la possible posta d'un sol ou i de la gran mida de l'ocell, s'ha proposat que el dodo fos K-seleccionat, el que significa que va produir poca descendència altricial, que va requerir la cura dels pares fins que van madurar. Algunes proves, inclosa la gran mida i el fet que els ocells tropicals i frugívors tenen taxes de creixement més lentes, indiquen que l'ocell pot haver tingut un període de desenvolupament prolongat. El fet que no s'hagi trobat cap dodo jove al pantà de Mare aux Songes pot indicar que van produir poca descendència, que van madurar ràpidament, que els llocs de cria estaven lluny del pantà o que el risc d'enfangament era estacional.
Un estudi del 2017 va examinar la histologia la secció fina dels ossos de dodo, les aus modernes de Maurici, l'ecologia local i els relats contemporanis, per recuperar informació sobre la història de la vida del dodo. L'estudi va suggerir que els dodos van criar cap a l'agost, després d'haver-se engreixat potencialment, corresponents als cicles d'engreixement i aprimament de molts vertebrats de Maurici. Els pollets creixien ràpidament, aconseguint mides robustes (gairebé adultes) i la maduresa sexual abans de l'estiu austral o la temporada de ciclons. Els dodos adults que acabaven de criar mudaven les plomes després de l'estiu austral, cap al març. Primer substituïen les plomes de les ales i la cua, i la muda s'acabava a finals de juliol, a temps per a la propera època de cria. Les diferents etapes de la muda també poden explicar les inconsistències en les descripcions contemporànies del plomatge del dodo.

## Relació amb els humans
Maurici havia estat visitat anteriorment per vaixells àrabs a l'edat mitjana i vaixells portuguesos entre 1507 i 1513, però cap dels dos va colonitzar l'illa. No es coneixen registres de dodos d'aquests, encara que el nom portuguès de Maurici, «Ilha do Cerne» (Illa del Cigne), podria haver estat una referència als dodos. L'Imperi holandès va adquirir Maurici el 1598, rebatejant-la amb el nom de Maurici de Nassau, i a partir de llavors es va utilitzar per a l'aprovisionament de vaixells comercials de la Companyia Holandesa de les Índies Orientals. Els primers relats coneguts del dodo els van proporcionar viatgers neerlandesos durant la Segona expedició holandesa a Indonèsia, dirigida per l'almirall Jacob van Neck el 1598. Apareixen en informes publicats el 1601, que també contenen la primera il·lustració publicada de l'ocell. Com que els primers mariners que van visitar Maurici feia temps que estaven al mar, el seu interès per aquests grans ocells era principalment culinari. El diari de 1602 de Willem Van West-Zanen del vaixell Bruin-Vis esmenta que es caçaven 24-25 dodos per menjar, que eren tan grans que amb prou feines se'n podien consumir a l'hora de menjar, i les seves restes es conservaven per salaó. Una il·lustració feta per a la versió publicada el 1648 d'aquest diari, que mostra la matança de dodos, un dugong i, possiblement, lloros grisos de l'illa Maurici (Psittacula bensoni), es va subtitular amb un poema holandès, aquí a la traducció a l'anglès de 1848 de Hugh Strickland:
| « | (anglès) For food the seamen hunt the flesh of feathered fowl, They tap the palms, and round-rumped dodos they destroy, The parrot's life they spare that he may peep and howl, And thus his fellows to imprisonment decoy. | (català) Per menjar els mariners cacen la carn de les aus amb plomes, Toquen els palmells, i els dodos de gropa rodona destrueixen, La vida del lloro li estalvien perquè pugui mirar i cridar, I així els seus companys són enganyats i empresonats. | » |

Alguns dels primers viatgers van trobar desagradable la carn de dodo i van preferir menjar lloros i coloms; altres ho van descriure com a dura però bona. Alguns caçaven dodos només pels seus pedrers, ja que es considerava la part més deliciosa de l'ocell. Els dodos eren fàcils d'atrapar, però els caçadors havien d'anar amb compte de no ser picotejats pels seus potents becs.

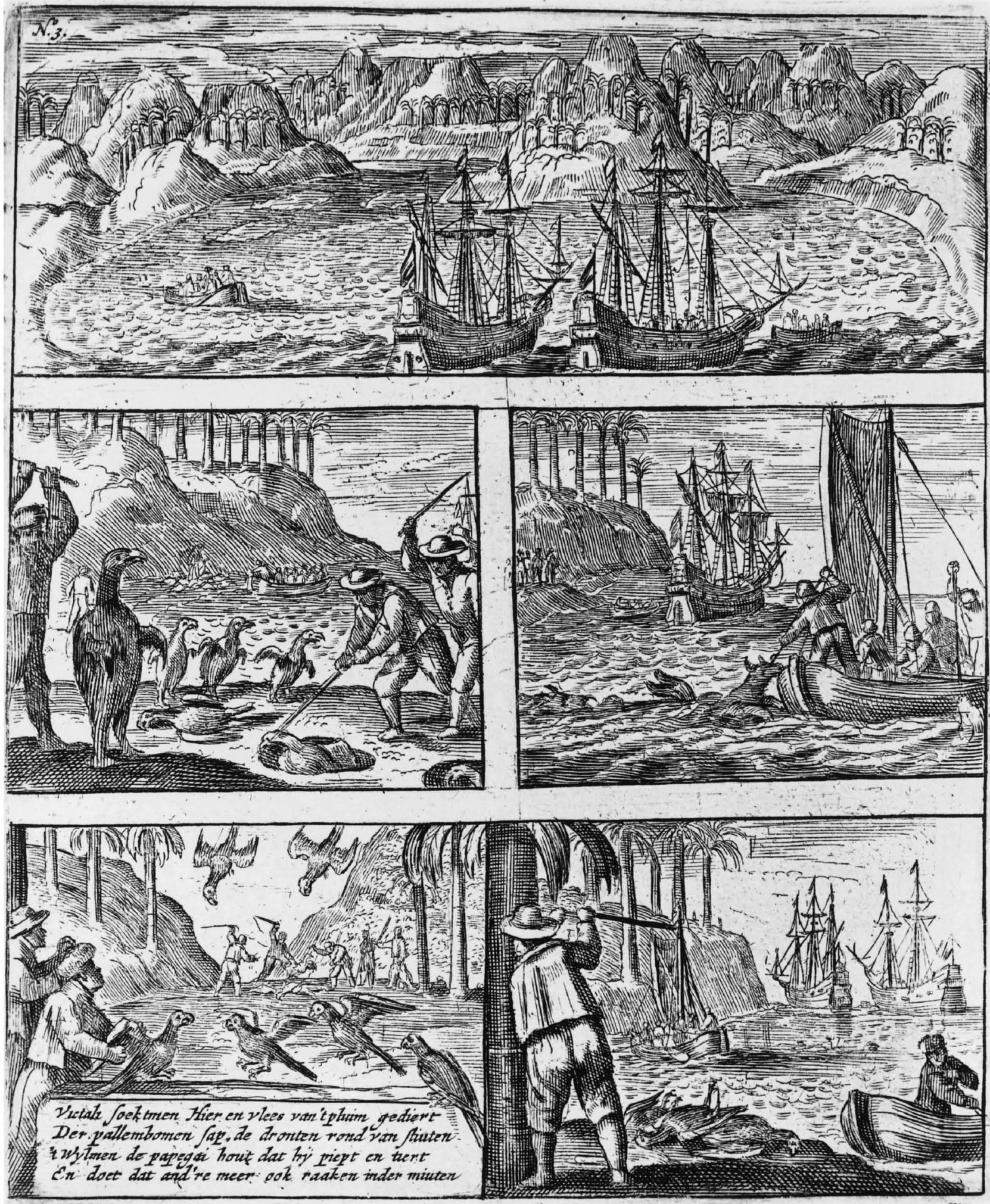
Gravat de 1648 que mostra la matança de dodos (centre esquerra, erròniament representat com a pingüins) i altres animals ara extingits de Maurici

La semblança del dodo amb el rascló rogenc (Aphanapteryx bonasia) van portar Peter Mundy a especular, 230 anys abans de la teoria de l'evolució de Charles Darwin:
| «             | Dues d'aquestes espècies d'ocells que he esmentat, pel que sabem, no es poden trobar fora d'aquesta illa, que es troba a 100 llegües de St. Lawrence. Es pot plantejar una pregunta, per què són aquí i no en un altre lloc, estan tan lluny d'una altra terra i no saben com volar ni nedar; la mesura en què una barreja d'espècies produeix formes estranyes i monstruoses, o la naturalesa del clima, l'antiguitat i el món alterant les primeres formes durant molt de temps, o com. | » |
| — Peter Mundy | |   |

### Dodos transportats fora de l'illa
El dodo es va trobar prou interessant com per enviar exemplars vius a Europa i Orient. El nombre de dodos transportats que van arribar vius a les seves destinacions és incert, i es desconeix com es relacionen amb les representacions contemporànies i les poques restes no fòssils dels museus europeus. A partir d'una combinació de relats, pintures i exemplars contemporanis, Julian Hume ha deduït que almenys onze dodos transportats van arribar vius a les seves destinacions.

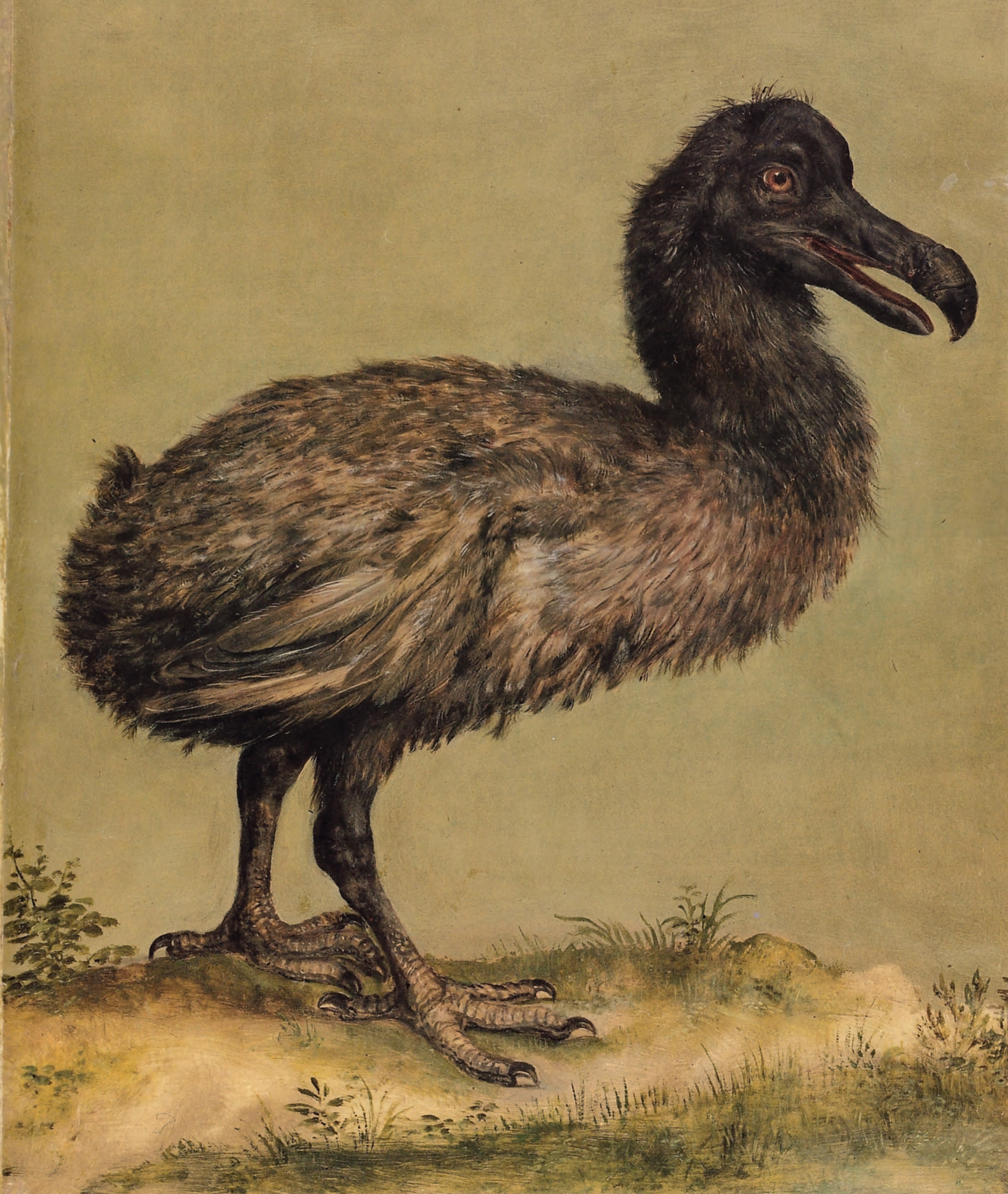
Pintura d'un exemplar possiblement farcit de la col·lecció de l'emperador Rodolf II a Praga, de Jacob Hoefnagel, principis del segle xvi
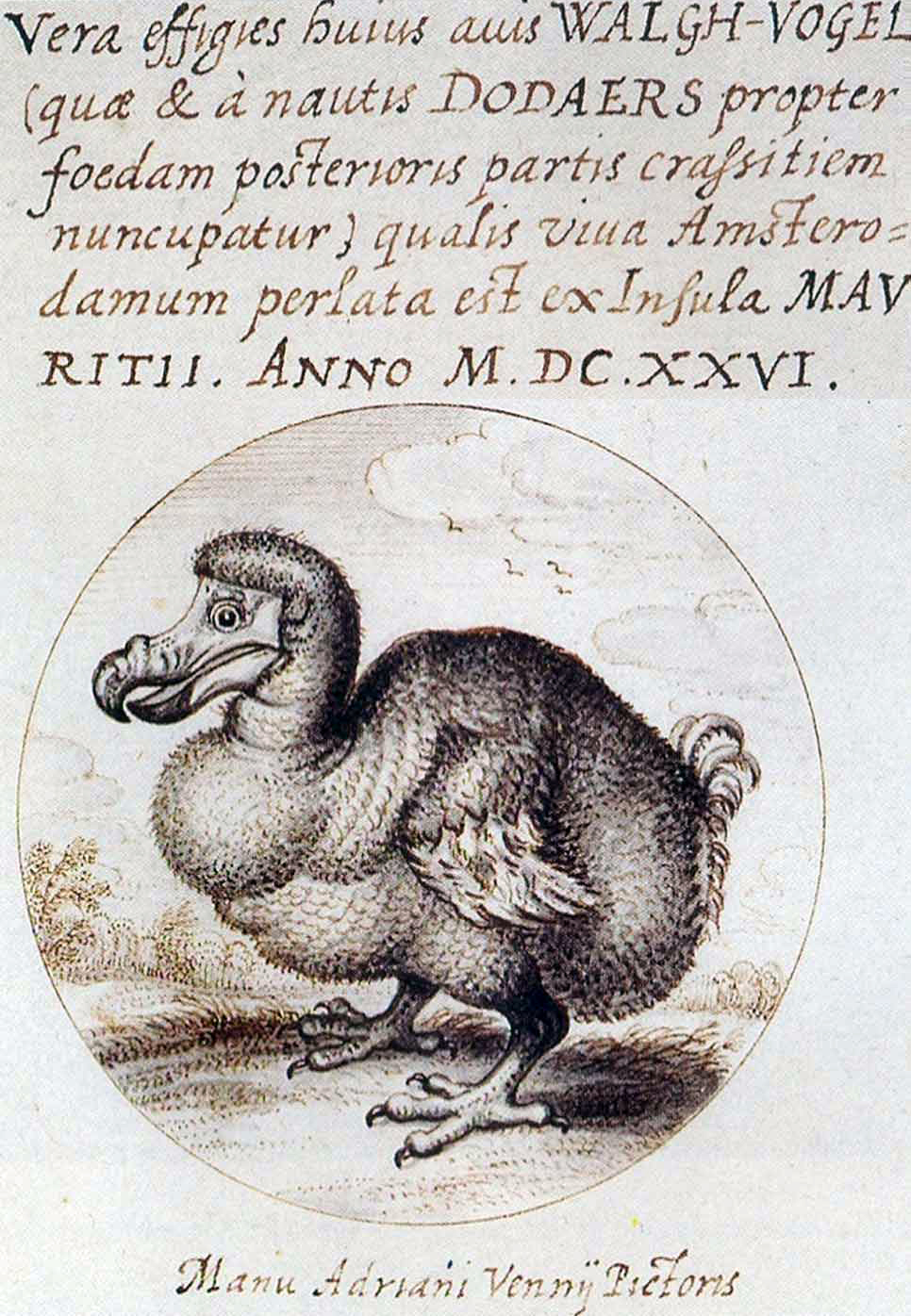
La representació d'Adriaen van de Venne de 1626 d'un dodo que afirmava haver vist

La descripció d'Hamon L'Estrange d'un dodo que va veure a Londres el 1638 és l'únic relat que esmenta específicament un exemplar viu a Europa. El 1626 Adriaen van de Venne va dibuixar un dodo que afirmava haver vist a Amsterdam, però no va esmentar si estava viu, i la seva representació recorda el «Dodo d'Edwards» de Savery. Peter Mundy va veure dos exemplars vius a Surat (Índia), entre 1628 i 1634, un dels quals podria haver estat l'individu pintat per Ustad Mansur cap al 1625. El 1628, Emmanuel Altham va visitar Maurici i va enviar una carta al seu germà a Anglaterra:
| «                       | Estimat germà, vam rebre ordres d'anar a una illa anomenada Maurici, que es troba a 20 graus de latitud sud, on vam arribar el 28 de maig; aquesta illa té moltes cabres, porcs i vaques, i uns ocells molt estranys, anomenats dodos, que són molt rars, a tot el món només es troben aquí, n'he enviat un per mitjà del senyor Perce, que va arribar amb el vaixell William a aquesta illa. el 10 de juny. [Al marge de la carta] Del senyor Perce rebreu gingebre per a la meva germana, unes perles per als meus cosins i les seves filles, i un ocell anomenat dodo, si és viu. | » |
| — Emmanuel Altham, 1628 | |   |

Es desconeix si el dodo va sobreviure al viatge, i la carta va ser destruïda per un incendi al segle xix.
La imatge més antiga coneguda d'un espècimen de dodo a Europa és de c. 1610 i pertany a una col·lecció de pintures que representen animals de la casa familiar reial de l'emperador Rodolf II a Praga. Aquesta col·lecció també inclou pintures d'altres animals mauricians, inclòs un rascló rogenc. El dodo, que pot ser un jove, sembla haver estat assecat o embalsamat, i probablement havia viscut durant un temps al zoològic de l'emperador juntament amb els altres animals. Tots els dodos farcits que hi havia a Europa en aquella època indiquen que havien estat portats amb vida i havien mort en territori europeu; és poc probable que els taxidermistes estiguessin a bord dels vaixells que visitaven Maurici, i encara no s'utilitzava formol per conservar exemplars biològics. La majoria dels exemplars tropicals es van conservar com a caps i peus secs.
S'ha informat que un dodo va ser enviat fins a Nagasaki (Japó) el 1647, però durant molt de temps es desconeixia si va arribar. Els documents contemporanis publicats per primera vegada el 2014 van demostrar la història i van demostrar que havia arribat amb vida. Va ser pensat com un regal i, malgrat la seva raresa, es considerava d'igual valor que un cérvol blanc i una pedra de betzoar. Va ser l'últim registre d'un dodo en captivitat.

### Extinció
Com molts animals que van evolucionar aïllats de depredadors significatius, el dodo no tenia por dels humans. Aquesta valentia i la seva incapacitat per volar van fer del dodo una presa fàcil per als mariners. Tot i que alguns informes dispersos descriuen matances massives de dodos per a les provisions dels vaixells, les investigacions arqueològiques han trobat escasses evidències de depredació humana. Es van trobar ossos d'almenys dos dodos a les coves de Baie du Cap que al segle xvii acollien esclaus fugitius i convictes, que no haurien estat fàcilment accessibles per als dodos a causa del terreny alt i abrupte. La població humana a Maurici (una àrea de 1.860 km²) mai va superar les 50 persones al segle xvii, però van introduir altres animals, com ara gossos, porcs, gats, rates i macacos menjacrancs, que van saquejar nius de dodo i va competir pels recursos alimentaris limitats. Al mateix temps, els humans van destruir l'hàbitat forestal dels dodos. L'impacte dels animals introduïts sobre la població de dodo, especialment els porcs i els macacos, es considera avui més greu que el de la caça. Les rates potser no eren una gran amenaça per als nius, ja que els dodos haurien estat acostumats a tractar amb crancs terrestres locals.

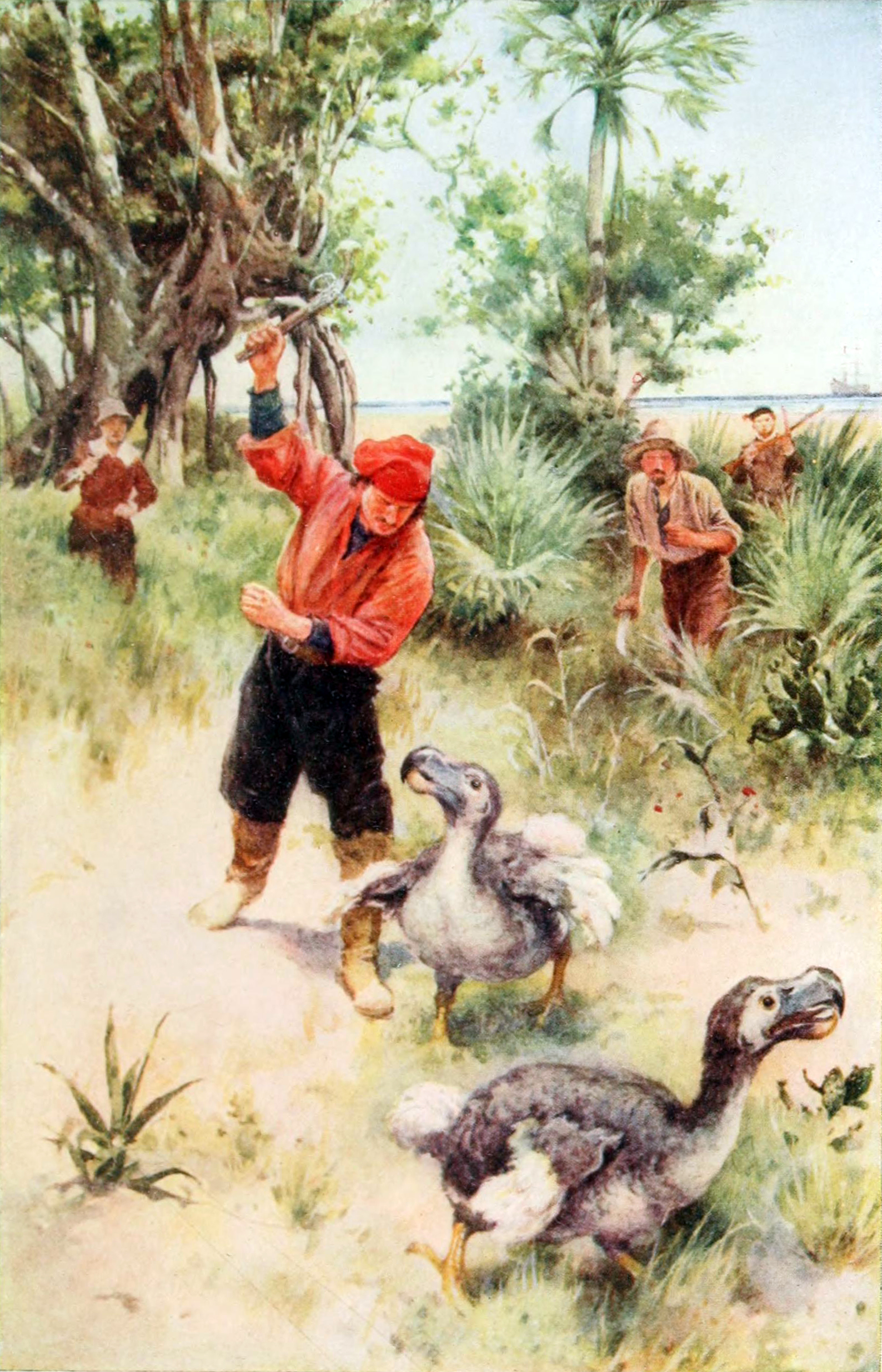
Il·lustració de mariners neerlandesos perseguint dodos, de Walter Paget, 1914. No es creu que la caça dels humans hagi estat la principal causa de l'extinció de l'ocell
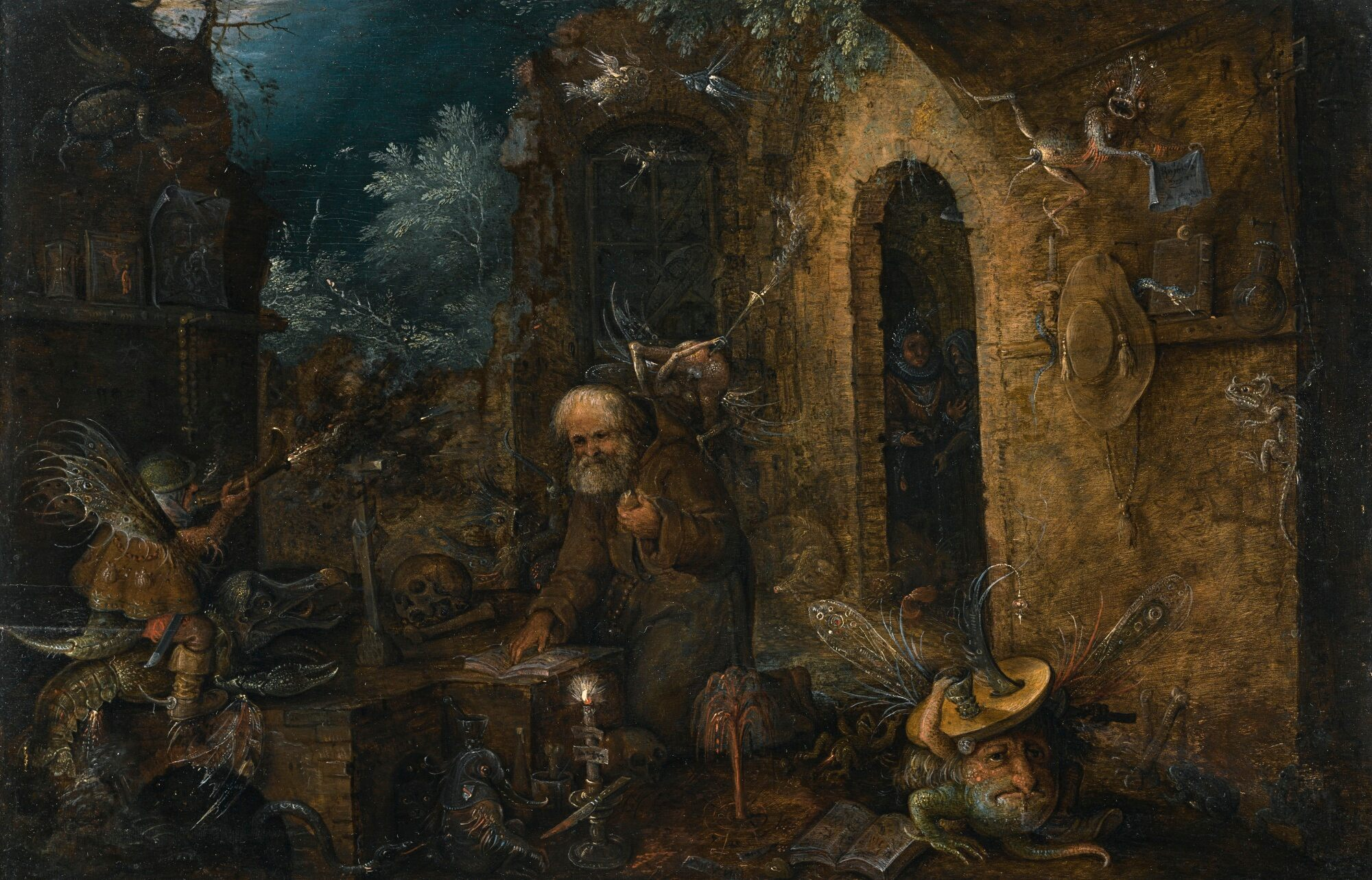
La temptació de Sant Antoni, de Savery, amb una llagosta amb un cap de dodo a la part inferior esquerra, c.1611-1613, probablement basada en un exemplar dissecat

S'ha suggerit que el dodo ja podria haver estat rar o localitzat abans de l'arribada dels humans a Maurici, ja que hauria estat poc probable que s'extingís tan ràpidament si hagués ocupat totes les zones remotes de l'illa. Una expedició del 2005 va trobar restes subfòssils de dodos i altres animals morts per una inundació sobtada. Aquestes mortalitats massives haurien posat en perill encara més una espècie que ja estava en perill d'extinció. No obstant això, el fet que el dodo va sobreviure a centenars d'anys d'activitat volcànica i canvis climàtics demostra que l'ocell era resistent dins del seu ecosistema.

Existeix certa polèmica al voltant de la data de la seva extinció. L'últim registre àmpliament acceptat d'albirament d'un dodo és l'informe de 1662 del nàufrag Volkert Evertsz del vaixell neerlandès Arnhem, que va descriure els ocells capturats en un petit illot de Maurici, ara suggerit que va ser Île D'Ambre:
| «              | Aquests animals en acostar-nos ens miraven i es van quedar quiets on estaven, sense saber si tenien ales per volar o potes per fugir, i deixant-nos acostar-nos tan a prop com volguéssim. Entre aquests ocells hi havia aquells que a l'Índia anomenen Dod-aersen (en ser una espècie d'oca molt grossa); aquests ocells són incapaços de volar i, en lloc d'ales, només tenen unes quantes agulles petites, però poden córrer molt ràpidament. Els vam ajuntar fins a un sol lloc de tal manera que els poguéssim agafar amb les mans, i quan vam agafar un d'ells per la cama, i que sobre això va fer un gran soroll, els altres de sobte van sortir corrent el més ràpid possible en la seva ajuda, i per la qual també van ser capturats i fets presoners. | » |
| — [Cheke 2004] | |   |

Els dodos d'aquest illot potser no han estat necessàriament els últims membres de l'espècie. L'últim albirament afirmat d'un dodo es va informar als registres de caça d'Isaac Johannes Lamotius l'any 1688. Una anàlisi estadística d'aquests registres feta el 2003 pels biòlegs David L. Roberts i Andrew R. Solow va donar una nova data estimada d'extinció de 1693, amb un interval de confiança del 95% de 1688-1715. Aquests autors també van assenyalar que, com que l'últim albirament abans de 1662 va ser el 1638, probablement el dodo ja era bastant rar a la dècada del 1660 i, per tant, un informe disputat de 1674 d'un esclau fugit no es podia descartar sense cap mena de dubte.

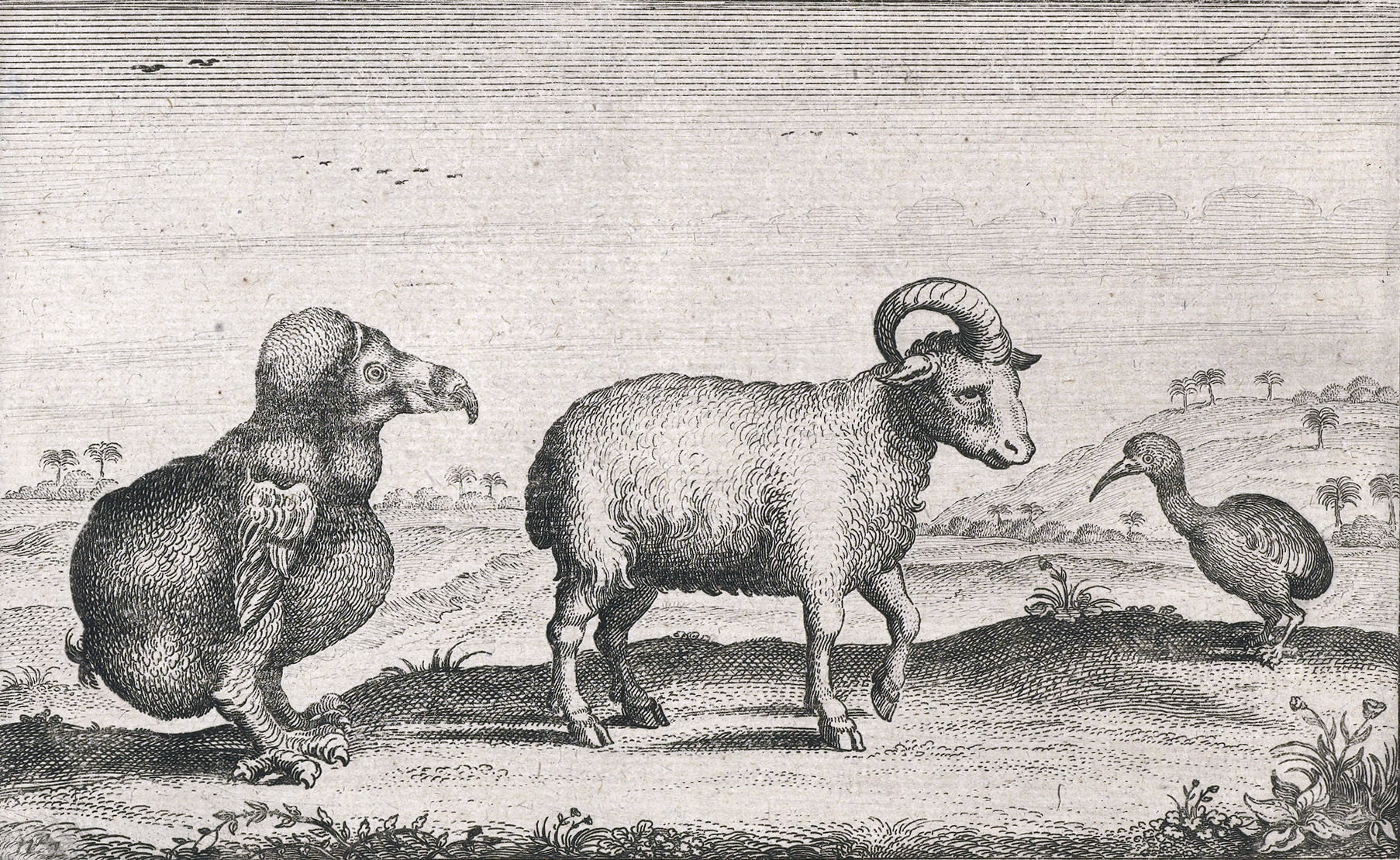
El dibuix de Pieter van den Broecke de 1617 d'un dodo, una ovella d'una sola banya i un rascló rogent; després que el dodo s'extingís, és possible que els visitants l'hagin confós amb el rascló  rogenc

L'ornitòleg britànic Alfred Newton va suggerir l'any 1868 que el nom de «dodo» es va traslladar al rascló rogenc després que el primer s'hagués extingit. Anthony Cheke també va assenyalar que algunes descripcions posteriors a 1662 utilitzen els noms «Dodo» i «Dodaers» quan es refereixen al rascló rogenc, indicant que s'havia transferit el nom a aquesta au. Per tant, s'ha assenyalat la descripció de 1662 com l'última observació creïble. Un relat de 1668 del viatger anglès John Marshall, que va utilitzar els noms «Dodo» i «Red Hen» de manera intercanviable per al rascló rogent, esmentant que la carn era «dura», cosa que es fa ressò de la descripció de la carn al relat de 1681. Fins i tot el relat de 1662 ha estat qüestionat per l'escriptor Errol Fuller, ja que la reacció als crits d'angoixa coincideix amb la que es va descriure per al rascló rogenc. Fins que es va proposar aquesta explicació, es pensava que una descripció de «dodos» de 1681 era l'últim relat, i aquesta data encara té defensors.
Cheke va declarar el 2014 que els manuscrits neerlandesos recentment accessibles indiquen que els colons no van veure cap dodo el 1664-1674. L'any 2020, Cheke i l'investigador britànic Jolyon C. Parish van suggerir que totes les mencions de dodos després de mitjans del segle xvii es referien en canvi al rascló rogenc, i que el dodo havia desaparegut a causa de la depredació dels porcs salvatges durant una pausa a l'assentament de Maurici (1658-1664). Per tant, l'extinció del dodo no es va adonar en aquell moment, ja que els nous colons no havien vist dodos reals, però com que esperaven veure ocells no voladors, es van referir al rascló rogenc amb aquest nom. Com que els rasclons rogencs probablement tenien niudes més grans que els dodos i els seus ous es podien incubar més ràpidament, i els seus nius potser estaven amagats, probablement es reproduïen de manera més eficient i eren menys vulnerables als porcs.
És poc probable que el problema es resolgui mai, tret que es redescobreixin informes tardans que mencionen el nom juntament amb una descripció física. La Llista Vermella de la UICN accepta la justificació de Cheke per escollir la data de 1662, prenent tots els informes posteriors per referir-se al rascló rogenc. En qualsevol cas, probablement el dodo es va extingir el 1700, aproximadament un segle després del seu descobriment el 1598. Els neerlandesos van abandonar Maurici el 1710, però aleshores el dodo i la majoria dels grans vertebrats terrestres que hi havia s'havien extingit.
Tot i que la raresa del dodo ja es va informar al segle xvii, la seva extinció no es va reconèixer fins al segle xix. Això va ser en part perquè, per raons religioses, l'extinció no es creia possible fins que més tard ho va demostrar Georges Cuvier, i en part perquè molts científics dubtaven que el dodo hagués existit mai. Semblava una criatura massa estranya, i molts ho creien un mite. L'ocell es va utilitzar per primera vegada com a exemple d'extinció induïda per l'home a la revista Penny Magazine l'any 1833, i des de llavors s'ha conegut com una «icona» de l'extinció.

## Restes físiques

### Especimens delseglexvii
Les úniques restes existents de dodos portats a Europa al segle xvii són un cap i un peu secs al Museu d'Història Natural de la Universitat d'Oxford, un peu que abans es trobava al Museu Britànic però ara s'ha perdut, una calavera al Museu Zoològic de la Universitat de Copenhaguen, i una mandíbula superior al Museu Nacional de Praga. Els dos últims van ser redescoberts i identificats com a restes de dodo a mitjans del segle xix. També es van esmentar diversos dodos dissecats als antics inventaris dels museus, però no se sap cap que hagi sobreviscut. A part d'aquestes restes, un peu sec, que va pertànyer al professor holandès Pieter Pauw, va ser esmentat per Carolus Clusius l'any 1605. Es desconeix la seva procedència, i ara s'ha perdut, però pot ser que hagi estat recollit durant el viatge de Van Neck. Els suposats dodos dissecats que es veuen avui als museus d'arreu del món han estat fets de plomes d'altres ocells, molts dels més antics per la companyia del taxidermista britànic Rowland Ward.

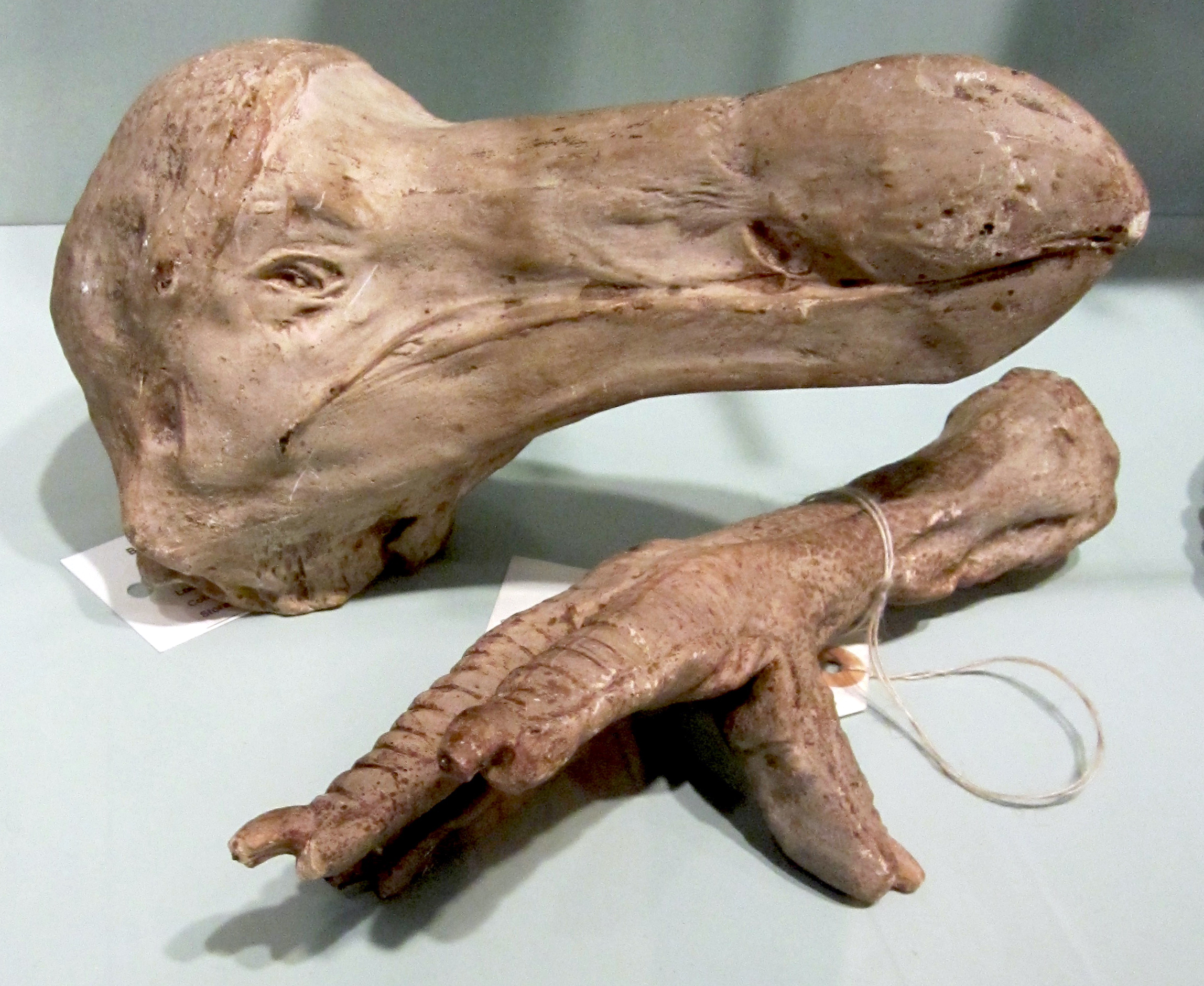
Motlles del cap d'Oxford i el peu de Londres, actualment perdut
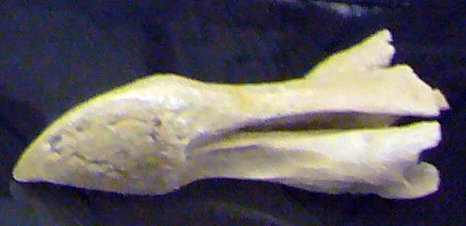
Mandíbula superior d'un dodo al Museu Nacional de Praga

Les úniques restes de teixit tou conegudes, el cap d'Oxford (exemplar OUM 11605) i el peu, pertanyien a l'últim dodo dissecat conegut, que es va mencionar per primera vegada com a part de la col·lecció Tradescant l'any 1656 i es va traslladar al Museu Ashmolean el 1659. S'ha suggerit que aquestes podrien ser les restes de l'ocell que Hamon L'Estrange va veure a Londres, l'ocell enviat per Emanuel Altham o una donació de Thomas Herbert. Com que les restes no mostren signes d'haver estat muntades, l'exemplar podria haver estat conservat com a pell d'estudi. L'any 2018, es va informar que les exploracions del cap del dodo d'Oxford van mostrar que la seva pell i l'os contenien perdigons de plom, que es van utilitzar per caçar ocells al segle xvii. Això indica que el dodo d'Oxford va ser disparat abans de ser transportat a la Gran Bretanya o un temps després d'arribar. Es desconeixen les circumstàncies de la seva mort, i s'han d'examinar els perdigons per identificar d'on es va extreure el plom.
Moltes fonts afirmen que el Museu Ashmolean va cremar el dodo dissecat al voltant de 1755 a causa d'una greu degradació, salvant només el cap i la cama. L'Estatut 8 del museu diu «A mesura que qualsevol cosa envelleix i es perdi, el responsable pot guardar-la en un dels armaris o en un altre dipòsit. I alguns altres són substituïts». Ara es creu que la destrucció deliberada de l'exemplar és un mite; va ser retirat de l'exposició per conservar el que en quedava. Aquest teixit tou restant s'ha degradat encara més; el cap va ser dissecat per Strickland i Melville, separant la pell del crani en dues meitats. El peu es troba en estat esquelètic, amb només restes de pell i tendons. Queden molt poques plomes al cap. Probablement és una femella, ja que el peu és un 11% més petit i més gràcil que el peu de Londres, tot i que sembla estar completament crescut. L'exemplar es va exposar al museu d'Oxford almenys des de la dècada del 1860 i fins al 1998, on després es va emmagatzemat per evitar danys. Els motlles de guix del cap avui es poden trobar a molts museus d'arreu del món.
El peu sec de Londres, esmentat per primera vegada el 1665, i traslladat al Museu Britànic al segle xviii, es va exposar al costat de la pintura Dodo d'Edwards de Savery fins a la dècada del 1840, i també va ser dissecat per Strickland i Melville. No es va plantejar en una postura dempeus, la qual cosa suggereix que es va separar d'un exemplar fresc, no d'un muntat. El 1896 es va esmentar que no tenia els seus teguments, i es creu que només en queden els ossos, tot i que es desconeix el seu parador actual.
Se sap que el crani de Copenhaguen (exemplar ZMUC 90-806) va formar part de la col·lecció de Bernardus Paludanus a Enkhuizen fins al 1651, quan es va traslladar al museu del castell de Gottorf, Slesvig. Després que el castell fos ocupat per les forces daneses el 1702, la col·lecció del museu va ser assimilada a la col·lecció reial danesa. El crani va ser redescobert per J. T. Reinhardt l'any 1840. Segons la seva història, pot ser que sigui les restes supervivents més antigues conegudes d'un dodo portat a Europa al segle xvii. És 13 mm més curt que el crani d'Oxford, i pot haver pertangut a una femella. Va ser momificat, però la pell ha desaparegut.
La part frontal d'una calavera (exemplar NMP P6V-004389), al Museu Nacional de Praga, es va trobar l'any 1850 entre les restes del Museu Böhmisches. Altres elements suposadament pertanyents a aquest exemplar s'han enumerat a la literatura, però sembla que només el crani parcial va estar present (una extremitat dreta parcial al museu sembla ser d'un solitari de l'illa de Rodrigues). Pot ser el que queda d'un dels dodos dissecats que se sap que es trobava a la casa familiar de l'emperador Rodolf II, possiblement l'exemplar pintat per Hoefnagel o Savery.

### Espècimens subfòssils
Fins al 1860, les úniques restes de dodo conegudes eren els quatre exemplars incomplets del segle xvii. Philip Burnard Ayres va trobar els primers ossos subfòssils el 1860, que van ser enviats a Richard Owen al Museu Britànic, que no va publicar les troballes. L'any 1863, Owen va demanar al bisbe mauricià Vincent Ryan que difongués durant els seus sermons que s'havia d'informar si es trobaven ossos de dodo. El 1865, George Clark, el mestre d'escola del govern a Mahébourg, finalment va trobar una gran quantitat d'ossos de dodo subfòssils al pantà de Mare aux Songes (al sud de Maurici), després d'una recerca de 30 anys inspirada en la monografia de Strickland i Melville. El 1866, Clark va explicar el seu procediment a The Ibis, the International Journal of Avian Science, un diari d'ornitologia: havia enviat els seus coolies a passar pel centre del pantà, buscant ossos amb els peus. Al principi van trobar pocs ossos, fins que van tallar herbes que cobrien la part més profunda del pantà, on van trobar molts fòssils. Harry Pasley Higginson, un enginyer ferroviari de Yorkshire, informa que va descobrir els ossos de Mare aux Songes al mateix temps que Clark i hi ha una certa disputa sobre qui els va trobar primer. Higginson va enviar caixes d'aquests ossos als museus de Liverpool, Leeds i York. El pantà va donar les restes de més de 300 dodos, però molt pocs ossos de crani i ales, possiblement perquè els cossos superiors van ser rentats o escombrats mentre el cos inferior estava atrapat. La situació és similar a la de moltes troballes de restes de moa als aiguamolls de Nova Zelanda. La majoria de restes de dodo de la Mare aux Songes tenen una coloració de color marró fosc.
Els informes de Clark sobre les troballes van reactivar l'interès per l'ocell. Sir Richard Owen i Alfred Newton volien ser els primers a descriure l'anatomia postcranial del dodo, i Owen va comprar un enviament d'ossos de dodo originalment destinat a Newton, cosa que va provocar la rivalitat entre tots dos. Owen va descriure els ossos a Memoir on the Dodo a l'octubre de 1866, però va basar erròniament la seva reconstrucció en la pintura del Dodo d'Edwards de Savery, fent-la massa ajupida i obesa. El 1869 va rebre més ossos i va corregir la seva posició, fent-lo més dret. Newton es va centrar en el solitari de la Reunió. Els ossos restants no venuts a Owen o Newton van ser subhastats o donats a museus. El 1889, Théodor Sauzier va rebre l'encàrrec d'explorar els «records històrics» de Maurici i trobar més restes de dodo a la Mare aux Songes. Va tenir èxit, i també va trobar restes d'altres espècies extingides.

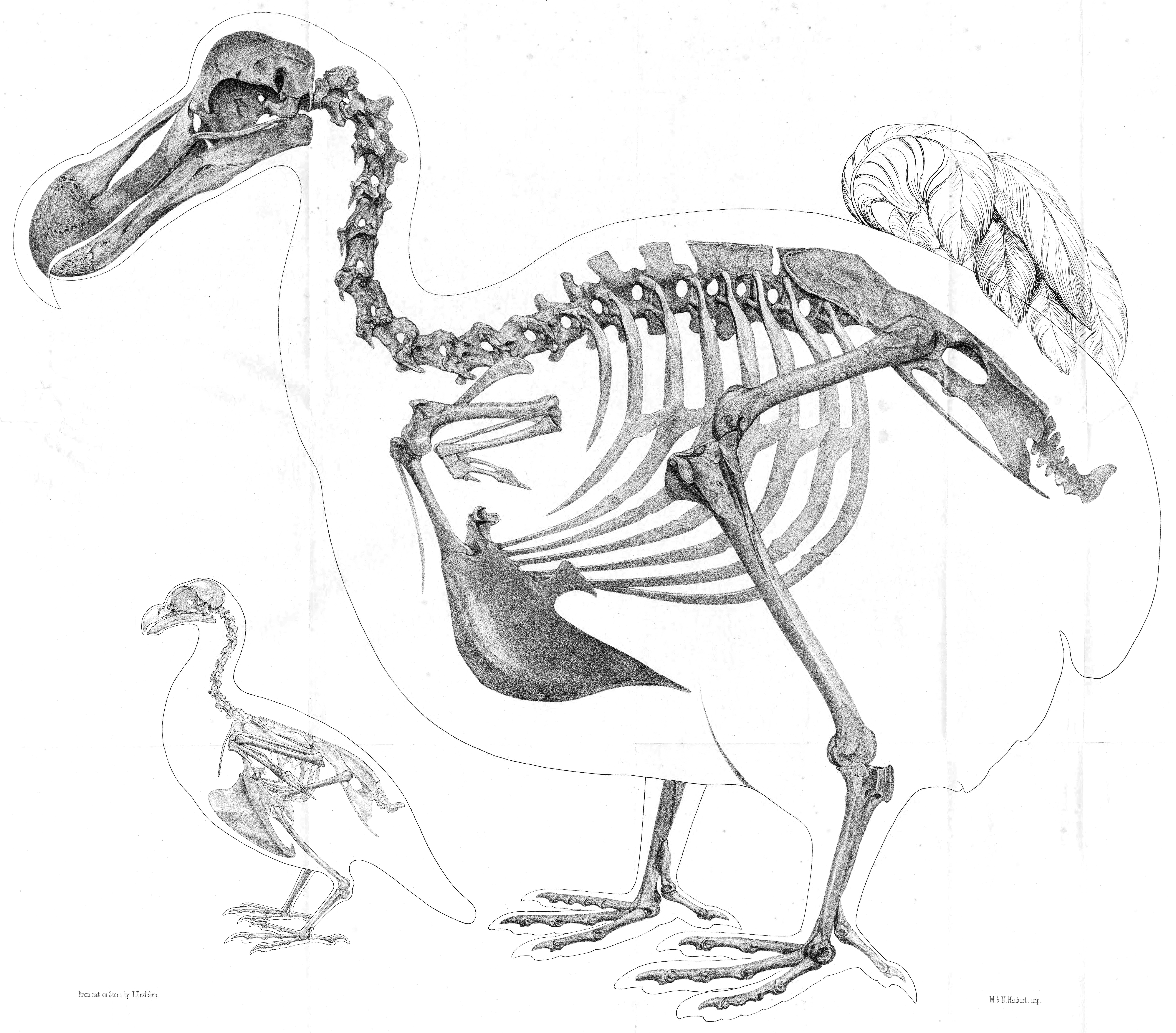
La reconstrucció de 1866 de Richard Owen de l'esquelet del dodo; és massa esquat, ja que s'ha basat en la pintura Dodo d'Edwards de Savery
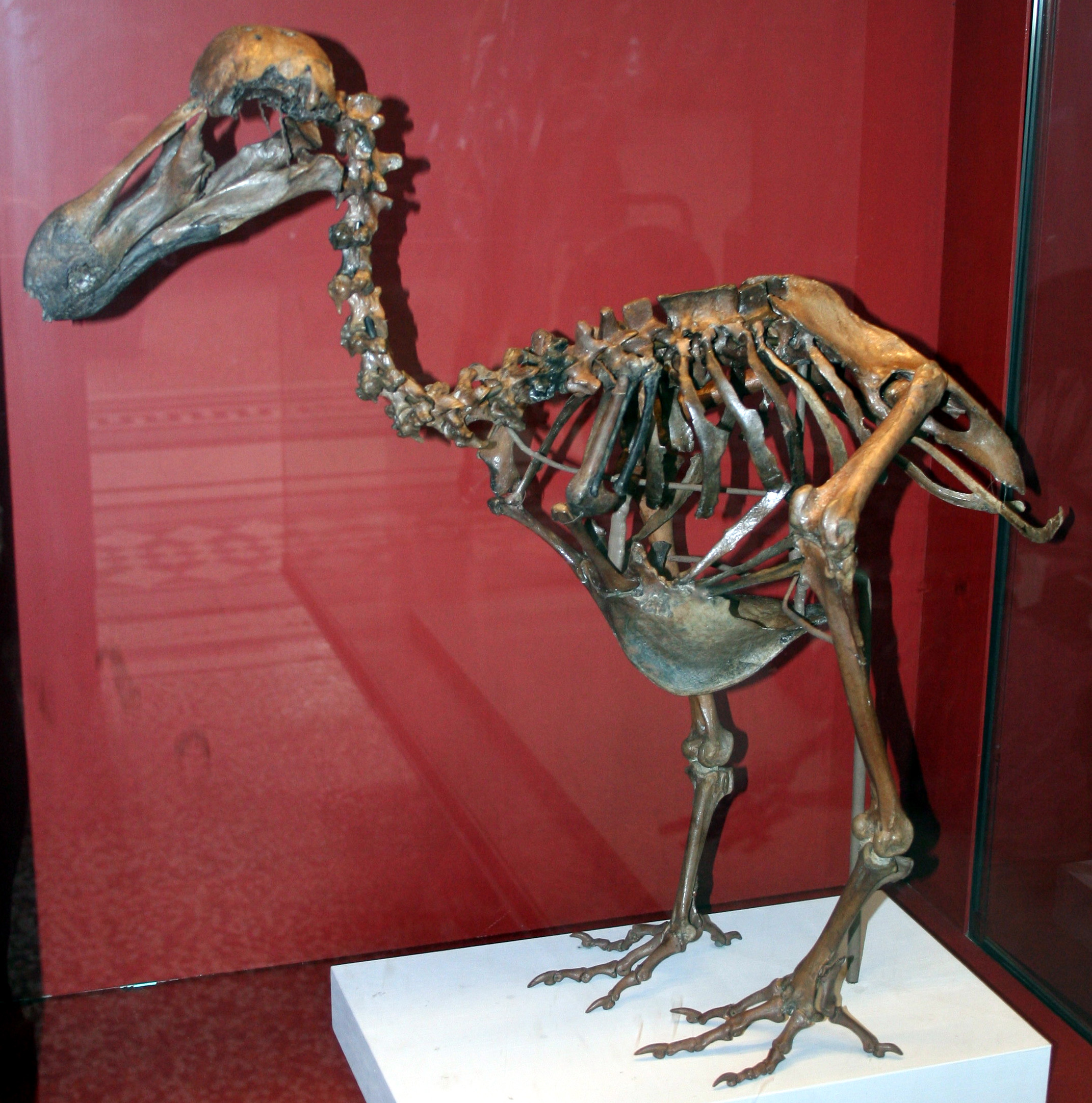
La muntura més vertical d'Owen reunida a partir d'ossos trobats a la Mare aux Songes, al Museu d'Història Natural de Londres

L'any 2005, després de cent anys d'abandonament, una part del pantà de Mare aux Songes va ser excavada per un equip internacional d'investigadors (International Dodo Research Project). Per prevenir la malària, els britànics havien cobert el pantà amb fonament durant el seu domini sobre Maurici, que va haver de ser eliminat. Es van trobar moltes restes, incloent ossos d'almenys 17 dodos en diferents estadis de maduresa (encara que no hi ha joves), i diversos ossos, òbviament, de l'esquelet d'un ocell individual, que s'han conservat en la seva posició natural. Aquestes troballes es van fer públiques el desembre de 2005 al museu Naturalis de Leiden. El 63% dels fòssils trobats al pantà pertanyien a tortugues del gènere extint Cylindraspis, i el 7,1% pertanyien a dodos, que s'havien dipositat en uns quants segles, fa 4.000 anys. Les excavacions posteriors van suggerir que els dodos i altres animals es van quedar enfonsats a la Mare aux Songes mentre intentaven arribar a l'aigua durant un llarg període de severa sequera fa uns 4.200 anys. A més, els cianobacteris van prosperar en les condicions creades pels excrements dels animals reunits al voltant del pantà, que va morir d'intoxicació, deshidratació, trepitjades i enganxades al fang. Tot i que durant les recents excavacions del pantà es van trobar molts petits elements esquelètics, pocs es van trobar durant el segle xix, probablement a causa de l'ús de mètodes menys refinats per a la recollida.

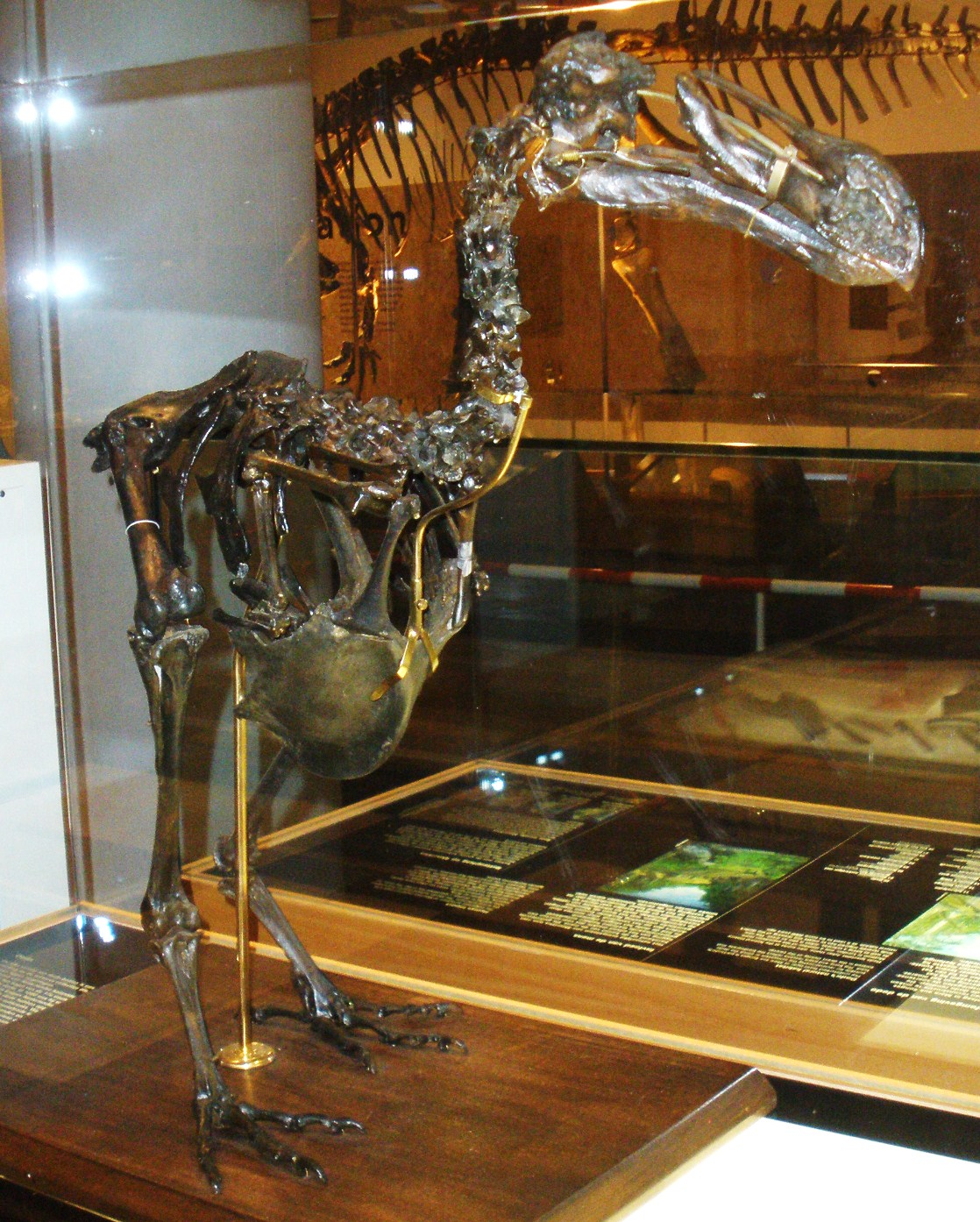
Skeleton assembled from subfossils found in 2006, Naturalis
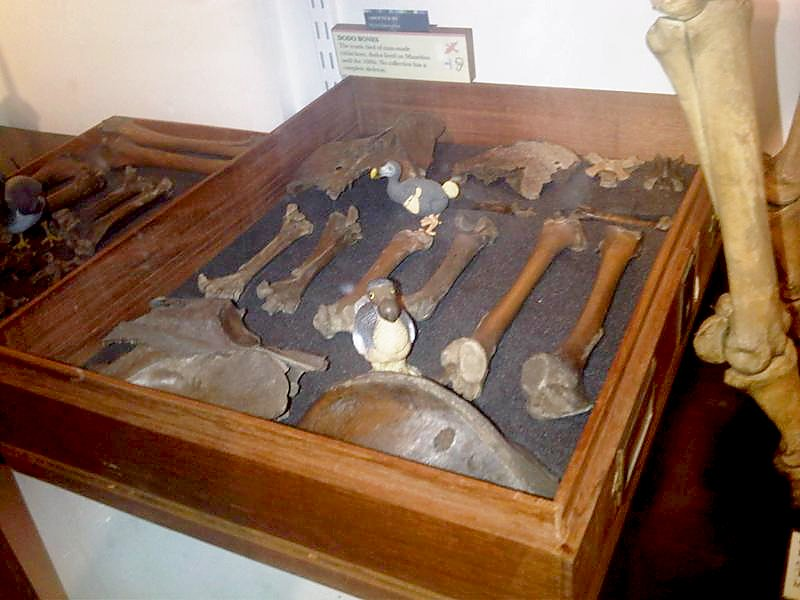
Subfossil bones rediscovered in the Grant Museum in 2011

Louis Etienne Thirioux, un naturalista aficionat, també va trobar a Port Louis moltes restes de dodo cap al 1900 en diversos llocs. Inclouen el primer exemplar articulat, que és el primer esquelet subfòssil de dodo trobat fora de la Mare aux Songes, i les úniques restes d'un exemplar juvenil, un tarsometàtars ara perdut. L'antic exemplar es va trobar el 1904 en una cova prop de la muntanya Le Pouce, i és l'únic esquelet complet conegut d'un dodo individual. Thirioux va donar l'exemplar al Museu Desjardins (ara Museu d'Història Natural de l'Institut Maurici). Els hereus de Thrioux van vendre un segon esquelet compost muntat (compost per almenys dos esquelets, amb un crani principalment reconstruït) al Museu de Ciències Naturals de Durban (Sud-àfrica) el 1918. En conjunt, aquests dos esquelets representen les restes de dodo més conegudes, incloent elements ossis no registrats prèviament (com ara les ròtules i els ossos de les ales). Tot i que alguns escriptors contemporanis van assenyalar la importància dels exemplars de Thrioux, no es van estudiar científicament i es van oblidar en gran manera fins al 2011, quan un grup d'investigadors els va buscar. Els esquelets muntats van ser escanejats amb làser, a partir dels quals es van reconstruir models en 3D, que es van convertir en la base d'una monografia de 2016 sobre l'osteologia del dodo. L'any 2006, els exploradors van descobrir un esquelet complet d'un dodo en una cova de lava a Maurici. Aquest va ser només el segon esquelet associat d'un exemplar individual que s'ha trobat mai, i l'únic en els últims temps.
A tot el món, 26 museus tenen fons importants de material de dodo, gairebé tots trobats a Mare aux Songes. El Museu d'Història Natural, el Museu Americà d'Història Natural, el Museu de Zoologia de la Universitat de Cambridge, el Museu Senckenberg i altres tenen esquelets gairebé complets, reunits a partir de les restes subfòssils dissociades de diversos individus. El 2011, una caixa de fusta que contenia ossos de dodo del període eduardià va ser redescoberta al Grant Museum del University College de Londres durant els preparatius per a un trasllat. Fins aleshores, s'havien guardat amb ossos de cocodril.

## El«dodo blanc»
El suposat «dodo blanc» (o «solitaire») de la Reunió es considera ara una conjectura errònia basada en els informes contemporanis de l'ibis sagrat de la Reunió i les pintures del segle xvii d'ocells blancs semblants als dodos de Pieter Withoos i Pieter Holsteyn que van aparèixer a la segle xix. La confusió va començar quan Willem Ysbrandtszoon Bontekoe, que va visitar la Reunió cap al 1619, va esmentar els ocells grossos i no voladors als quals es referia com «Dod-eersen» al seu diari, encara que sense esmentar la seva coloració. Quan la revista es va publicar l'any 1646, anava acompanyada d'un gravat d'un dodo de «l'esbós de la Galeria d'Art Crocker» de Savery. Un ocell blanc, corpulent i no volador va ser esmentat per primera vegada com a part de la fauna de la Reunió per l'Oficial en Cap J. Tatton el 1625. Posteriorment, Sieur Dubois i altres escriptors contemporanis van fer mencions esporàdiques.
El baró Edmond de Sélys Longchamps va encunyar el nom de Raphus solitarius per a aquests ocells el 1848, ja que creia que els relats es referien a una espècie de dodo. Quan els naturalistes del segle xix van descobrir pintures de dodos blancs del segle xvii, es va suposar que representaven aquests ocells. Oudemans va suggerir que la discrepància entre les pintures i les descripcions antigues era que les pintures mostraven femelles i que, per tant, l'espècie era sexualment dimòrfica. Alguns autors també creien que els ocells descrits eren d'una espècie semblant al solitari de l'illa de Rodrigues, ja que s'anomenava amb el mateix nom, o fins i tot que hi havia espècies blanques tant de dodo com de solitari a l'illa.
La pintura de Pieter Withoos, que es va descobrir primer, sembla estar basada en una pintura anterior de Pieter Holsteyn, de la qual se sap que n'hi havia tres versions. Segons Hume, Cheke i Valledor de Lozoya, sembla que totes les representacions de dodos blancs es basaven en el quadre de Roelant Savery Paisatge amb Orfeu i els animals o en còpies d'aquest. La pintura s'ha datat generalment a 1611, tot i que també s'ha proposat una data posterior a 1614, o fins i tot a 1626. La pintura mostra un exemplar blanquinós i sembla que es basava en un exemplar farcit que es trobava aleshores a Praga; en un inventari d'exemplars de la col·lecció de Praga de l'emperador del Sacre Imperi Romanogermànic Rodolf II, a qui va contractar Savery en aquell moment (1607-1611), es va esmentar un «walghvogel» descrit com a «coloració blanquinosa bruta». Totes les imatges posteriors de Savery mostren ocells grisencs, possiblement perquè ja havia vist un altre exemplar. Cheke i Hume creuen que l'exemplar pintat era blanc a causa de l'albinisme. Valledor de Lozoya ha suggerit, en canvi, que el plomatge lleuger era un tret juvenil, resultat del blanqueig d'exemplars de taxidèrmia antics, o simplement una llicència artística.

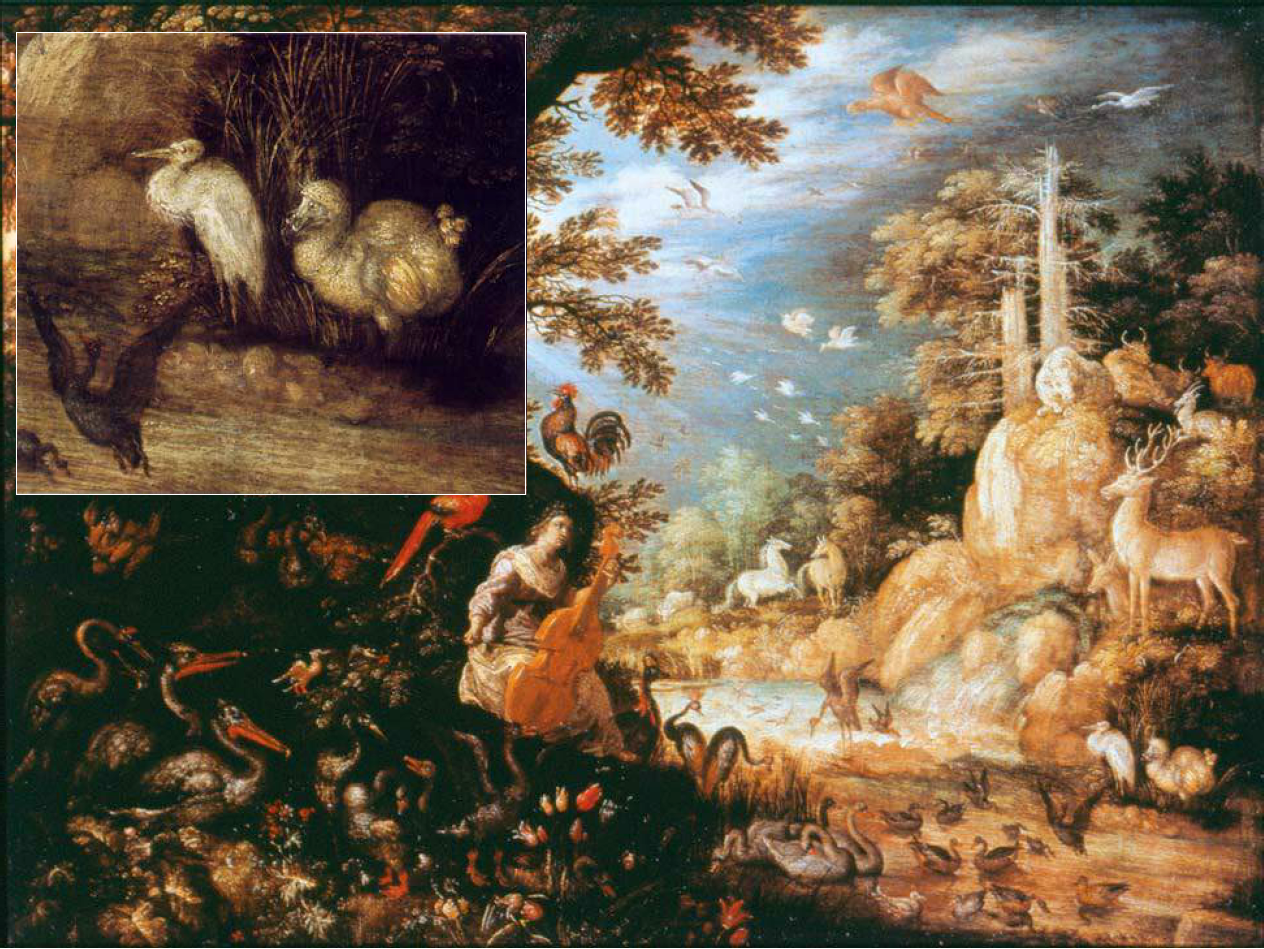
Paisatge amb Orfeu i els animals de Savery que mostren un dodo blanquinós a la part inferior dreta, 1611 o posterior
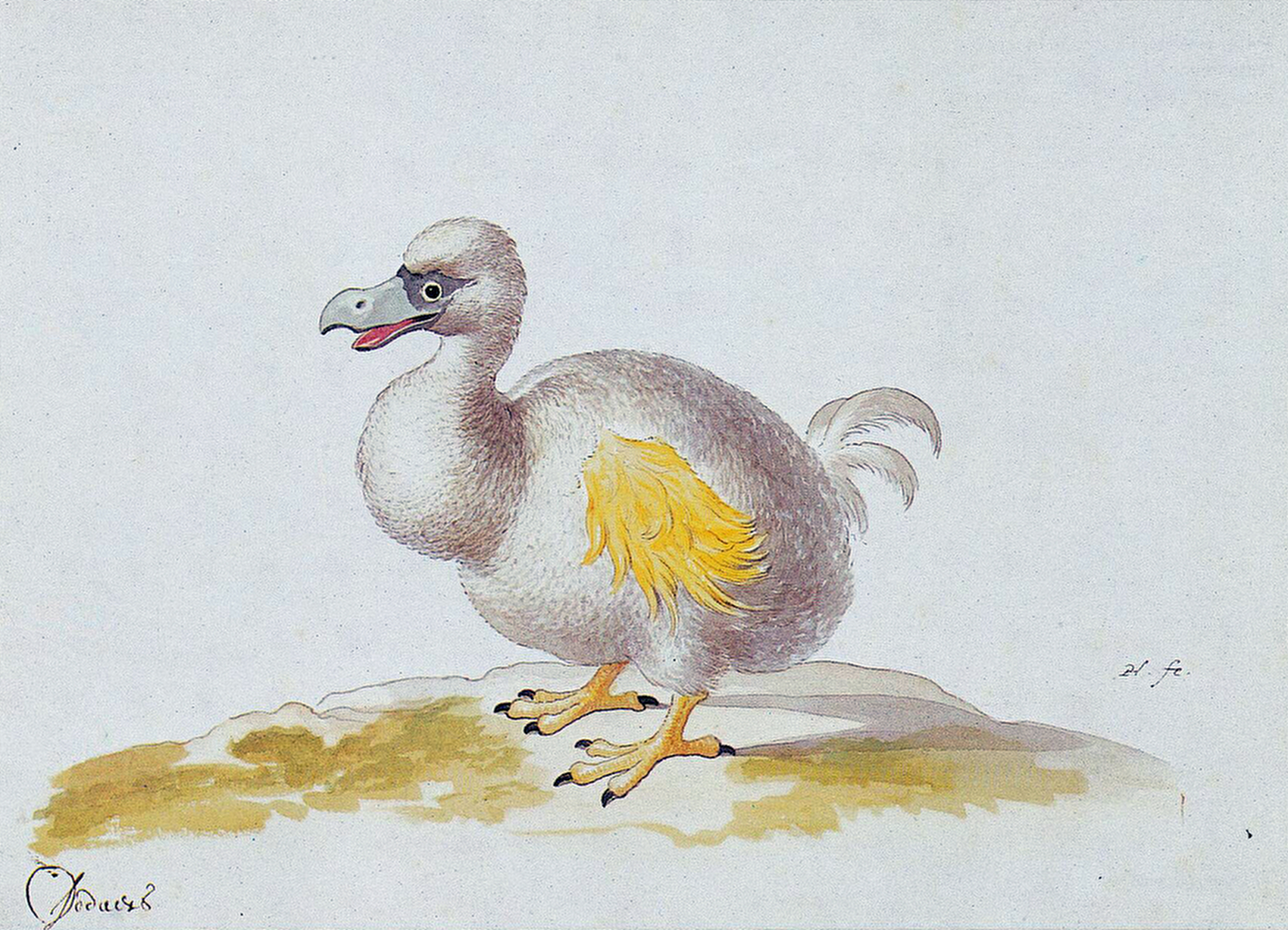
Una de les pintures de Pieter Holsteyn II de mitjan segle xvii d'un dodo blanc, possiblement basada en la imatge de Savery

L'any 1987, els científics van descriure fòssils d'una espècie d'ibis recentment extingida de la Reunió amb un bec relativament curt, Borbonibis latipes, abans que s'hagués fet una connexió amb els informes de solitari. Cheke va suggerir a un dels autors, Francois Moutou, que els fòssils podrien haver estat del solitari de la Reunió (Threskiornis solitarius), i aquest suggeriment es va publicar el 1995. L'ibis va ser reassignat al gènere Threskiornis, ara combinat amb l'epítet específic solitarius del binomi R. solitarius. Les aus d'aquest gènere també són blanques i negres amb un bec esvelt, que s'ajusten a les antigues descripcions del solitari de la Reunió. Mai s'han trobat restes fòssils d'ocells semblants a dodo a l'illa.

## Significat cultural
La importància del dodo com un dels animals extingits més coneguts i el seu aspecte singular va fer que el seu ús en la literatura i la cultura popular com a símbol d'un concepte o objecte desfasat, com en l'expressió anglesa «dead as a dodo» (mort com un dodo), que ha arribar a significar indiscutiblement mort o obsolet. De la mateixa manera, l'expressió anglesa «to go the way of the dodo» (seguir el camí del dodo) significa extingir-se o quedar-se obsolet, quedar-se fora de l'ús o pràctica habitual o convertir-se en cosa del passat. «Dodo» també és un terme d'argot per a una persona estúpida i avorrida, ja que es deia que era estúpid i que s'agafava fàcilment.
El dodo apareix freqüentment en obres de ficció popular, i fins i tot abans de la seva extinció, figurava a la literatura europea, com a símbol de terres exòtiques, i de gola, per la seva aparent obesitat. El 1865, el mateix any que George Clark va començar a publicar informes sobre fòssils de dodo excavats, l'ocell recentment reivindicat va aparèixer com un personatge a les aventures d'Alícia en terra de meravelles de Lewis Carroll. Es creu que va incloure el dodo perquè s'hi va identificar i havia adoptat el nom com a sobrenom per ell mateix a causa del seu quequeig, fet que el va fer presentar accidentalment com «Do-do-dodgson», el seu cognom legal. Carroll i la noia que va servir d'inspiració per a Alícia, Alice Liddell, havien gaudit visitant el museu d'Oxford per veure les restes del dodo. La popularitat del llibre va convertir el dodo en una coneguda icona de l'extinció. Les representacions populars del dodo sovint es van tornar més exagerades i dibuixades després de la seva fama d'Alícia en terra de Meravelles, que estava en línia amb la creença inexacta que era maldestre, tràgic i destinat a l'extinció.

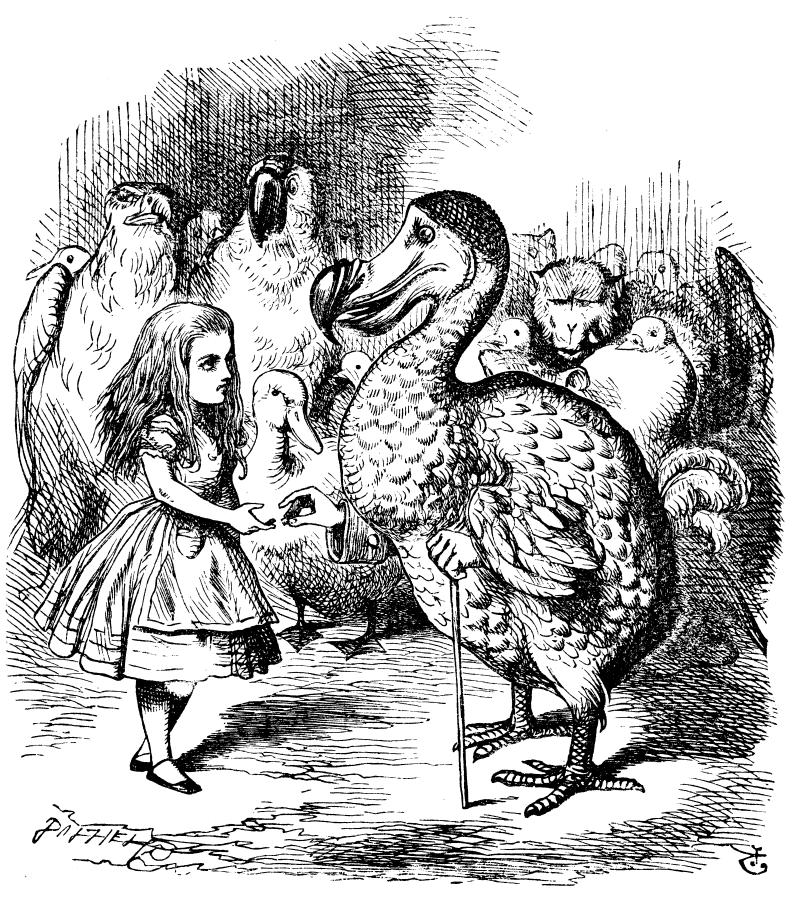
Il·lustracions d'Alícia i El Dodo de Les aventures d'Alícia al país de les meravelles, de John Tenniel (1865)
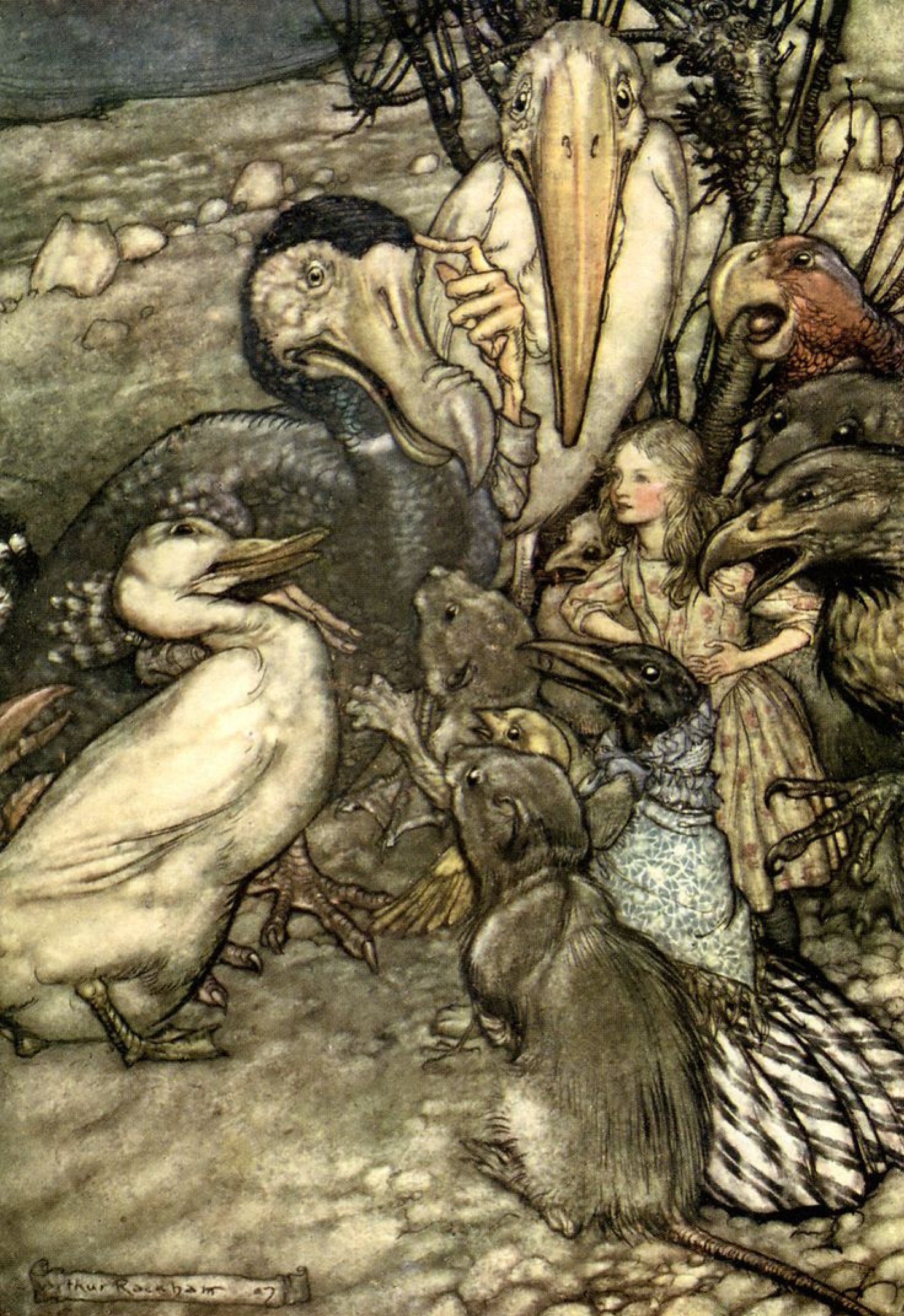
Il·lustracions d'Alícia i El Dodo de Les aventures d'Alícia al país de les meravelles, d'Arthur Rackham (1907)

El dodo s'utilitza com a mascota per a molts tipus de productes, sobretot a Maurici. Apareix com a suport a l'escut d'armes de Maurici, a les monedes de Maurici, s'utilitza com a marca d'aigua a tots els bitllets de rupia de Maurici, i apareix com a fons del formulari d'immigració de Maurici. Un dodo somrient és el símbol de les Brasseries de Bourbon, una cervesera popular de la Reunió, l'emblema de la qual mostra l'espècie blanca que abans es pensava que hi vivia.

Escut de Maurici, amb un dodo com a suport
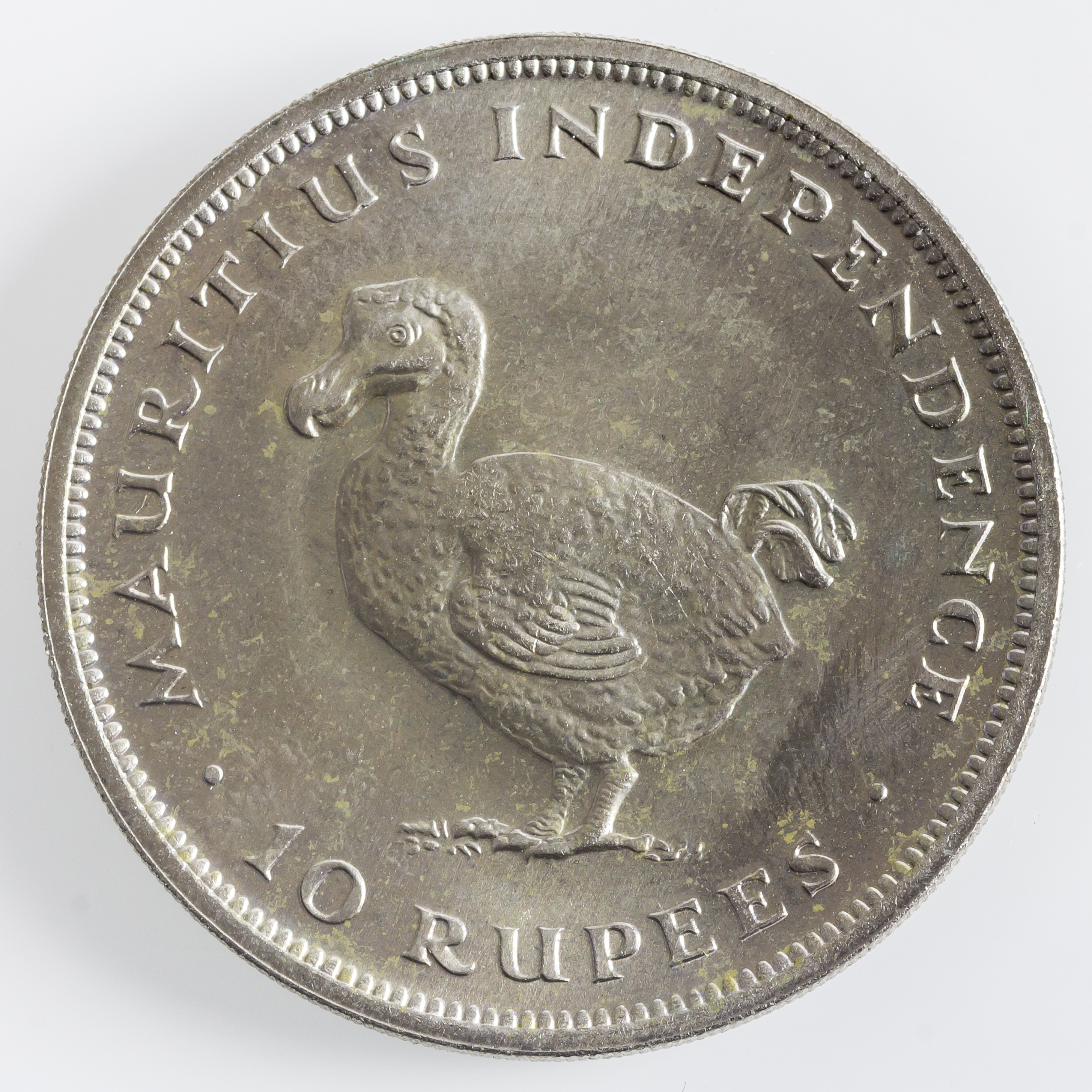
Dodo en una moneda de 10 rúpies de Maurici de 1971
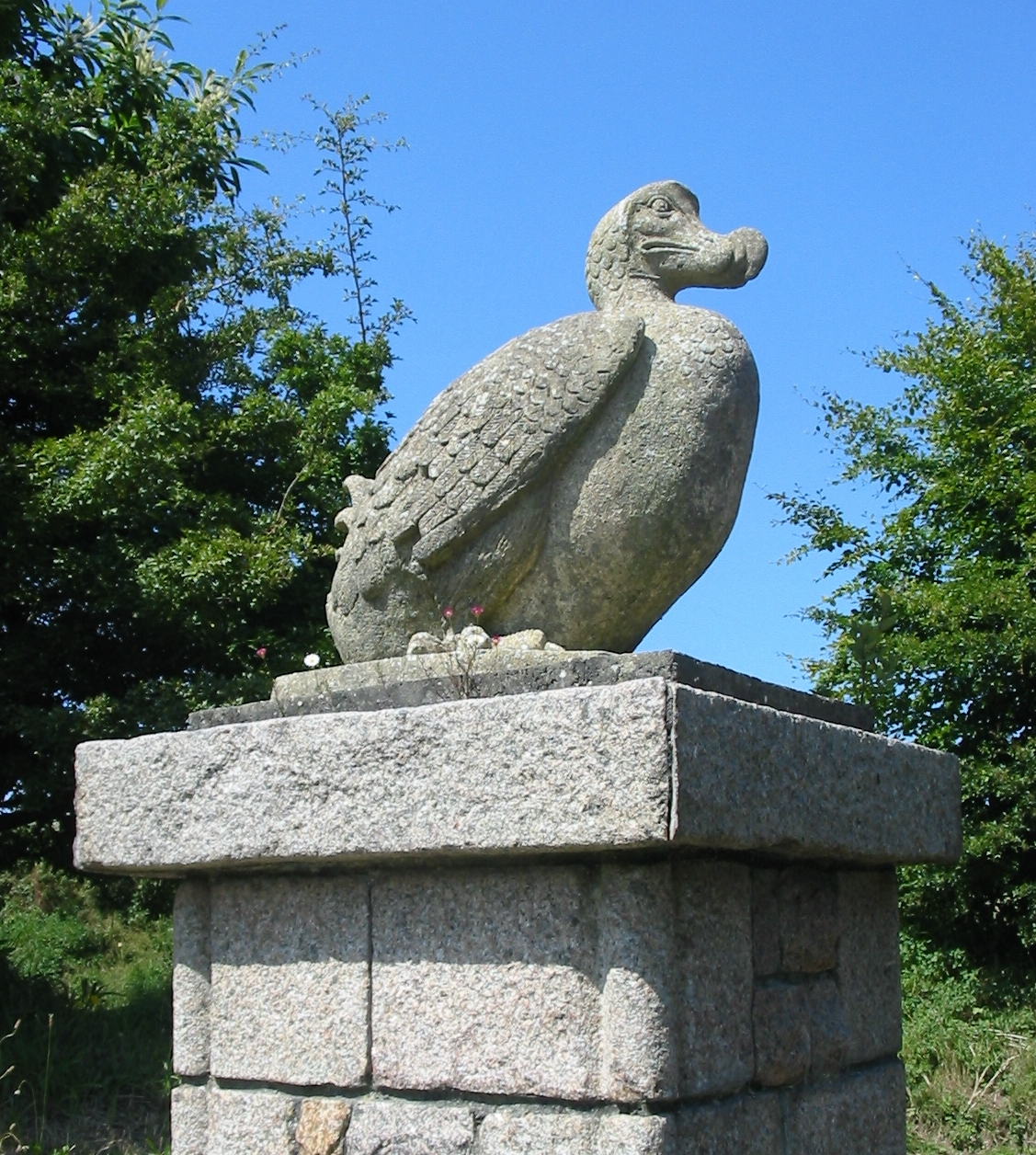
El dodo és el símbol de Durrell Wildlife Park (més conegut com Zoo de Jersey). A les portes del zoo hi ha estàtues de dodos

El dodo s'utilitza per promoure la protecció d'espècies en perill d'extinció per part d'entitats ecologistes, com Durrell Wildlife Conservation Trust i el Durrell Wildlife Park. El Centre per a la Diversitat Biològica atorga anualment un Rubber Dodo Award, a «aquells que més han fet per destruir llocs salvatges, espècies i diversitat biològica». L'any 2011, l'aranya Nephilengys dodo, que habita als mateixos boscos que abans ho va fer el dodo, va rebre el nom de l'ocell per conscienciar sobre la necessitat urgent de protegir el bioma de Maurici. Dues espècies de formigues de Maurici han rebut el nom del dodo: Pseudolasius dodo el 1946 i Pheidole dodo el 2013. Una espècie d'isòpode d'un escull de corall de la Reunió va rebre el nom de Hansenium dodo el 1991.
El nom dodo ha estat utilitzat pels científics que anomenen elements genètics, fent honor a la seva naturalesa de no volador del dodo. Un gen de la mosca de la fruita dins d'una regió d'un cromosoma necessària per a la capacitat de vol es va anomenar «dodo». A més, una família d'elements transposables defectuosos de Phytophthora infestans es va anomenar «DodoPi», ja que contenia mutacions que eliminaven la capacitat de l'element de saltar a noves ubicacions en un cromosoma.
Una referència més al dodo es pot observar al pseudònim de la artista argentina DoDoU.
El 2009, una il·lustració neerlandesa del segle xvii inèdita d'un dodo va sortir a la venda a Christie's i s'esperava que es vengués per 6.000 lliures. Es desconeix si la il·lustració es basava en un exemplar o en una imatge anterior, i l'artista no està identificat. Es va vendre per 44.450 £.

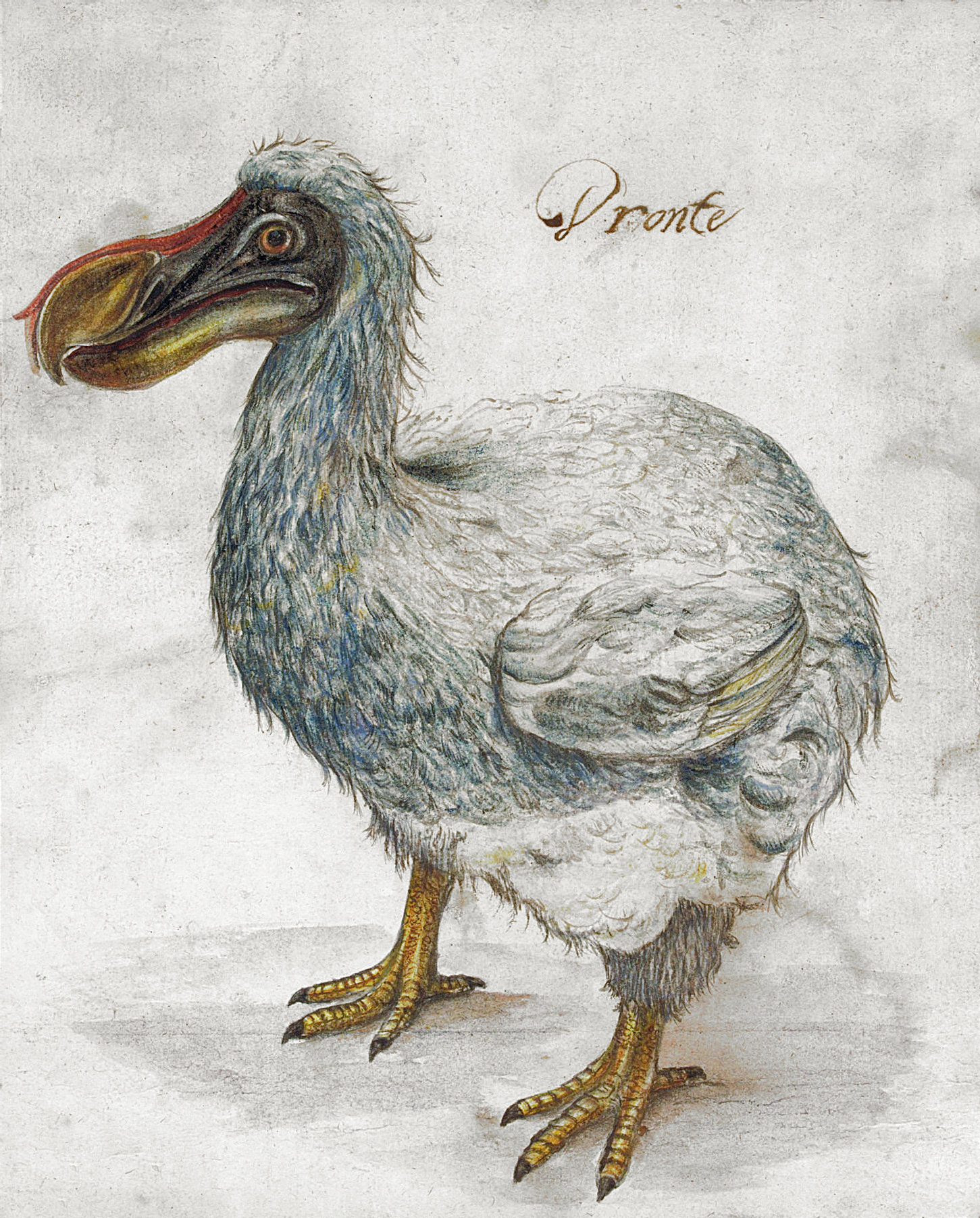
Il·lustració inèdita del segle xvii d'un dodo venuda el 2009

El poeta Hilaire Belloc va incloure el següent poema sobre el dodo al seu Bad Child's Book of Beasts (Llibre de les bèsties del nen dolent) de 1896:
| «                                                   | (anglès) The Dodo used to walk around, And take the sun and air. The sun yet warms his native ground - The Dodo is not there!The voice which used to squawk and squeak Is now for ever dumb - Yet may you see his bones and beak All in the Mu-se-um | (català) El Dodo solia caminar, I prenia el sol i l'aire. El Sol encara escalfa la seva terra natal - El Dodo no hi és!La veu que solia xisclar i grinyolar Ara és per sempre muda - No obstant això, pots veure els seus ossos i el bec Tot al Mu-se-u. | » |
| — The Bad Child's Book of Beasts, de Hilaire Belloc | | |   |